# Mont Kenya
Vous lisez un « article de qualité » labellisé en 2008.
Pour les articles homonymes, voir Kenya (homonymie).
Le mont Kenya, dont le nom signifie « montagne de l'autruche » chez les Wakamba, l'une des populations vivant à son pied, est le point culminant du Kenya et le deuxième plus haut sommet d'Afrique, derrière le Kilimandjaro. Les plus hautes cimes culminent à 5 199 mètres à la pointe Batian, 5 188 mètres à la pointe Nelion et 4 985 mètres à la pointe Lenana. Il se situe au centre du pays, juste au sud de l'équateur, à approximativement 150 kilomètres au nord-nord-est de la capitale Nairobi.
Le mont Kenya est un volcan rouge né il y a environ trois millions d'années de l'ouverture du rift est-africain. Il a été recouvert pendant des millénaires par une importante calotte glaciaire qui a fortement érodé ses pentes et lui a donné son relief particulier, avec de nombreuses vallées qui descendent du sommet. Il reste aujourd'hui une douzaine de petits glaciers en phase de retrait rapide, malgré des températures souvent négatives, avec un climat très variable au cours des millénaires et des siècles, des saisons et des jours. La montagne demeure une source d'eau essentielle pour une grande partie du pays.
Le volcan est découvert par les Européens en 1849 avec Johann Ludwig Krapf. La communauté scientifique reste longtemps circonspecte sur l'existence de neige à ces latitudes et l'existence du mont Kenya n'est confirmée qu'en 1883. La première exploration a lieu en 1887 et le sommet est véritablement vaincu en 1899 par l'équipe d'Halford John Mackinder. Aujourd'hui, de nombreux itinéraires et refuges permettent d'effectuer l'ascension vers les principaux pics.
La montagne possède huit étages de végétation entre le bas et le sommet, avec notamment une vaste couronne de forêt. De nombreuses espèces sont endémiques ou très caractéristiques du mont Kenya, comme les lobelias, les séneçons ou les damans du Cap. C'est pourquoi une zone de 715 km2 autour du sommet est protégée par le parc national du mont Kenya, classé au patrimoine mondial de l'UNESCO, et reçoit plus de 15 000 visiteurs par an.

## Toponymie et étymologie
Les croyances et les rituels des tribus locales envers le mont Kenya sont à l'origine de l'appellation du pays,. Il apparaît sous son orthographe définitive après une série d'évolutions consécutives à son observation par Johann Ludwig Krapf en 1849.
Différentes tribus ont leurs propres noms pour désigner le mont Kenya. Les Kikuyu l'appellent Kirinyaga, qui signifie « montagne blanche » ou « montagne brillante » ; les Embus, Kirenia, « montagne de la blancheur » ; les Maasaï, Ol Donyo Eibor ou Ol Donyo Egere, respectivement « la montagne blanche » et « la montagne tachetée » ; et les Kamba, Kiinyaa, « montagne de l'autruche ». Ce dernier nom renvoie à la couleur des pics qui sont blancs avec la neige et noirs avec les rochers, ressemblant au plumage de l'autruche mâle,. Krapf demeure dans un village wakamba lorsqu'il voit la montagne pour la première fois et lui attribue donc le nom de Kegnia (ˈkiːnjə dans la prononciation phonétique en anglais), une déformation de Kiinyaa.
À l'époque, il n'est pas nécessaire d'ajouter « mont » dans le nom de la montagne. On ne commence à trouver le toponyme actuel « mont Kenya » qu'en 1894, avant qu'il ne devienne officiel en 1920 lorsque la colonie et protectorat du Kenya, précédemment protectorat britannique d'Afrique de l'Est, est fondée. Pourtant, d'autres orthographes font leur apparition après cette date, notamment dans l'ouvrage de Dutton en 1929,.
Le Kenya obtient son indépendance en 1963 et Jomo Kenyatta est élu premier président. La coïncidence sur l'orthographe de son nom de famille entraîne le changement de la prononciation de Kenya, qui devient ˈkɛnjə dans la prononciation phonétique anglaise, rejoignant la prononciation française.

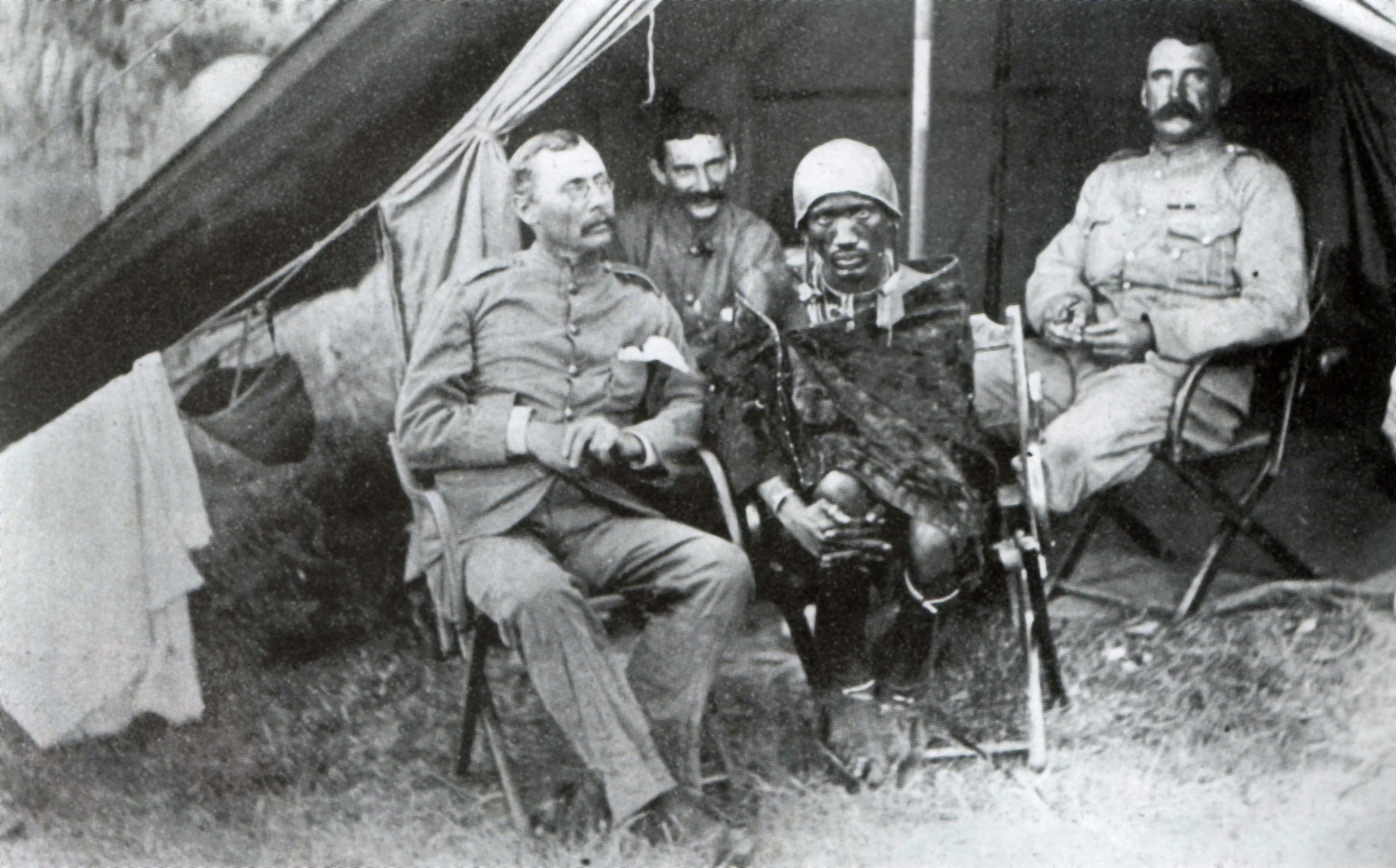
Lenana est chef-soigneur des Maasaï vers 1890, et fils du précédent chef M'batian. La pointe Lenana est nommée en son honneur par Halford John Mackinder.

Les pics du mont Kenya ont obtenu leur nom à partir de trois sources distinctes. Les pics Batian renvoient au chef soigneur maasaï M'batian et à sa famille : Nelion d'après son frère Nelieng, Sendeyo pour son fils aîné, et Lenana pour son second fils et successeur. Ces noms ont été proposés par Mackinder sur une suggestion de Hinde, officier résident du Maasailand. Terere, autre pic Batian, provient d'un autre chef Masaï. D'autres pics ont été nommés d'après des grimpeurs ou des explorateurs comme Eric Shipton, Sommerfelt, Bill Tilman, Dutton et Arthur. Shipton réussit la première ascension du Nelion, et Sommerfelt, accompagné du même Shipton, la seconde. Tilman a réalisé plusieurs premières avec Shipton en 1930. Dutton et Arthur ont exploré la montagne entre 1910 et 1930. Arthur Firmin, pour sa part, a donné son nom au col Firmin. Humphrey Slade a exploré la zone des landes et a probablement réalisé la première exploration du Sendeyo. Les noms restants proviennent de personnalités kényanes connues, à l'exception des pointes John et Peter qui étaient deux disciples du missionnaire Arthur. Pigott était administrateur du protectorat d'Afrique de l'Est à l'époque de l'expédition Gregory. Quatre pics formant un groupe à l'est des pics principaux sont nommés d'après des gouverneurs du Kenya et premiers colons : Coryndon, Grigg, Delamere et McMillian. La pointe Thomson n'est pas ainsi nommée en l'honneur de Joseph Thomson, qui confirma l'existence de la montagne, mais d'après un photographe officiel de la Royal Geographical Society.

## Géographie

### Situation
| |  |  |
| Le mont Kenya se situe sur les hauts plateaux du Kenya, à l'est de la vallée du Grand Rift, à 150 kilomètres au nord-nord-est de Nairobi. |  |  |

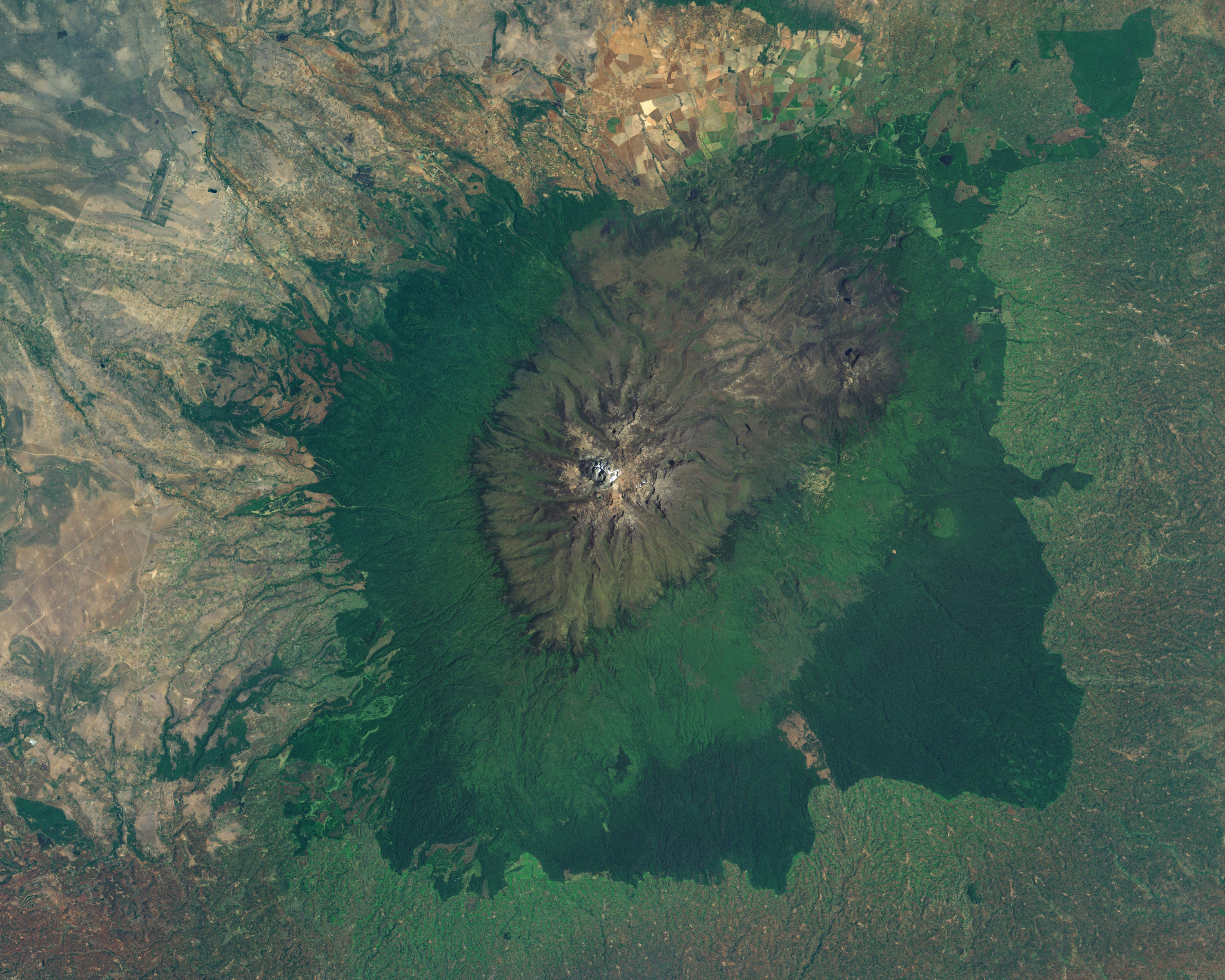
Photo satellite du mont Kenya.

Le mont Kenya s'élève à 5 199 mètres d'altitude, au centre du Kenya, à 150 kilomètres au nord-nord-est de la capitale Nairobi. Il est entouré par les villes de Nyeri au sud-ouest, Nanyuki au nord-ouest et Embu au sud-est. Administrativement, il se trouve à cheval sur les comtés de Meru, Tharaka-Nithi, Embu, Kirinyaga, Nyeri. Le sommet, qui se situe légèrement au sud de l'équateur, est le point culminant du pays et le deuxième d'Afrique, derrière le Kilimandjaro situé à 320 kilomètres plus au sud, du côté tanzanien de la frontière.
Le mont Kenya forme un complexe volcanique quasi circulaire de 80 à 100 kilomètres de diamètre. La route qui en fait le tour à sa base fait plus de 300 kilomètres de longueur. Pourtant, il est presque deux fois moins volumineux que le Kilimandjaro.

### Topographie

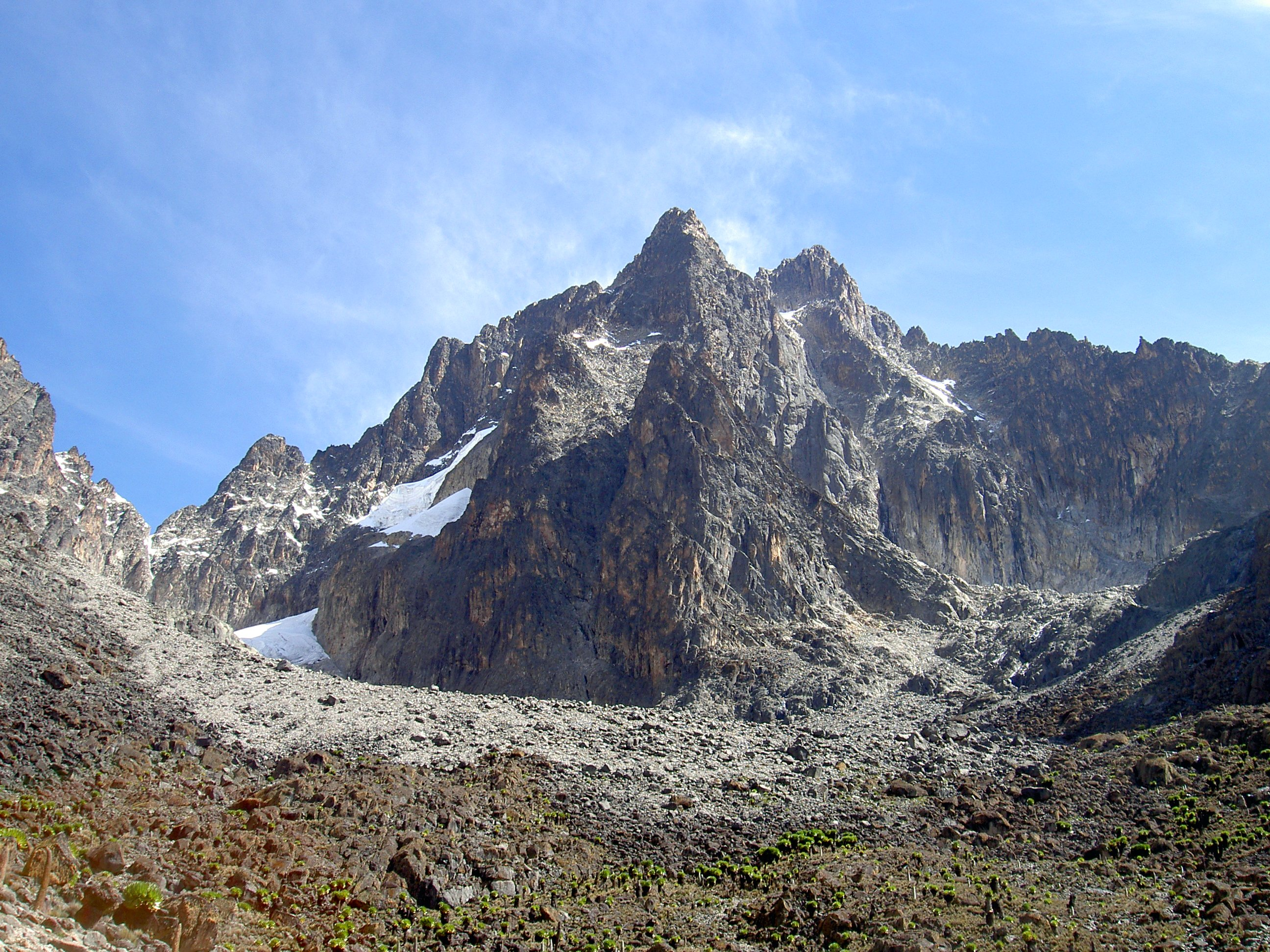
Le Batian à gauche, le Nelion à droite et la pointe Slade au premier plan.

Les pics qui dominent le mont Kenya sont presque tous d'origine volcanique. La majorité est localisée près du centre de la montagne. Ils ont une apparence alpine prononcée par le fait qu'ils sont très découpés et s'élèvent à l'intersection des crêtes. Un peu plus loin, les necks sont recouverts de cendre volcanique et de terre.

Photo satellite commentée centrée sur le sommet du mont Kenya avec la situation des glaciers, des vallées et de quelques pics principaux.

Les plus hautes cimes culminent à 5 199 mètres d'altitude à la pointe Batian, 5 188 mètres à la pointe Nelion et 4 985 mètres à la pointe Lenana. Les deux premiers sont séparés par la « Porte du Brouillard ». La quatrième cime par l'altitude est le pic Coryndon avec 4 960 mètres d'altitude mais contrairement aux précédents, il ne fait pas partie de la formation centrale. Autour des trois principales cimes, on trouve la pointe Pigott (4 957 mètres), la pointe Dutton (4 885 mètres), la pointe John (4 883 mètres), la pointe John inférieure (4 757 mètres), la pointe Slade (4 750 mètres) et le pic Midget (4 700 mètres) ; tous ont une forme pyramidale prononcée. Une crête au sud de la Gorges Valley comporte de nombreux autres pics élevés. Au nord de la formation principale, le Terere (4 714 mètres) et le Sendeyo (4 704 mètres) constituent des pics jumeaux et une formation à part entière.

### Hydrographie
Le mont Kenya constitue la principale source de deux des plus larges rivières du pays : le Tana et l'Ewaso Ng'iro. Il fournit de l'eau directement à deux millions de personnes. Les cours d'eau ont été nommés d'après les villages sur les versants de la montagne où ils s'écoulent. La rivière Thuchi forme la frontière entre les districts de Meru et Embu. Le cours du Tana fournissait en 1988 80 % de l'électricité du Kenya grâce à une série de sept installations hydroélectriques.

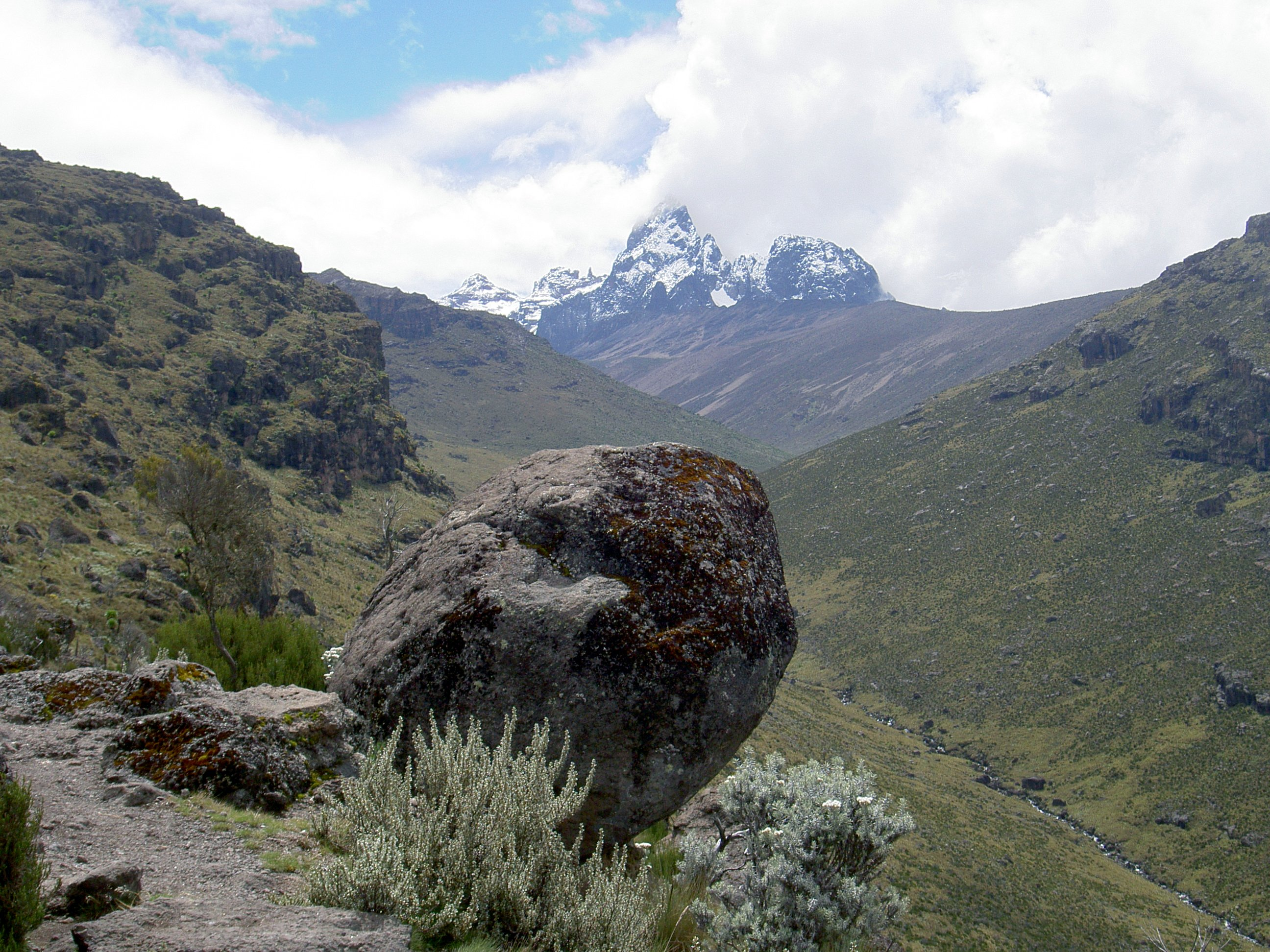
La Mackinder Valley et les pics principaux en arrière-plan.

La densité de cours d'eau est très importante, spécialement sur les pentes basses qui n'ont jamais été recouvertes de glaciers. Sur la partie haute, la calotte glaciaire qui couvrait la montagne au Pliocène a érodé de larges vallées glaciaires au profil en « U » qui ne possèdent généralement qu'un large cours d'eau. Là où le relief du volcan bouclier a été préservé, les glaciers ont érodé les versants de la montagne pendant des milliers d'années. Pour cette raison, la partie basse est caractérisée par de fréquentes et profondes vallées au profil en « V ». La transition entre les deux types de vallées est clairement visible.

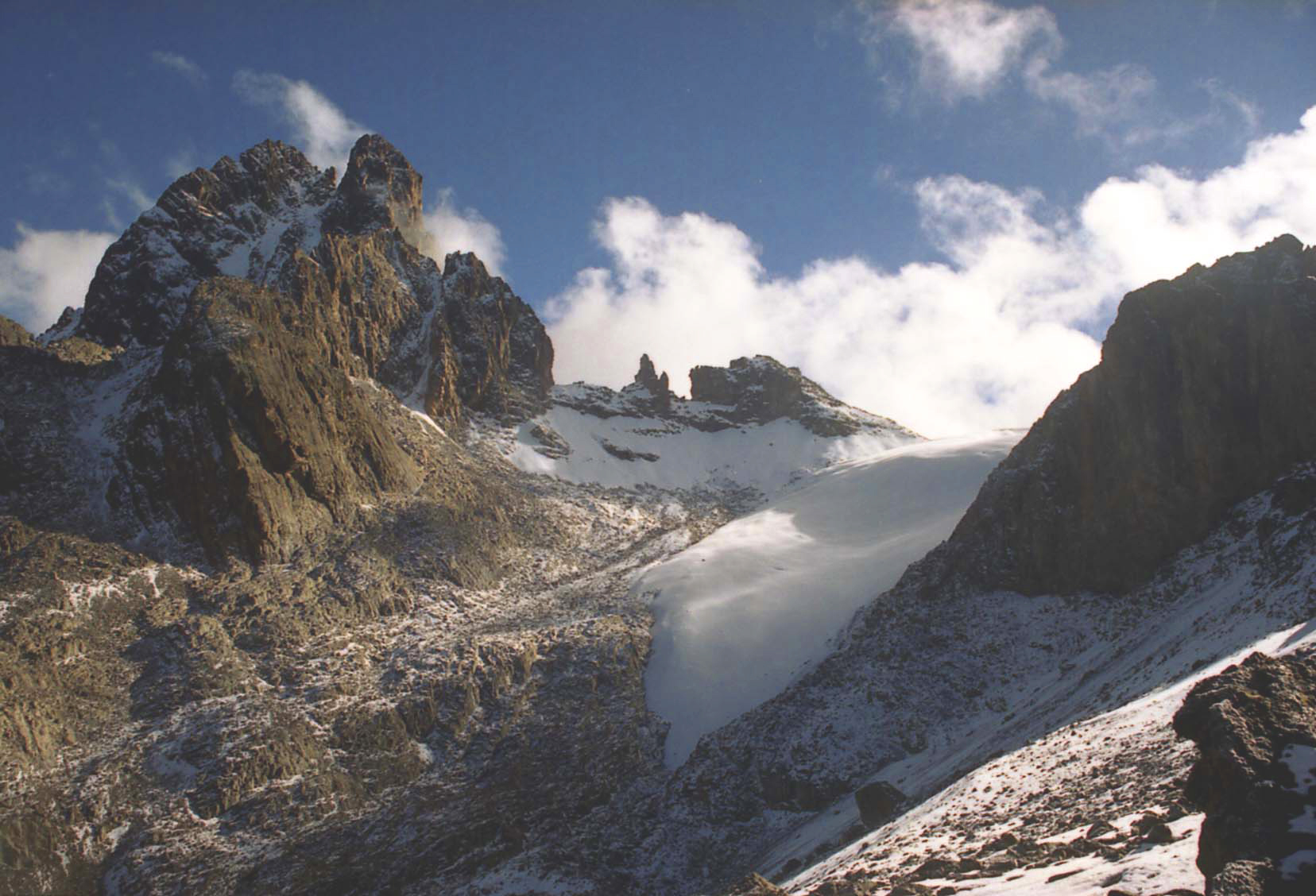
Le glacier Lewis est le plus large des glaciers du mont Kenya.

De nombreux ruisseaux du mont Kenya, comme le Keringa et la Nairobi au sud-ouest, se jettent dans le Sagana, affluent du Tana, qu'il rejoint au réservoir de Masinga ou directement en aval de ce fleuve, à l'instar des Mutonga, Nithi, Thuchi et Nyamindi au sud et à l'est. Les cours d'eau qui s'écoulent sur le versant septentrional, telles les rivières Burguret, Naro Moru, Nanyuki, Liki ou Sirimon, se jettent dans l'Ewaso Ng'iro,.
Le seul glacier suspendu du mont Kenya se trouve entre le Batian et le Nelion, les autres étant des glaciers de vallée ou de cirque. L'ensemble des glaciers connaît une phase de retrait rapide. Le Mountain Club of Kenya à Nairobi possède des photographies de la montagne lors de sa première ascension en 1899 montrant, par comparaison, un recul prononcé. Des témoignages historiques conseillent de chausser des crampons mais il n'y a désormais plus de glace sur les itinéraires en question. La neige se fait très rare en hiver et ne renouvelle plus la glace, même sur le glacier Lewis, le plus grand de tous. La disparition des glaciers est annoncée pour le milieu des années 2030. Leur surface a été estimée à 0,7 km2 en 1980. On trouve (dans le sens horaire à partir du nord) les glaciers Northey, Krapf, Gregory, Lewis, Diamond, Darwin, Forel, Heim, Tyndall, Cesar et Josef.

### Géologie

#### Orogenèse
Le mont Kenya est un stratovolcan éteint. Sa phase éruptive remonte de 2,6 à 3,1 millions d'années. Comme son voisin le Kilimandjaro, il a été créé par l'ouverture du rift Est-africain. Il a probablement atteint une altitude de 6 500 mètres, avec un profil similaire au Kilimandjaro d'aujourd'hui, avant d'être érodé par la calotte glaciaire. Les pics les plus élevés sont les restes des matières volcaniques les moins friables, solidifiées sous l'ancien cratère principal. Ils sont constitués d'une roche cristalline, la syénite, une roche magmatique plutonique grenue composée de feldspath alcalin, de néphéline, de biotite et de hornblende. Autour des pics principaux sont dispersés des tufs, des conglomérats et des roches issues des coulées de lave.

#### Constitution des sols
Les types de sols sur le mont Kenya correspondent grossièrement aux différents étages de végétation. Ils sont classés approximativement en quatre groupes : alpin, des landes à la zone des bambous, pentes basses et piémonts où se trouvent les villages entourant la montagne.

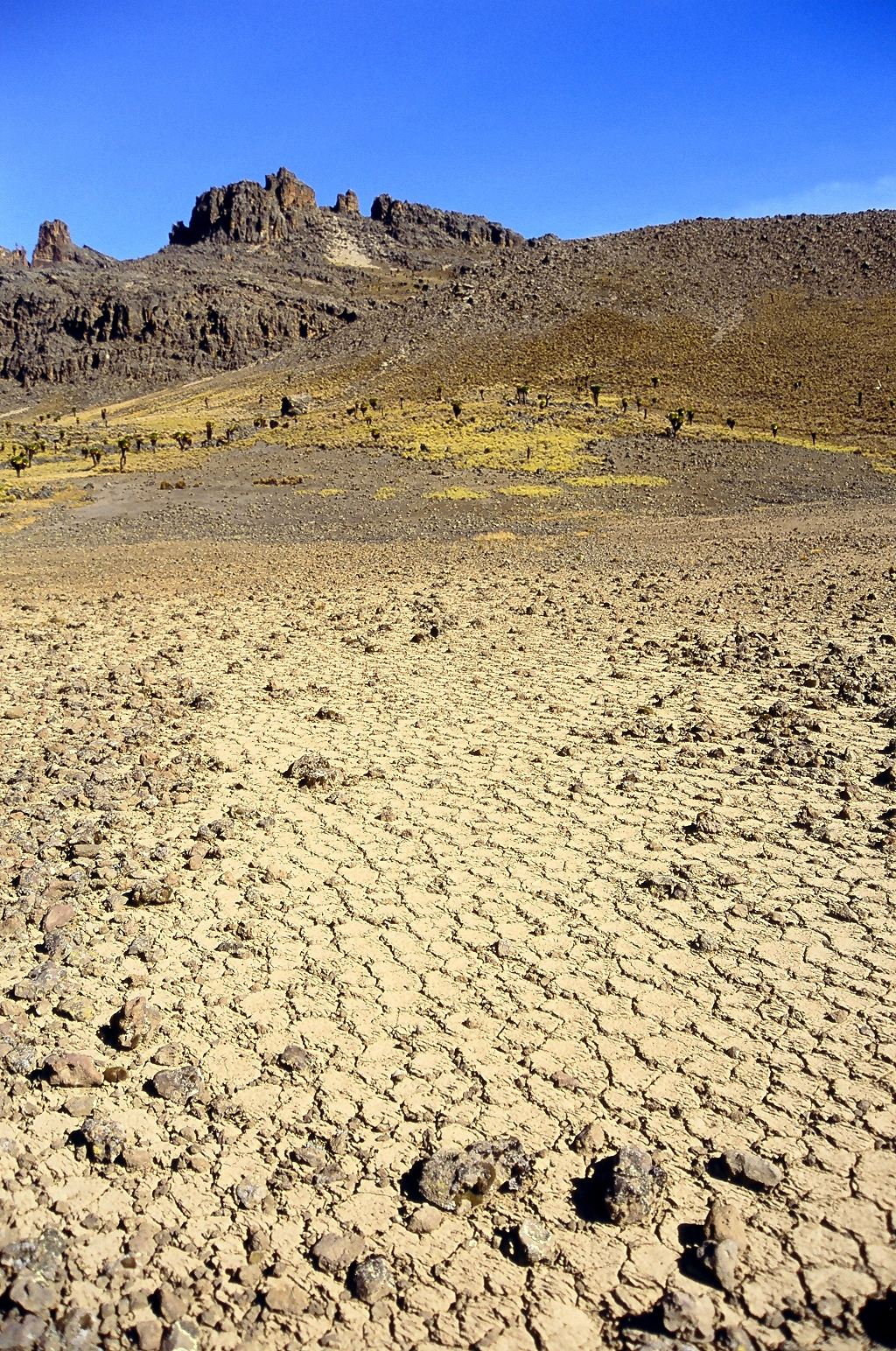
Le sol se craquelle en raison des cycles gel-dégel.

Les sols sur le volcan sont généralement très fertiles en raison de leur origine. Certains ont été modelés par l'action érosive des glaciers tandis que les autres sont la conséquence de millions d'années d'érosion fluviale. Dans les deux cas, ils sont mélangés à des cendres volcaniques qui accroissent la fertilité. La cendre et les éjectas se mélangent à la terre plus rapidement que les roches volcaniques. Les sols du mont Kenya s'érodent facilement mais la végétation, y compris la forêt, les protège. Quand ce n'est pas le cas, ces sols exposés s'érodent jusqu'au socle rocheux, notamment en raison de fréquents glissements de terrain. En altitude, le problème est moins critique compte tenu de la production régulière de matière minérale par les glaciers. Ce phénomène est important : malgré la fertilité des sols, les nutriments sont utilisés rapidement et remplacés presque aussitôt. La disparition de la couverture végétale est causée par les animaux et par l'homme. Les damans du Cap et les otomys consomment une quantité considérable de plantes, supérieure à la capacité de production, notamment en période de forte démographie. Les touristes gravissant et redescendant la montagne érodent et élargissent les chemins tandis que la population locale vivant autour de la forêt défriche de larges parcelles. La majeure partie de cette déforestation est faite illégalement. L'érosion éolienne entre alors en jeu. L'érosion par solifluxion due à la formation des aiguilles de glace est fortement accélérée lorsque le couvert végétal est absent. Les petits cours d'eau contribuent également à l'érosion.

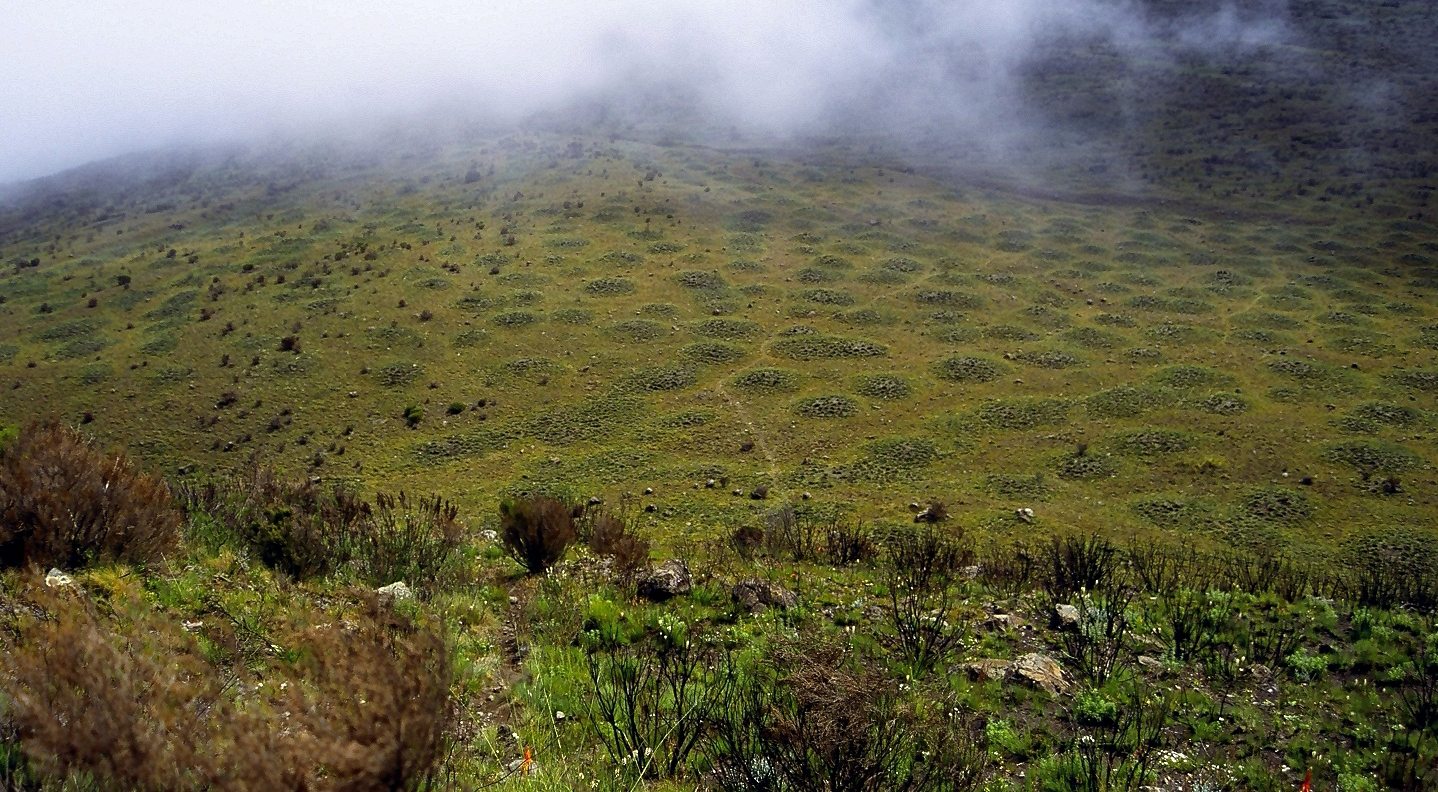
Le gel a créé des motifs dans le sol, en dessous de Mugi Hill.

Bien que le mont Kenya soit sur l'équateur, les températures nocturnes entraînent la formation de reliefs périglaciaires. Il existe un pergélisol situé à quelques centimètres sous la surface. Les monticules, à l'ouest de Mugi Hill, se créent par l'action répétée des cycles de gel-dégel, de même que les craquèlements du sol en hexagones à 4 000 mètres d'altitude. Ces expansions et contractions à la surface empêchent l'établissement d'une végétation.
Le groupe correspondant au type de sol alpin, le plus élevé, soit au-dessus de 4 000 mètres d'altitude, est influencé par les glaciations récentes. À partir de 4 600 mètres d'altitude, on trouve des loams avec des traces de vie organique dans une prédominance d'éboulis. En dessous, les sols morainiques et les crêtes érodées sont les plus courants avec des formes de vie organique plus variées mais peu denses. Le fond des vallées est constitué par ces matériaux qui ont été déposés là par l'érosion, en majeure partie glaciaire, avec des épaisseurs variables. Les sols sont ici comparables à ceux que l'on retrouve sur d'autres montagnes tropicales élevées si ce n'est leur forte teneur en cendres. Ils sont jeunes, généralement moins de 10 000 ans, et deviennent plus fins en vieillissant.
Le second groupe, comprenant les étages depuis la zone des bambous jusqu'aux landes, a été recouvert par la calotte glaciaire au maximum de son avancée. Ces sols sont de nature humique et abritent une vie organique très variée. Les plus fortes précipitations causées par les vents anabatiques sur le versant occidental entraînent un lessivage des sols et le limon se dépose alors entre les rochers sur les flancs des vallées. Le drainage dans le sol n'est pas très important. Cette zone possède de nombreuses cheminées volcaniques secondaires et les sols qui les recouvrent ont une vie organique abondante qui contraste avec les cratères secondaires qui contiennent peu de matière décomposée. À l'ouest et au sud, les tourbières sont nombreuses.
Le troisième groupe, correspondant aux pentes basses de la montagne entre 2 000 et 3 000 mètres d'altitude, n'a jamais été recouvert par la calotte glaciaire. Cette zone se trouve essentiellement dans la forêt ou bien est cultivée. Dans sa partie supérieure, autour de la montagne, une couche d'humus argileux atteint vingt à quarante centimètres d'épaisseur hormis au nord où il y a des landes. Dans sa partie inférieure, les versants est et sud ne sont que partiellement recouverts de végétation avec des terrains argileux exposés en de nombreux endroits. Le versant nord-ouest est composé d'un sol de couleur rouge sombre bien drainé. Un réseau dense de cours d'eau s'est constitué sur les pentes basses, dans des vallées profondes avec du limon brun au centre, près du lit des rivières, et de l'argile sur les flancs.

### Climat

#### Climat passé

##### Généralités
Le climat passé est déterminé en utilisant plusieurs méthodes dont l'étude des niveaux des lacs, le débit des rivières, les systèmes de dunes, l'extension des glaciers ou encore les pollens. Plus on recule dans le temps, plus les signaux deviennent approximatifs. Alors que le climat peut être inféré pour un endroit spécifique il y a 20 000 ans, il faut considérer le climat au-dessus de quasiment tout le continent africain et ajuster les résultats en utilisant des analogies habituelles pour retracer ce qu'il était il y a cinq millions d'années. Il est difficile de remonter sur une aussi longue période à cause d'une inégalité de la répartition des enregistrements et d'un manque de végétation fossile dû à des conditions défavorables.
Sur de grandes échelles de temps, le climat est régi par les cycles de Milanković, qui changent la quantité de rayonnement solaire qui atteint la Terre. L'affaiblissement ou le renforcement de la mousson joue également un rôle important. F. Sirocho et ses collègues suggèrent que la force de la mousson est en lien avec l'albédo dans l'Himalaya. Des températures plus froides dans l'hiver de l'hémisphère nord entraînent une plus grande réflexion des rayons sur la neige et la glace, des moussons d'été plus faibles et finalement un climat plus sec en Afrique de l'Est. La force de la mousson est liée aux cycles de Milanković avec un décalage d'environ 8 000 ans. Généralement, le maximum de la mousson survient 2 500 ans après un minimum glaciaire et correspond à un minimum des températures de la surface océanique.
Depuis le début du Quaternaire, l'hémisphère nord a subi vingt-et-un âges glaciaires majeurs ressentis jusqu'en Afrique de l'Est. Le climat passé du Kenya fait écho à l'alternance climatique en Europe, entrant et sortant de ces phases froides en même temps. Durant le dernier maximum glaciaire il y a 20 000 ans, l'inlandsis européen aurait détourné le climat océanique atlantique au-dessus du Kenya qui aurait ainsi bénéficié de conditions climatiques similaires à celles de l'Europe actuelle. Au cours des 6 000 dernières années, le mont Kenya a connu une série d'au moins six avancées glaciaires mineures avec la dernière à la fin du petit âge glaciaire en 1900.
Les traces de ces refroidissements climatiques en Afrique de l'Est sont observées sur les autres montagnes comme le Kilimandjaro, la chaîne du Rwenzori et le mont Elgon. Ce sont toutes des poches isolées d'écosystèmes alpins similaires avec une faune et une flore identiques. Cela signifie que cet écosystème a dû être plus étendu, à faible altitude, et recouvrir chacune de ces montagnes. Cependant, des poches de l'écosystème actuel des plaines ont dû subsister, sinon les espèces animales de ce milieu seraient éteintes. Une explication alternative suggère que sur cette échelle des temps de plusieurs millions d'années, la probabilité de tornades transportant la flore et la faune entre les montagnes est forte.

##### Histoire climatique
Au Pliocène, il y a entre 2,5 et 5 millions d'années, le mont Kenya est un volcan actif. Cinq millions d'années avant notre ère, la mer Méditerranée est à sec et les dunes du Sahara s'étendent beaucoup plus au sud ; la région actuelle du Kenya est une savane aride. Il y a environ 3,7 millions d'années, le climat devient plus humide qu'il ne l'est actuellement. Une végétation riche s'établit en Afrique de l'Est, bien qu'elle variera beaucoup, en termes d'espèces et de distribution selon l'altitude, en fonction des oscillations climatiques. À -2,5 millions d'années survient le premier des vingt-et-un âges glaciaires majeurs du Quaternaire dans l'hémisphère nord. L'Afrique tropicale subit des températures plus basses qu'à présent. L'étagement végétal en Éthiopie est plus bas, et des changements identiques auraient affecté le Kenya. Une période d'un million d'années, plus sèche, s'ensuit, une tendance qui se poursuit globalement aujourd'hui.
Il y a 150 000 ans se produit le maximum de la glaciation de Riss, l'avant-dernière glaciation majeure, la plus étendue du Pléistocène. Elle est suivie par l'interglaciation de Eem, plus humide et plus chaude que l'époque actuelle. Ensuite, une phase aride de −100 000 à −90 000 ans est responsable de la formation de dunes jusqu'en Afrique australe remplacée par une courte mais intense phase froide de −75 000 à −58 000 ans. Vers la fin de cette période, le premier des évènements de Heinrich (H6) survient, relâchant une grande quantité de glace dans l'Atlantique Nord, entraînant des températures plus froides dans l'hémisphère nord et une diminution de l'intensité de la mousson,. D'autres évènements de Heinrich se succèdent avec un assèchement associé du climat Est-africain à -50, -35, -30, -24, -16 et finalement -12 milliers d'années, au Dryas récent. Selon des données collectées dans le bassin du Congo, la période de −31 000 à −21 000 est sèche et froide, avec l'étagement végétal qui s'abaisse. Les espèces forestières présentes en haute montagne deviennent des espèces de basse montagne, très répandues à faible altitude. Cependant, Lowe et Walker suggèrent que l'Afrique de l'Est était plus humide qu'actuellement. Ce désaccord peut s'expliquer par la difficulté d'associer différents lieux géographiques donnés avec les dates.
Le dernier maximum glaciaire se déroule de −23 000 à −14 000 ans avec une phase très aride en Afrique, avec des déserts s'étendant des centaines de kilomètres plus au sud que de nos jours. La mousson d'été est très faible, les températures sont de 5 à 6 °C inférieures aux températures actuelles et un retrait général de la forêt humide se produit,. Les moraines datant de la fin du dernier maximum glaciaire en Afrique de l'Est montrent que la mousson de sud-est de l'époque est plus sèche que la mousson de nord-est actuelle, déjà relativement peu humide. Les stratus ont pu avoir de larges conséquences dans cette tendance froide et peu pluvieuse.
Il y a 13 800 ans, le climat redevient humide et les forêts de montagne s'étendent de nouveau. La mousson se renforce, le niveau des lacs et le débit des rivières en Afrique de l'Est augmentent,. La végétation alpine est limitée par les températures et non plus par la sécheresse. Avant le Dryas récent, les températures atteignent leurs valeurs actuelles mais la couverture forestière reste incomplète, et lorsque cette période commence, la mousson s'affaiblit et le niveau des lacs d'Afrique de l'Est diminue. Finalement, les forêts atteignent leur couverture et leur densité actuelles après le Dryas récent, lorsque le climat redevient humide. Pendant les 5 000 ans suivants, la tendance hygrométrique se poursuit globalement malgré de nouvelles oscillations,,. Au cours des 5 000 dernières années et jusqu'à aujourd'hui, la mousson faiblit progressivement et le mont Kenya rentre dans des séries d'avancées glaciaires mineures. Un minimum des températures se produit voici 3,7 à 2,5 milliers d'années puis durant le petit âge glaciaire, ressenti entre 1300 et 1900, alors qu'un pergélisol subsiste sur la montagne.

##### Glaciations
Le mont Kenya a été recouvert d'une calotte glaciaire qui a érodé ses pentes et exposé les necks formant le sommet actuel,. Un climat plus froid et une altitude ayant atteint 5 000 à 6 500 mètres en sont les facteurs responsables. Depuis, la montagne a subi une série de glaciations mais seule la plus récente peut être chronologiquement reconstituée car chacune a érodé les moraines formées par la précédente dès lors que les glaciers ont avancé jusqu'à elles.
Les glaciations en Afrique de l'Est sont associées à un climat plus froid et plus sec avec des précipitations plus faibles mais qui subsistent sous forme de neige. Les stratus qui auraient dominé durant ces glaciations ont pu avoir de larges conséquences dans cette tendance froide et peu pluvieuse. Des avancées glaciaires mineures sont recensées sur le mont Kenya au cours des 7 000 dernières années. La première s'est déroulée il y a 6 950 à 4 500 ans avec une avancée majeure dans la Teleki Valley. Une moraine dans la Hobley Valley est légèrement plus ancienne encore. Il y a 5 700 ans, les glaciers Cesar et Josef se retirent définitivement du Hausberg Tarn. Ce petit lac de montagne a depuis servi à déterminer le climat passé en étudiant ses sédiments. Une série de retraits et d'avancées s'ensuivent avec des maxima glaciaires vers -3800, -3000, -2800, entre -2400 et -2300, vers -2100, -1200, -900, -50, 750, 1350, 1550 et 1900. Les glaciers formés il y a 2 800 à 2 300 ans ont une base très froide qui a gelé sur leur lit et n'ont par conséquent pas érodé la montagne. En 1900, lorsque Halford John Mackinder visite le mont Kenya, les glaciers sont proches de leurs moraines frontales du petit âge glaciaire. Ces avancées glaciaires sont vaguement corrélées aux niveaux minimaux du lac Turkana, dans le nord-ouest du Kenya, vers -2800, -2200, -1700, -1500, -1000, -500, -10 et entre 400 et 600.
Depuis 1900, les glaciers ont constamment reculé et sept sur dix-huit ont totalement disparu. Hastenrath a démontré que ce phénomène est vraisemblablement dû à un réchauffement de quelques dixièmes de degré centigrade en liaison avec une faible diminution de l'albédo au cours du XXe siècle, particulièrement dans les années 1920 et 1930. Selon une étude satellitaire publiée en 2024, le mont Kenya a perdu 95 % de sa superficie glaciaire par rapport au début du XXe siècle. Selon les scientifiques, la tendance actuelle des dix dernières années montre que les glaciers du mont Kenya auront probablement disparu dès 2030.

##### Paléobotanique
La paléobotanique repose sur le fait que chaque écosystème est caractérisé par certaines plantes, qui à leur tour jouent un rôle de marqueur climatique qui renseigne sur le biotope où elles se sont développées. Un carottage effectué dans le Sacred Lake, à 2 400 mètres d'altitude sur le mont Kenya, retrace la température passée en étudiant les pollens trouvés dans l'échantillon. L'âge peut être déterminé par la méthode de datation au carbone 14, considérant un taux de sédimentation constant. Le carottage du Sacred Lake, d'une longueur de 13,4 mètres, a été estimé à 18 600 ans. Il montre un pic en spécimens de pollen remontant à 11 000 ans, correspondant à la phase du Dryas récent en Europe. À cette époque, Hagenia abyssinica apparaît, cet arbuste étant intimement associé à la limite supérieure de l'étage subalpin. Au préalable, les espèces des tourbières et des bruyères dominent dans le carottage. Plus tard, d'autres espèces d'arbres apparaissent jusqu'à inclure le lac dans les forêts de l'étage montagnard, voici 5 000 ans. Cette phase correspond à un réchauffement de 8 °C par rapport au début du carottage alors que le biotope correspondait à ce qu'il est aujourd'hui à 3 400 mètres, soit 1 000 mètres plus haut que le lac. Il faut toutefois préciser que ces recherches ne s'appliquent qu'à un endroit précis de la montagne. Cette étude montre que les changements survenus dans le climat du mont Kenya sont corrélés à ceux de l'Europe. Une explication alternative aux variations en pollens suggère que le climat est devenu moins humide mais que les températures n'ont pas changé autant que ce qui est annoncé.

#### Climat actuel

##### Système climatique saisonnier

Les cellules de Hadley contrôlent la zone de convergence intertropicale qui est responsable de la mousson dans l'océan Indien.

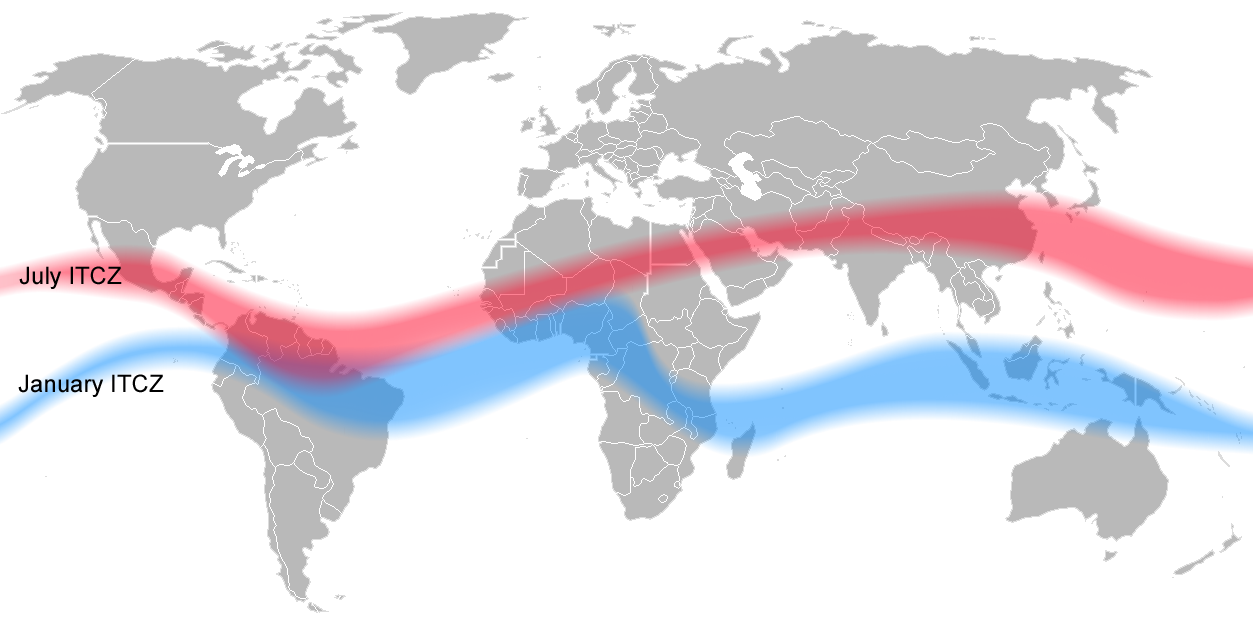
En janvier, la zone de convergence intertropicale (ZCIT) est à sa position la plus méridionale au-dessus de Madagascar. En juillet, sa position la plus septentrionale est au-dessus du Tibet. Lorsqu'elle passe de l'un à l'autre de ces extrêmes, le mont Kenya connaît une saison humide.

Le mont Kenya, comme la plupart des régions tropicales, connaît deux saisons humides et deux saisons sèches résultant de la mousson. De mi-mars à juin, la saison des pluies abondantes est connue sous le nom de long rains (« longues pluies »). Elle est suivie par la moins prononcée des deux saisons sèches, qui dure jusqu'en septembre. D'octobre à décembre se déroulent les short rains (« courtes pluies ») puis, de décembre à mi-mars, a lieu la saison la plus sèche.
Le mont Kenya chevauche l'équateur. En conséquence, durant l'été dans l'hémisphère nord, le soleil est au nord de la montagne. L'altitude et l'aspect des bassins versants et des pics principaux induisent des conditions estivales sur le versant septentrional de la partie supérieure de la montagne. Simultanément, le versant méridional connaît des conditions hivernales. Lors de l'été dans l'hémisphère Sud, la situation s'inverse.
La ceinture de basse pression autour de l'équateur, connue sous le nom de zone de convergence intertropicale (ZCIT) est responsable de l'alternance des saisons sèches et humides. Durant les deux saisons sèches, la ZCIT se situe au-dessus de la péninsule Arabique au mois de juillet, puis entre le sud de la Tanzanie et le nord de la Zambie en mars. Lorsque les basses pressions passent d'un extremum à l'autre au-dessus du Kenya, la région connaît une saison humide. La quantité de précipitations varie d'une année à l'autre et dépend de la température de surface de la mer sur l'océan Atlantique et l'océan Indien, ainsi que du phénomène El Niño. Des eaux chaudes et un El Niño fort entraînent des précipitations abondantes.
Tout au long de l'année, excepté en janvier, une basse pression située au-dessus du Tibet entraîne des vents en forme de fer à cheval depuis l'océan Indien, au-dessus de l'Afrique de l'Est puis jusqu'en Inde. Localement, sur le mont Kenya, l'effet donne des vents prédominants de sud-est. En janvier, une inversion se produit avec des vents de nord-est. Le mont Kenya, qui s'élève brusquement de 1 400 mètres à 5 199 mètres d'altitude, devient un obstacle majeur à ces vents dominants. Durant la saison humide, la mousson de l'océan Indien apporte de l'air saturé en eau, parfaitement stratifié et nuageux. Il est la plupart du temps dévié autour des flancs de la montagne pour finalement l'encercler, en particulier de juin à octobre. Le reste de l'année, il arrive que l'air soit forcé de monter en altitude, entraînant des pluies orographiques. Dans ce cas, de violents orages peuvent se produire.

##### Variations météorologiques journalières
Durant la saison sèche, le mont Kenya suit pratiquement toujours le même modèle météorologique journalier : de larges fluctuations de températures quotidiennes se produisent qui ont valu à Hedberg de s'exclamer « l'hiver toutes les nuits et l'été tous les jours ». Il y a des variations dans les températures minimum et maximum d'un jour à l'autre mais l'écart type de la moyenne horaire est faible. Un jour ordinaire est clair et frais le matin avec peu d'humidité. La montagne est éclairée directement par les rayons du soleil et les températures augmentent rapidement jusqu'à un pic entre neuf heures et midi. Dans le même temps, les pressions atteignent leur maximum généralement à dix heures. À basse altitude, sur la montagne, entre 2 400 et 3 000 mètres d'altitude, des nuages commencent à se former au-dessus de la zone forestière occidentale en raison de l'humidité apportée par le lac Victoria. Les vents anabatiques causés par l'air chaud ascensionnel entraînent progressivement ces nuages au sommet dans l'après-midi. Aux environs de quinze heures, le rayonnement solaire au sol est le moins intense et l'humidité, alors à son maximum, cause une hausse des températures réelles et perçues. À seize heures, la pression atteint un creux. Cette couverture nuageuse quotidienne protège les glaciers sur le versant sud-ouest qui, sans ça, seraient directement exposés au rayonnement solaire chaque jour, augmentant leur fonte. Les nuages, poursuivant leur ascension, atteignent finalement les courants d'air sec de l'est, laissant place à un temps dégagé à partir de dix-sept heures. Un autre pic de température a alors lieu.
Étant situé sur l'équateur, le mont Kenya bénéficie, à une minute près, d'une durée du jour constante sur l'année avec douze heures de soleil. L'astre se lève à 5 h 30 et se couche à 17 h 30. Durant la nuit, le ciel est habituellement clair avec des vents catabatiques soufflant vers les vallées. En amont de la zone alpine basse, il gèle en général chaque nuit.

##### Températures
La température sur le mont Kenya fluctue énormément. Cette fluctuation est plus importante sur les pentes basses des landes. L'écart moyen des températures sur 24 heures est de 11,5 °C à 3 000 mètres d'altitude, 7,5 °C à 4 200 mètres et 4 °C à 4 800 mètres. La fluctuation des températures diurnes se réduit avec l'altitude, et donc le gradient thermique adiabatique diminue pendant la journée. Ceci implique que ce gradient est plus faible que la moyenne pour de l'air sec durant la journée. Durant la nuit, il est encore plus faible en raison des vents catabatiques provenant des glaciers. Il arrive que les températures descendent en dessous de −12 °C dans les zones alpines. La fluctuation thermique est moindre pendant la saison humide étant donné la présence continue de nuages agissant comme un tampon.
Les variations de température sont en relation étroite avec le rayonnement solaire direct. Il réchauffe rapidement de quelques degrés le sol, qui réchauffe à son tour l'air au ras du sol. Cet air se refroidit pour atteindre très rapidement une température d'équilibre avec l'air ambiant lorsque le ciel se couvre. Les couches d'air sur une hauteur de cinquante centimètres du sol, dans les vallées, transmettent aussi de la chaleur aux couches d'air supérieures la nuit. Pendant les nuits claires de la saison sèche, le sol refroidit rapidement, refroidissant à son tour l'air à proximité. Ces échanges thermiques permettent la circulation des vents catabatiques depuis les crêtes vers les vallées, induisant un phénomène d'inversion de température. Baker a découvert que la Teleki Valley est régulièrement plus froide de 2 °C la nuit que les crêtes la surplombant. Les plantes, comme les lobelias ou les séneçons, ont dû s'adapter, seuls les spécimens les plus grands subsistant au gel, généralement fatal à leurs parties vitales.

##### Précipitations
Le record des précipitations sur le mont Kenya survient durant la saison humide de mi-mars à juin mais leur niveau peut varier grandement d'une année sur l'autre. Durant les saisons humides, il est arrosé presque continuellement. La moitié des hauteurs de pluie annuelles tombe pendant les long rains, de mi-mars à juin, avec encore un tiers du total entre octobre et décembre pendant les short rains. Quelle que soit la saison, l'endroit le plus arrosé se situe sur le versant sud-est,, en raison de la direction des vents dominants. À l'ouest, les quantités d'eau importantes sont dues aux effets du soleil, lorsque le ciel est dégagé en raison des vents anabatiques dans les vallées, emportant les nuages au sommet de la montagne en début d'après-midi. Sans ce phénomène, il a été démontré que cet endroit serait dans une zone d'ombre pluvieuse.
Au-delà de 4 500 mètres d'altitude, la plupart des précipitations tombent sous forme de neige mais comme l'air est sec, elles sont plutôt rares. Par conséquent, la source d'eau principale dans les zones alpine et nivale est apportée par le gel nocturne,. Il joue un rôle très important dans l'alimentation des glaciers, bien qu'il n'y ait actuellement aucun moyen précis de mesurer sa contribution. En aval, pendant la saison sèche, la rosée matinale a un rôle similaire et il est estimé que la majorité des petits cours d'eau sont alimentés de cette manière.

### Faune et flore

#### Plaines

Carte de l'étagement de la végétation au mont Kenya.

Les lowlands, associées approximativement à des plaines entourant le mont Kenya, font partie du plateau Est-africain et se situent autour de 1 000 mètres d'altitude. Le climat est très chaud et sec, et la végétation est principalement constituée de savane avec des épineux. De nombreuses espèces d'herbes y poussent tandis que les arbres et les arbustes sont utilisés par les populations locales à des fins variées. Le lantanier et des espèces d'euphorbe sont des buissons fréquemment utilisés dans les haies et les palissades. Il existe des foyers d'essences originelles, dominés par des espèces des genres Acacia et Combretum, mais les autres espèces, comme un eucalyptus et les arbres fruitiers, ont été introduites pour des raisons alimentaires et économiques.

#### Forêt tropicale

##### Zones cultivées

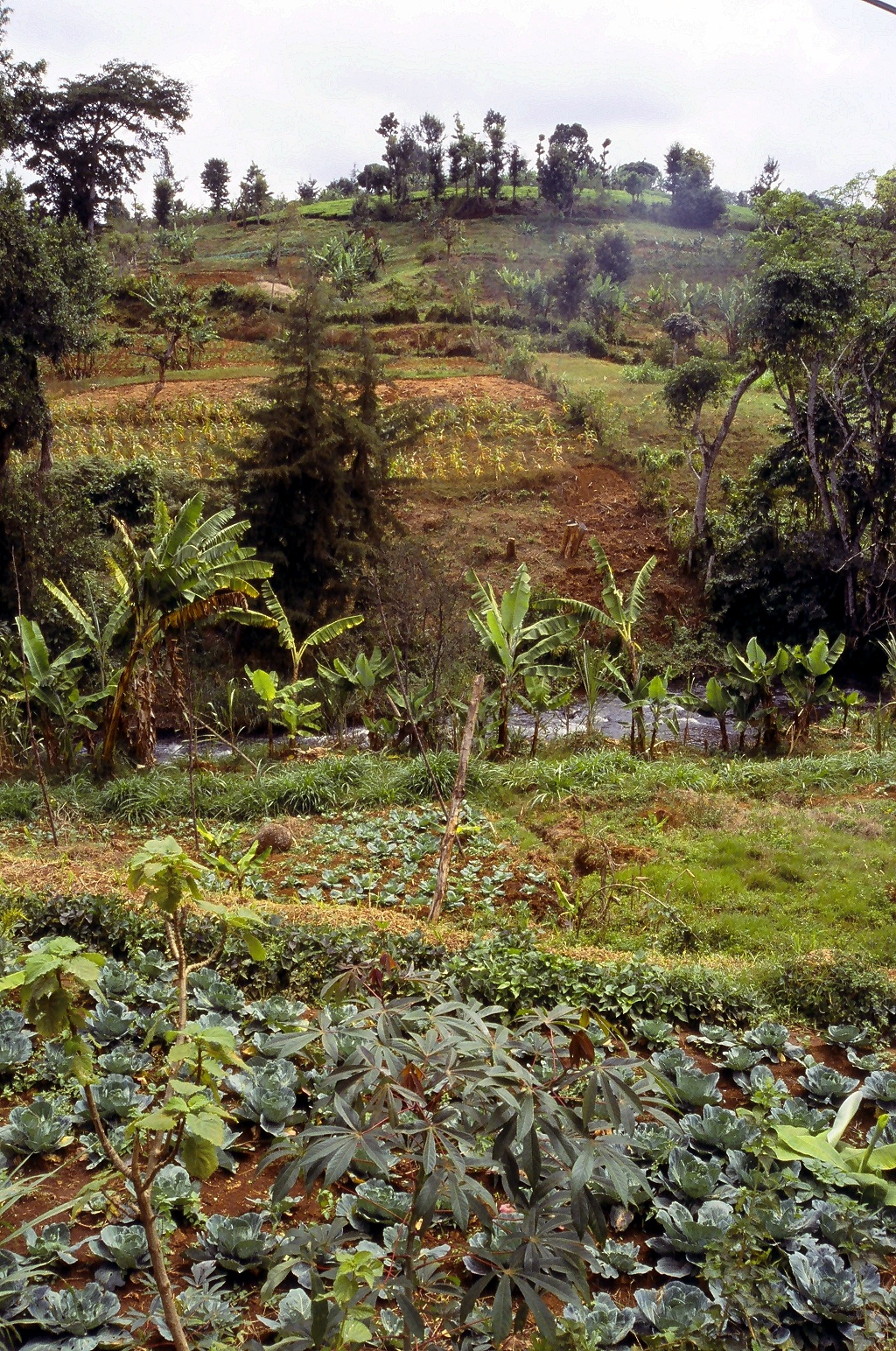
Les pentes basses du mont Kenya sont très fertiles et la zone est fortement cultivée.

Les pentes basses de la montagne, en dessous de 1 800 mètres, ont un fort potentiel agricole et sont intensivement cultivées. Les sols sont humides et très fertiles grâce à l'activité volcanique passée. La majeure partie de la zone aujourd'hui cultivée autour du mont Kenya était à l'origine une forêt. Malgré la déforestation entreprise pour fournir des terres cultivables et des pâturages, des arbres ont été épargnés. Ils donnent une idée des espèces présentes jadis dans les forêts, bien qu'elles ne soient pas représentatives, étant donné que certaines ont été plus volontiers abattues et d'autres conservées pour des raisons spécifiques, telles que leur caractère sacré avec par exemple le ficus, ou simplement utile. Il est possible de faire pousser certaines espèces d'arbres aux côtés de culture vivrières. Beaucoup de ces arbres ont été laissés debout lors de la déforestation ainsi que les espèces fournissant de l'ombre au bétail. Dans le même temps, plusieurs espèces exotiques ont été introduites comme le pin, l'eucalyptus et le cyprès.
Les cultures autour du mont Kenya ont changé depuis l'arrivée des Européens et le développement des échanges. Au XIXe siècle, les habitants faisaient pousser du millet, du sorgho ou de l'igname, uniquement pour leur propre consommation. Désormais ils ont été largement remplacés par des cultures plus rentables. De grandes fermes se sont implantées où le blé et l'orge sont cultivés.
La quantité de précipitations variant selon les versants, les cultures diffèrent autour de la montagne : les pentes méridionales sont plus humides et idéales pour le thé, le café et le riz tandis que les pentes septentrionales sont trop sèches pour ces espèces et préférées pour les pommes de terre, le maïs, les agrumes et les mangues. Un système d'irrigation a été développé pour augmenter la productivité. Pourtant, alors que de nombreuses personnes au Kenya sont dépendantes de l'eau du volcan, la quantité d'eau dans les régions très en aval a diminué et causé des sécheresses.
Avant 1900, de nombreux animaux sauvages étaient présents dans les régions basses du mont Kenya. Les buffles, les rhinocéros, les lions et de nombreuses antilopes étaient communs, tout comme les hippopotames et les crocodiles autour des rivières. Après 1900, la plupart de ces animaux ont été tués ou ont quitté la région bien que certains, comme les hyènes et les porcs-épics, subsistent encore.
Entre 1 800 et 2 500 mètres d'altitude, on trouve une forêt de l'étage collinéen, exploitée par les habitants pour les industries sylvicoles comme la scierie, l'ébénisterie et la construction,. Le cheptel est élevé sur les pentes les moins productives du mont Kenya, spécialement pour son lait,.

##### Étage montagnard

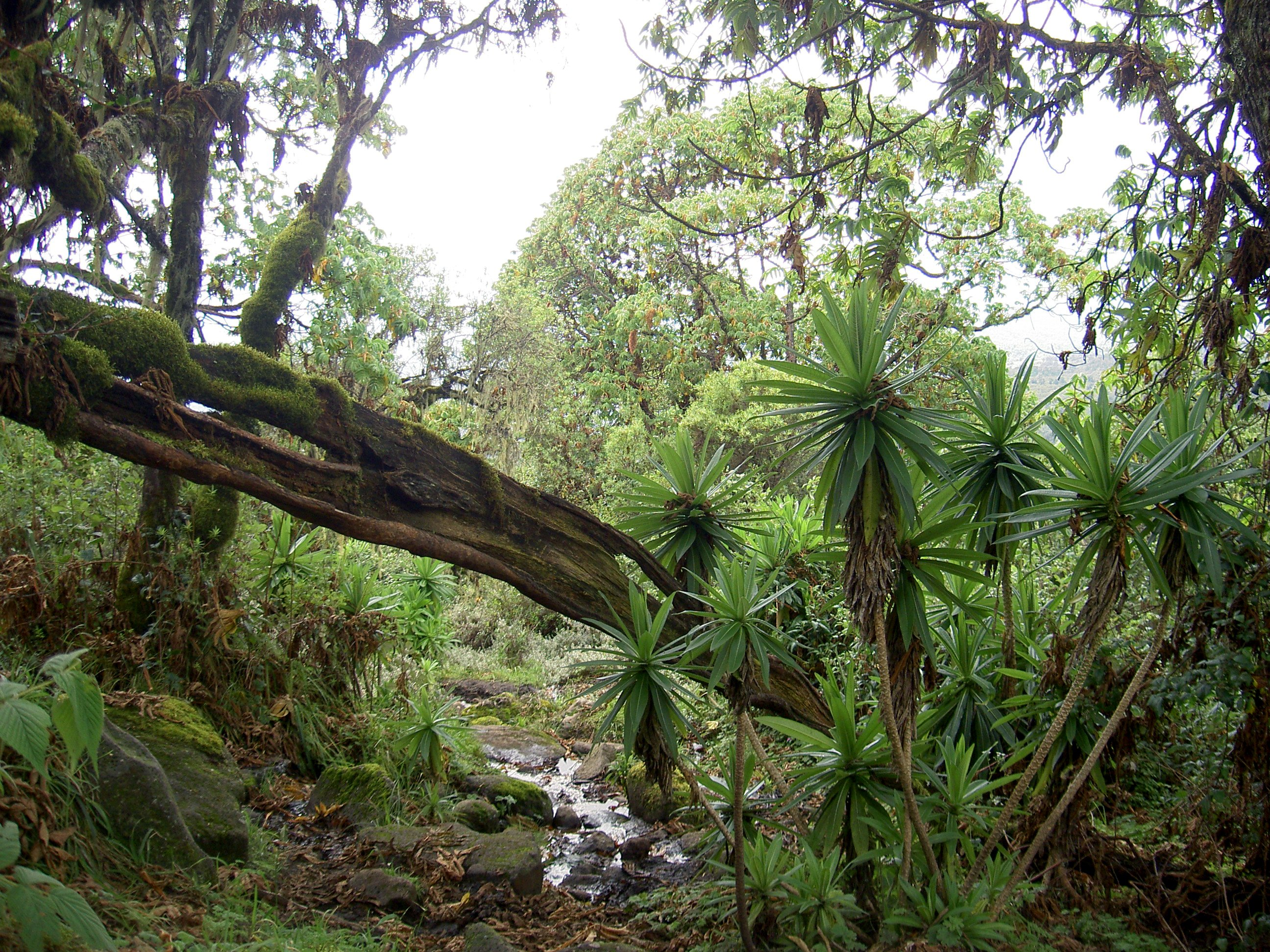
La forêt de l'étage montagnard possède de nombreuses espèces.

L'aspect des forêts autour du mont Kenya varie radicalement en fonction de l'altitude. Leur lisière extérieure commence entre 32 et 40 kilomètres du centre de la montagne et des glaciers, et elles ont une épaisseur d'environ 26 kilomètres. Leur limite inférieure se situe entre 2 000 et 2 500 mètres. La forêt de l'étage montagnard requiert au moins 1 300 mm de pluie par an. Dans les zones où ce niveau est inférieur, comme sur le versant septentrional, elle ne peut pas pousser et est remplacée par des landes et des bruyères.
La forêt de montagne a été exploitée par les habitants depuis un certain temps. Pour cette raison, elle a quelque peu changé et a diminué par rapport à son origine. La population locale avait l'habitude de traverser la forêt pour collecter du miel, du bois, de l'ivoire et des peaux d'animaux. Elle prélevait des plantes, à la fois pour leurs vertus médicinales et prétendument magiques. Les changements les plus radicaux ont lieu depuis l'arrivée des colons européens dans les années 1890. Lorsqu'ils réalisent la fertilité des sols dans les pentes basses du mont Kenya, ils accaparent les terres et des plantes exotiques sont importées. Avant cette période, l'impact écologique est négligeable grâce à la faible implantation de la population mais lorsque les indigènes sont regroupés dans des réserves, la destruction de la forêt s'accélère.
Il existe deux zones distinctes dans la forêt, chacune avec une espèce d'arbre dominante : la forêt humide, au sud et à l'est de la montagne, est dominée par Ocotea usambarensis (une espèce cousine du camphrier), tandis que la zone sèche, au nord et à l'ouest, est constituée principalement de genévriers. Il reste également une petite portion de forêt, au nord-est, s'étalant à travers les plaines en direction de Meru bien qu'elle ait pratiquement été rasée par la déforestation.
La forêt de genévriers est relativement peu perturbée car le climat n'est pas suffisamment humide pour supporter des activités agricoles. Pourtant, les Masaï, qui font paître leur bétail dans les prairies environnantes, brûlent souvent l'herbe pour aider les nouvelles pousses à grandir après les pluies. Les genévriers ont une essence facilement inflammable et les feux se propagent fréquemment dans la forêt. Pour cette raison, la forêt s'étend vers de plus basses altitudes essentiellement dans les vallées arrosées où les feux ne peuvent pas progresser. Sur certaines zones des versants septentrionaux, elle est absente, remplacée par les savanes des plaines qui atteignent les landes. L'arbre le plus commun est le genévrier d'Afrique. Il peut atteindre des tailles importantes, jusqu'à trente mètres de hauteur, mais seulement dans des conditions très favorables au centre de la couronne forestière. Il est utilisé comme bois tendre et représente l'espèce la plus précieuse dans cette partie de la forêt. Dans les franges extérieures, on trouve Afrocarpus gracilior qui pousse seulement à faible altitude, souvent dans les langues forestières qui ont survécu le long des rivières. On trouve également Olea europaea subsp. cuspidata, ou olivier brun, un arbre relativement petit. Olea capensis subsp. macrocarpa, un olivier du Kenya, ainsi que Prunus africana, utilisé dans la fabrication de meubles, sont des arbres fréquents au nord et à l'ouest mais présents aussi occasionnellement dans la forêt au sud. Rapanea rhododendroides, appelée localement Mugaita, espèce de la même famille que le rhododendron et qui produit du très bon bois, et Ekebergia capensis, ou Mununga, dont les habitants font des récipients pour le miel, sont des arbustes importants pour la population locale.

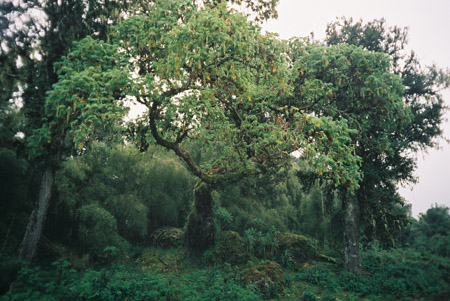
La forêt humide sur le mont Kenya est très dense.

La forêt de « camphriers africains » (Ocotea usambarensis) se rencontre sur les versants méridionaux et orientaux. Elle a connu des dimensions beaucoup plus vastes qu'actuellement mais les Kikuyu en ont déboisé une grande partie afin d'utiliser les sols hautement fertiles pour les cultures. Cette déforestation a pris fin quand le Forest Administration Staff a été formé. Les Kikuyu ont alors appris à conserver le milieu afin qu'il survive à l'avenir et qu'il continue à apporter du bois. La végétation des vallées arrosées est dominée par des Cyathea. L'arbre le plus commun de la forêt est Ocotea usambarensis, ou Mazaiti. Il pousse seulement dans les zones humides de la montagne et représente l'espèce la plus précieuse dans cette partie de la forêt. Il fournit un très bon bois dur et sert de refuge pour les abeilles. Des branches sont souvent coupées des arbres et accrochées dans des endroits plus pratiques pour constituer des nids et approvisionner les populations locales en miel. Albizia adianthifolia, ou Mukuruwe, vit dans des climats humides et est donc bien adapté aux forêts du versant méridional où il est relativement commun. Il présente un grand tronc lisse et une canopée plate. Les feuillus sont plus répandus que les conifères dans les forêts de l'étage montagnard bien qu'une espèce soit présente au mont Kenya : Podocarpus latifolius, un cousin de l'if qui pousse à haute altitude. Étant donné son absence près des pentes cultivées, il n'a pas été affecté par la déforestation à la même échelle que les autres espèces. Le bois fourni par cet arbre est le plus utilisé de tous au mont Kenya.
La forêt sur les hauteurs de Meru, au nord-est du mont Kenya, se prolonge au pied du volcan plus loin qu'ailleurs. Les plantes trouvées ici sont légèrement différentes. Deux espèces de feuillus, un Muringa (Cordia africana) et le Moru (Vitex keniensis), étaient communes sur le versant sud-est mais, à cause de la déforestation, elles sont cantonnées à cette partie de la forêt. On y trouve également des Mtunguru (Lovoa sp.), le Mukoi (Newtonia buchananii), et un Iroko (Milicia excelsa).

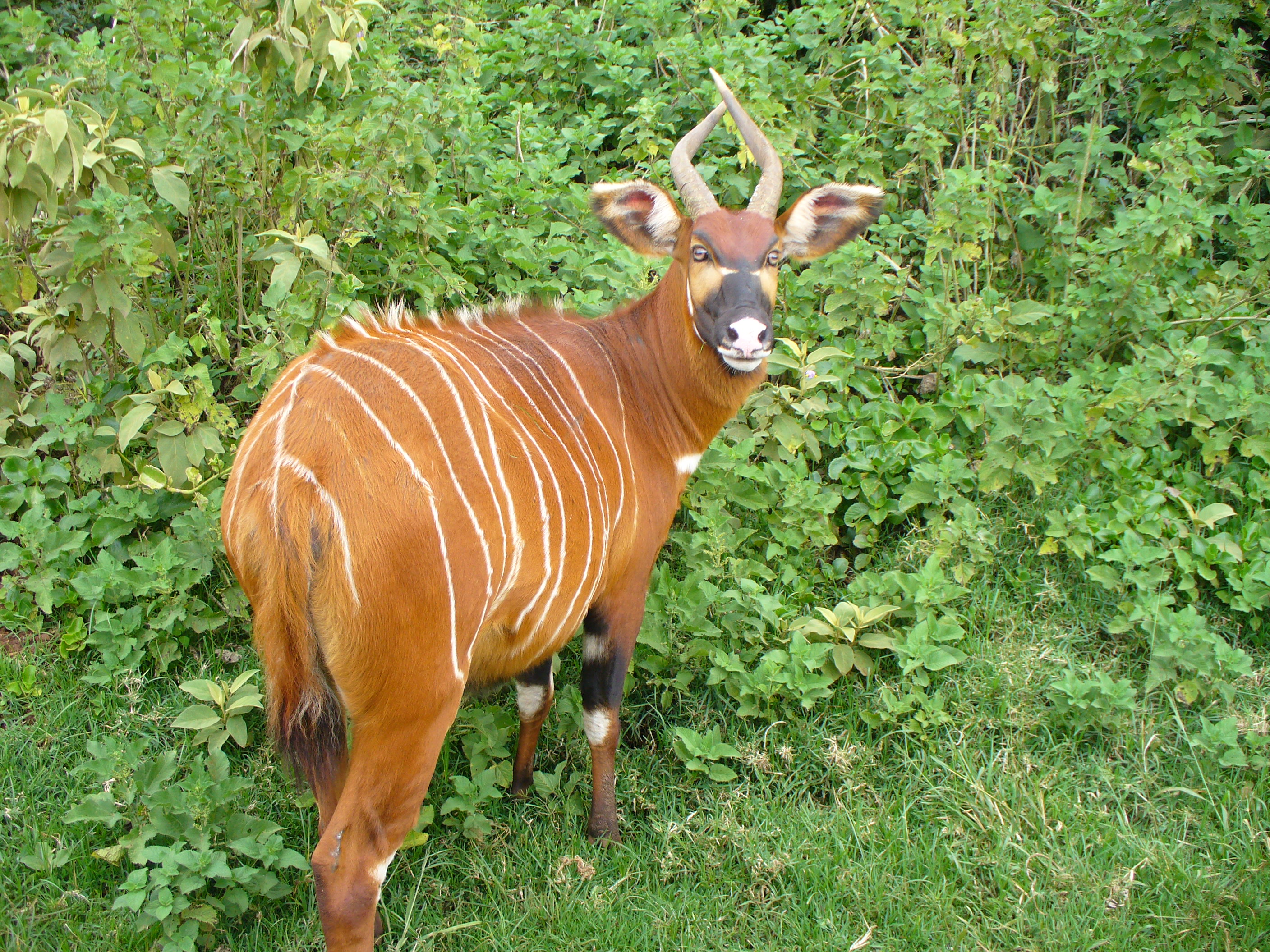
Un bongo du mont Kenya.

De nombreux mammifères vivent dans les forêts du mont Kenya : des singes, des antilopes, des damans du Cap, des porcs-épics et des animaux plus gros comme l'éléphant et le buffle d'Afrique. Ce dernier se cache et se repose dans la forêt pendant le jour puis émerge dans les plaines adjacentes pour se nourrir pendant la nuit. Le rhinocéros, qui avait le même comportement, a été chassé et éradiqué dans la région. On trouve également des guibs harnachés, des antilopes sing-sing, des taurotragus ainsi que des zèbres là où la végétation se fait plus épaisse. Les espèces les plus rares sont l'hylochère, le suni et le bongo. Les plus gros prédateurs sont la hyène, le léopard et occasionnellement le lion. Sur l'itinéraire Naro Moru, à l'ouest de la montagne, le buffle a été aperçu en train de creuser le sol avec ses cornes pour se nourrir. Ce comportement est probablement lié à la présence de fer, nécessaire à l'adaptation en altitude. Sur le plan ornithologique, des ibis verts, ou Mesembrinibis cayennensis, et des grives éthiopiennes, ou Zoothera piaggiae, deux espèces très rares, ont été aperçues à la station météorologique.

#### Zone des bambous

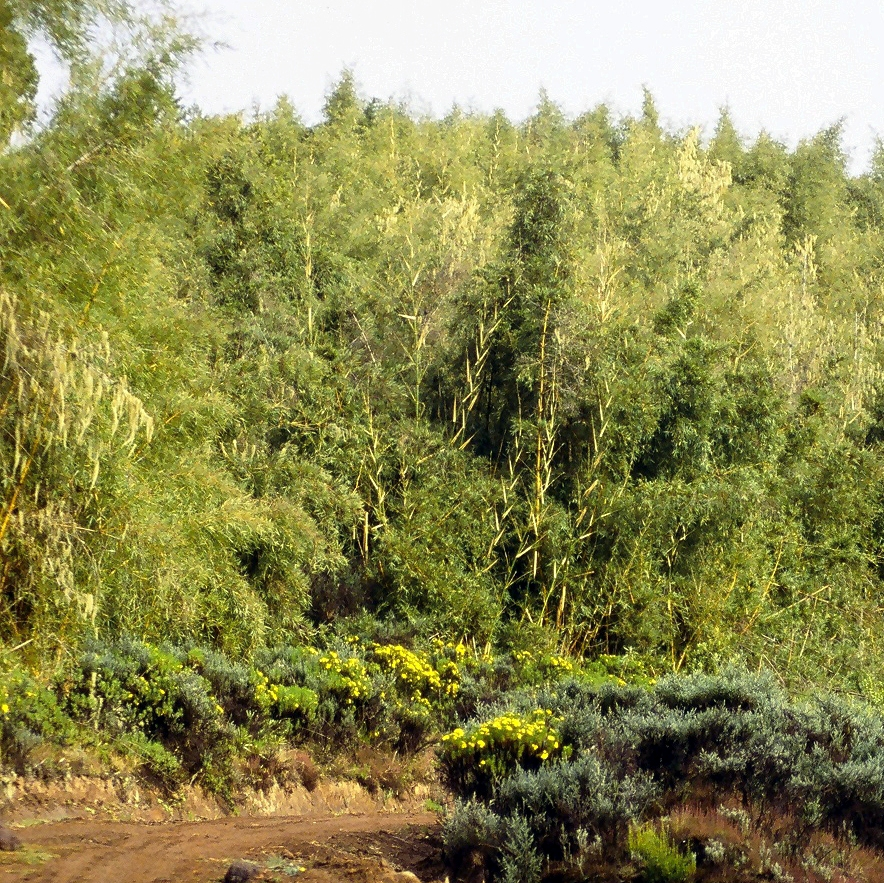
Les bambous annihilent toute autre forme de végétation. Seul le bord des routes permet à d'autres espèces de pousser.

La zone des bambous se trouve entre l'étage montagnard et l'étage subalpin, entre 2 200 et 3 200 mètres d'altitude. On la trouve sur toutes les hautes montagnes d'Afrique de l'Est bien que sur le mont Kenya, elle soit remarquable du fait qu'elle forme une couronne autour de la montagne. Elle est entièrement naturelle et non une conséquence de la déforestation. Le bambou présent, Yushania alpina, est très dépendant des précipitations et demande un relief doux et un sol riche. Pour cette raison, cette zone est très clairsemée au nord et entièrement absente à certains endroits. À l'ouest, les bambous peuvent pousser à plus de neuf mètres de hauteur et sur les pentes sud-est humides, à plus de 15 mètres de hauteur.
Ils annihilent toute autre forme de végétation et empêchent les jeunes arbres de pousser. Toutefois, quelques grands arbres se trouvent éparpillés autour de la zone des bambous,. Ces arbres ont pu se développer il y a plusieurs décennies lorsque la végétation n'était pas si dense. L'espèce de bambou trouvée au mont Kenya, Yushania alpina, est endémique aux montagnes d'Afrique de l'Est et d'Afrique centrale.
Les bambous étant peu appétissants pour la plupart des animaux, la faune est très pauvre dans cette zone végétale. Cependant, il y a de nombreuses pistes à travers les bambous, pratiquées par de grands animaux comme les buffles ou les éléphants, sur leur chemin entre la forêt et les landes. Parfois, ces derniers mangent quand même les jeunes pousses.

#### Prairies et broussailles de montagnes

##### Étage subalpin

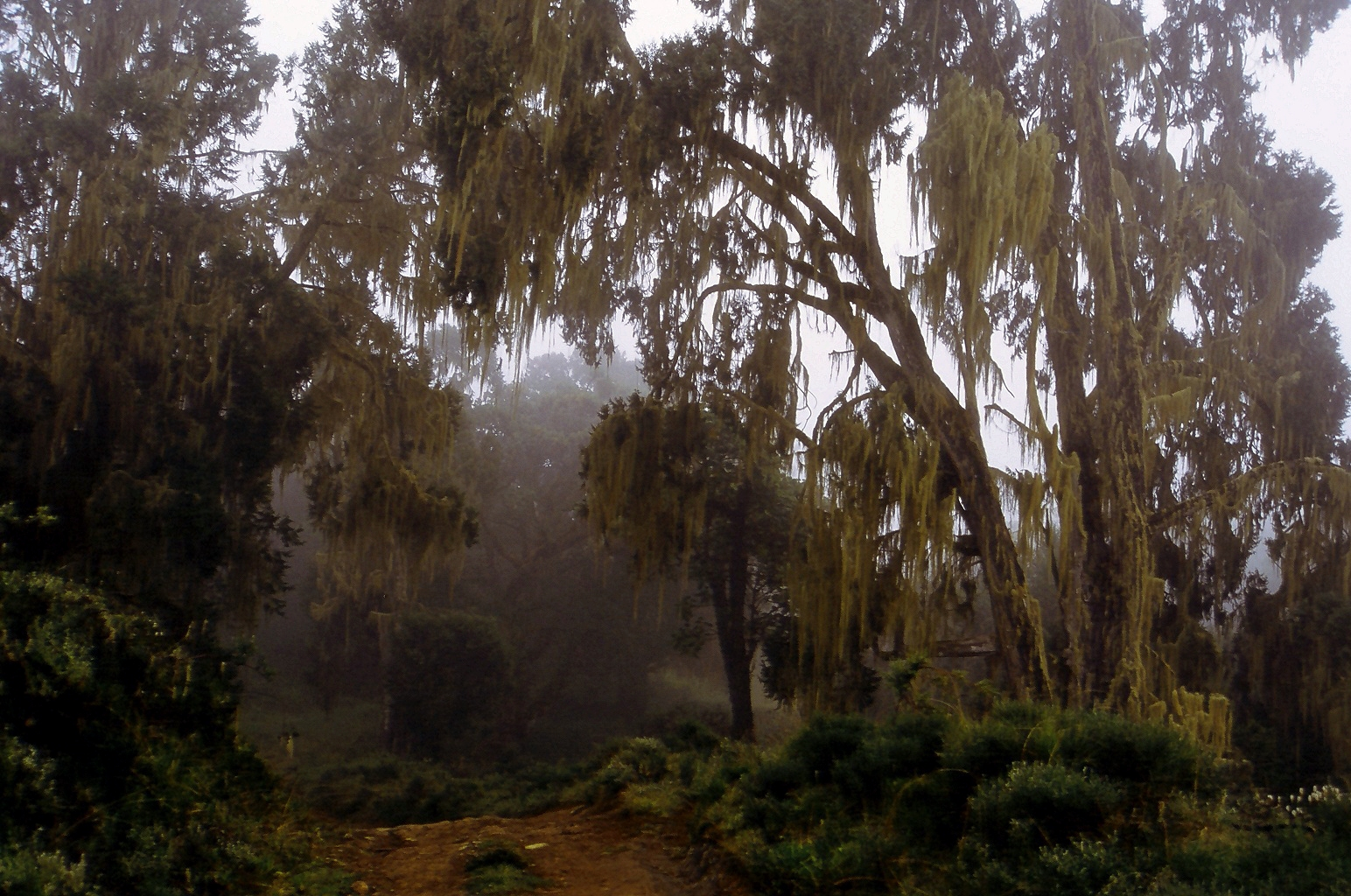
Les mousses sont des organismes communs dans l'étage subalpin.

La forêt subalpine se trouve généralement entre 3 000 et 3 500 mètres d'altitude bien qu'elle s'étende à des altitudes plus basses sur les pentes les plus sèches. Elle est souvent appelée zone Hagenia-Hypericum, car ces arbres, relativement petits, y sont les plus nombreux. Certaines espèces, Kniphofia, des Lobelia géants et des violettes africaines, sont des plantes communes dans cette zone,.

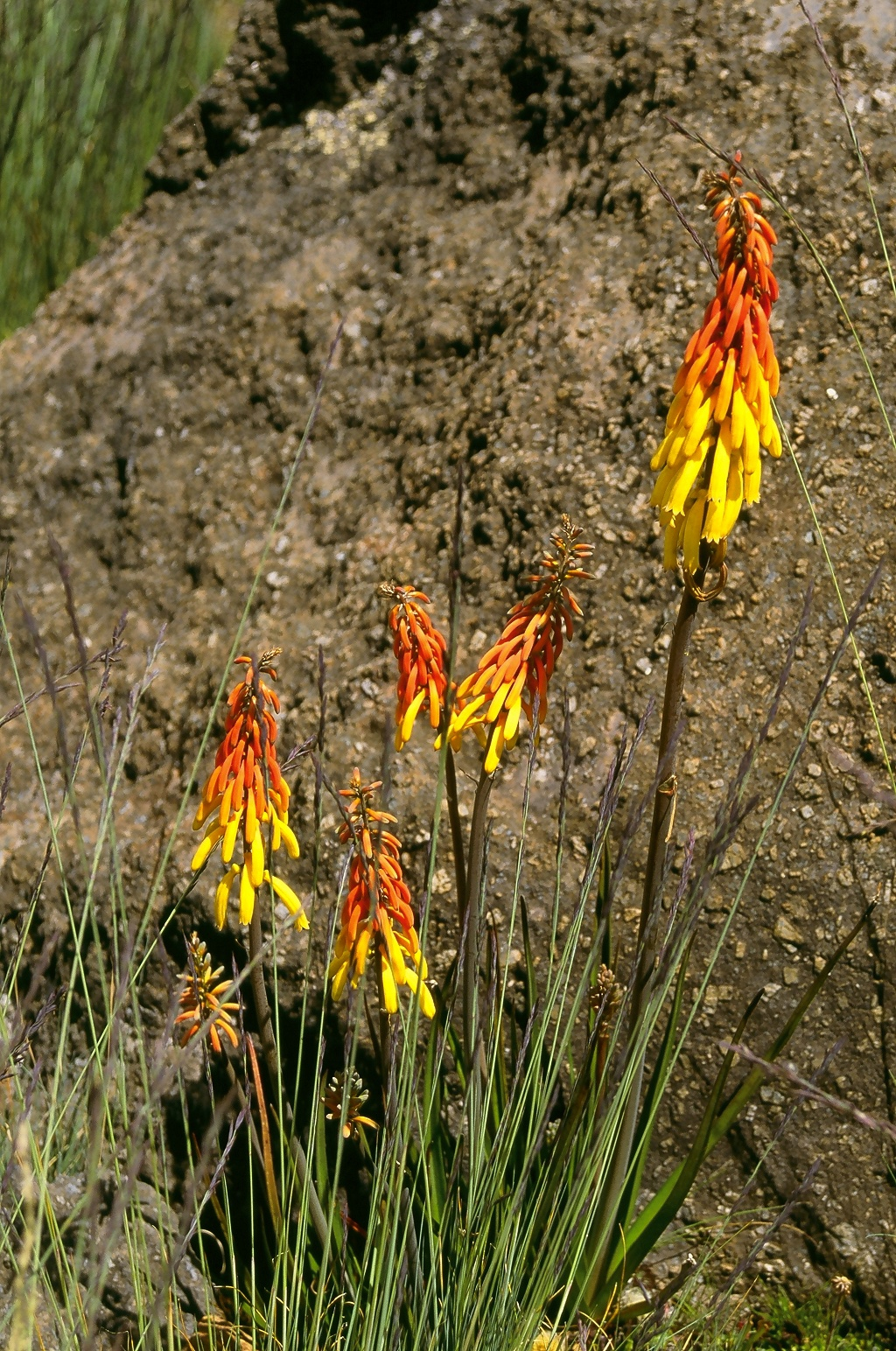
Les Kniphofia sont un genre de plantes à fleurs que l'on trouve à cheval sur l'étage subalpin et la zone des landes.

Deux espèces de reptiles sont présentes dans la forêt subalpine : le Mabuya irregularis, un scinque vivant dans les bruyères, et le Chamaeleo bitaeniatus, qui évolue entre un et deux mètres au-dessus du sol.

##### Zone des landes et des maquis
La zone des landes et des maquis est moins distincte que son équivalent sur le Kilimandjaro et la chaîne du Rwenzori. Elle est plus large sur le versant oriental du mont Kenya qui reçoit plus d'eau. Dans les vallées où ce milieu est présent, le sol est souvent détrempé en raison de la relative planéité et du faible drainage. Une partie de l'itinéraire Naro Moru est connu sous le nom de Vertical Bog (« la tourbière verticale ») et s'étale depuis la lisière supérieure de la forêt jusqu'à environ 3 600 mètres d'altitude. La végétation dans la zone des landes et des maquis est facilement inflammable même si elle pousse sur des sols humides, ainsi une grande partie a été brûlée pendant la rébellion Mau Mau.

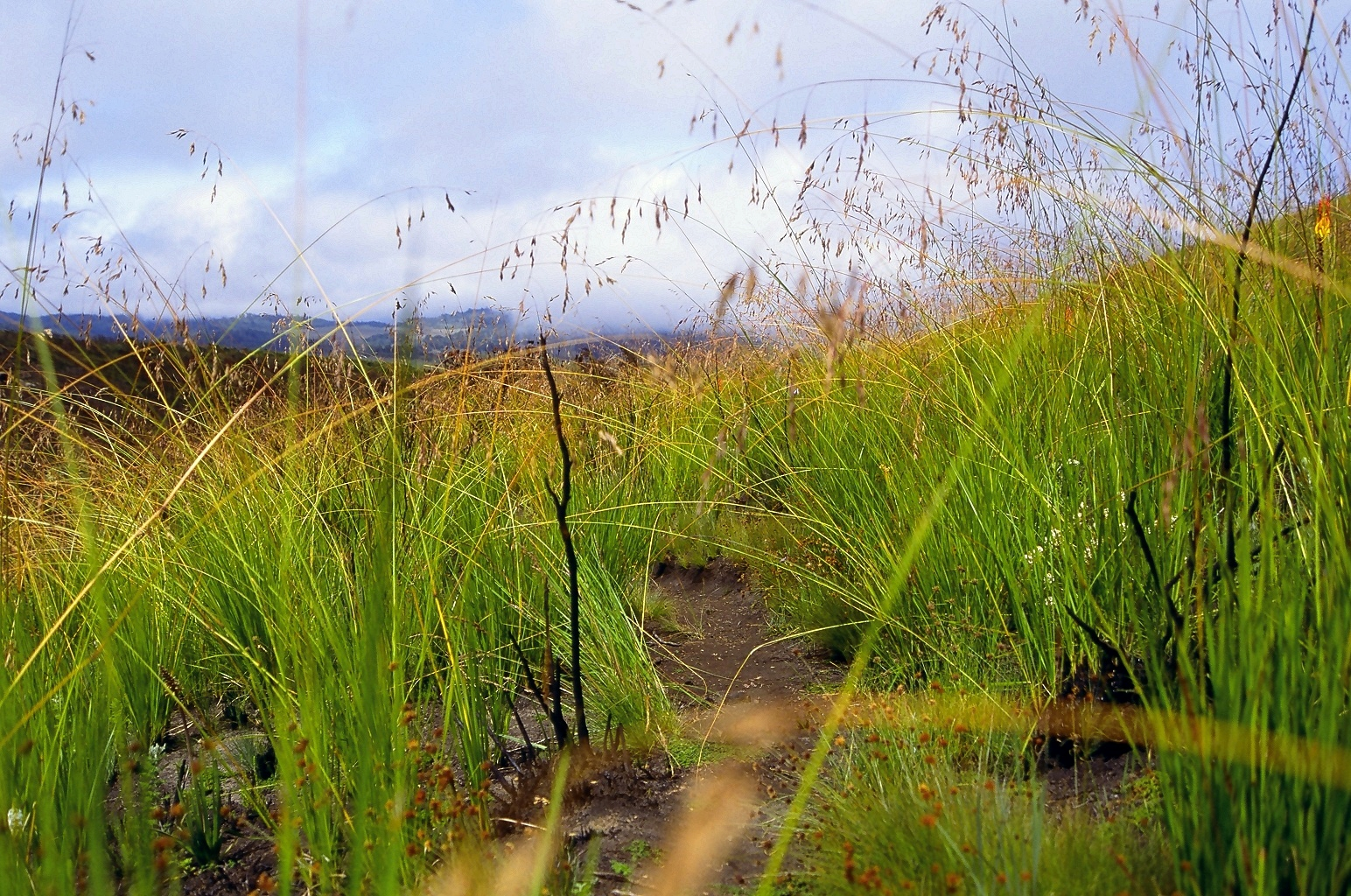
Pennisetum purpureum sur l'itinéraire Chogoria.

La zone se trouve entre 3 200 et 3 800 mètres d'altitude. Les landes se situent dans les milieux les plus humides tandis que le maquis, ou chaparral, est présent dans les milieux secs. La plupart des plantes dans cette zone sont des arbustes avec des petites pousses. Dans les landes, les espèces dominantes sont les bruyères arborescentes (Erica arborea) qui peuvent atteindre dix mètres de hauteur. Dans le maquis, les plantes sont souvent des arbustes plus aromatiques comme Artemisia afra ou Protea caffra subsp. kilimandscharica. Le sol des landes est souvent couvert de carex, de mousses, principalement des sphaignes, et de joncs (Juncus sp.) à proximité des cours d'eau. Toutes sortes d'herbes sont présentes sur le sol marécageux. Elles poussent entre les bruyères géantes et sont entrecoupées de fleurs. Les plus communes sont Geranium vagans et Kniphofia thomsonii mais aussi Disa stairsii, Gladiolus watsonioides ou encore Dichrocephala chrysanthemifolia var. alpina. On trouve également Lobelia deckenii subsp. keniensis dans les zones humides ainsi que des gentianes et d'autres espèces alpines aux altitudes les plus élevées. Les sols drainés, comme les moraines et les crêtes, sont plus propices au chaparrel.
Le reptile le plus commun dans les landes et les maquis du mont Kenya est le Mabuya varia, vivant sous les touffes de fétuques et les roches. De manière générale, les animaux dans ce milieu sont un mélange d'espèces forestières et alpines. Il y a très peu de larges animaux résidents à cette altitude mais au contraire des rats, des souris et des campagnols terrestres, associés à leurs prédateurs, les aigles, les buses, milans. Des troupeaux d'élands sont parfois repérés et occasionnellement des lions.

##### Étage afro-alpin

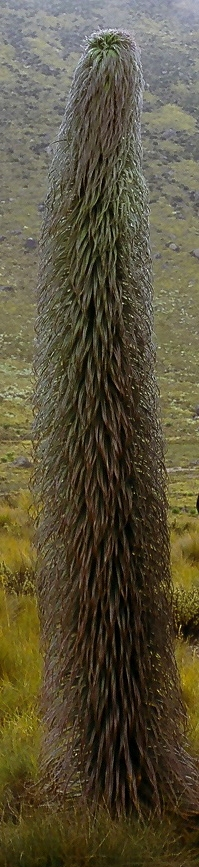
Lobelia telekii peut atteindre 3 mètres de hauteur.

L'étage afro-alpin se trouve entre 3 800 et 4 500 mètres d'altitude. Il se caractérise par une atmosphère sèche et ténue et d'importants écarts de températures. C'est un milieu isolé, avec une zone subalpine à 80 kilomètres dans l'Aberdare, mais aucune région similaire à proximité. C'est donc un îlot terrestre avec de nombreuses espèces endémiques.
Un grand nombre de plantes vit dans l'étage afro-alpin. Elles se sont toutes adaptées de différentes manières au rude environnement. Certaines sont devenues endémiques en raison de leur isolement ancien. Les plantes dominantes sont les fétuques. Il existe plus de cent espèces de fleur sauvages uniquement dans cette zone, incluant des immortelles, des renoncules, des Asteraceae et Gladiolus crassifolius (un glaïeul africain). En raison de leur variété, elles sont en fleur tout au long de l'année. Les immortelles vivent dans les zones sèches et ont des fleurs de couleur blanche ou rose tandis que les renoncules préfèrent les zones humides et sont de couleur jaune. Cependant, les plantes les plus réputées de l'étage afro-alpin sont les séneçons géants que l'on ne trouve que sur les montagnes d'Afrique de l'Est. Leurs pousses s'élèvent à plus de dix mètres de hauteur et certains ont de véritables troncs et tiges. L'espèce Dendrosenecio keniodendron se rencontre en haute altitude, entre 3 900 et 4 500 mètres alors que Dendrosenecio keniensis est présent principalement en dessous de 4 000 mètres et exceptionnellement jusqu'à 4 200 mètres. Dendrosenecio keniodendron se développe en colonies et supprime toute autre forme de végétation à part l'alchémille qui pousse à sa base. En direction des crêtes et des vallées, le séneçon se fait plus rare et les autres plantes arrivent à survivre. Les vallées sont plus abritées mais souvent ombragées et plus affectées que les crêtes par le cycle gel-dégel journalier ; pourtant elles abritent de nombreuses variétés de fleurs et d'herbes broutées par les damans du Cap. Les crêtes sont bien drainées au niveau du sol mais plus exposées au vent ; les plantes ont donc des difficultés à survivre, si ce ne sont les fétuques qui abritent quelques fleurs entre leurs touffes. Les barres rocheuses constituent sous certaines conditions un bon abri et un habitat propice à de nombreuses espèces de fleurs et de plantes grasses. De plus, la zone afro-alpine possède de nombreux points d'eau où toutes sortes de mousses et d'hépatiques, de fleurs et d'herbes se développent. À cause de la formation d'aiguilles de glace toutes les nuits, les plantes sont sujettes à la solifluxion. Ce phénomène peut déterrer les plantes et endommager leurs racines. Certaines ont appris à vivre sans, comme certains lichens ou Aegagropila linnaei. D'autres, comme Dendrosenecio keniodendron et Lobelia deckenii subsp. keniensis, possèdent des parties spongieuses entre les cellules de leurs pousses où l'eau peut geler sans dommage. En revanche, au-dessus de 15 °C, leur photosynthèse est considérablement réduite ce qui fait qu'elles sont restreintes à l'étage afro-alpin. Le sol est généralement colonisé dans un premier temps par les fétuques puis dans un second temps par les mousses qui le stabilisent, afin de permettre à d'autres plantes de s'installer. C'est particulièrement vrai dans les éboulements et les talus instables. Dutton, sur la crête en direction du pic de Shipton, écrit :

« Une curiosité qui attira mon attention fut l'étendue de mousses et de lichens qui couvraient les faces de cet éperon ; ils étaient partout, ils habillaient même les troncs des séneçons et des lobelias géants qui tentaient encore de trouver assez de sol pour supporter leur propre existence ; et dans chaque fissure je tombai sur des fougères et des fleurs. Il y avait plus de végétation ici que sur n'importe quelle partie de la montagne, d'altitude similaire, que j'avais visitée. Les séneçons et les lobelias géants semblaient avoir atteint leur maturité, malgré la pauvreté évidente des sols. »

— E.A.T. Dutton, Kenya Mountain

La flore exotique de l'étage afro-alpin sur le mont Kenya
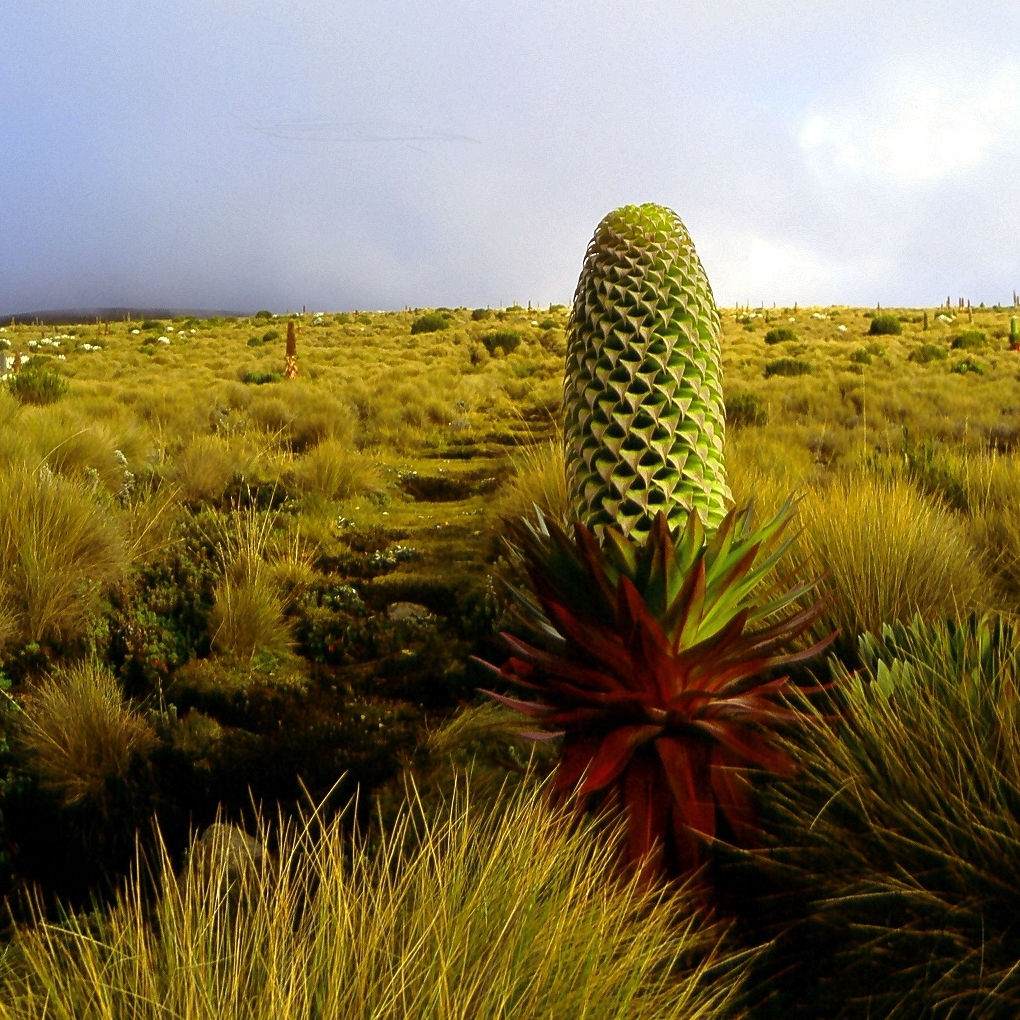
Un lobelia géant (Lobelia deckenii subsp. keniensis), entouré de fétuques, à la limite des landes et de l'étage afro-alpin. Il peut atteindre 6 mètres de hauteur et est parfaitement adapté pour piéger les gouttes d'eau et se prémunir du gel.
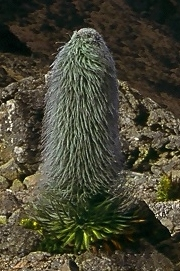
Lobelia telekii, inflorescent, dans les rochers. Il possède des feuilles duveteuses pour isoler ses bourgeons.
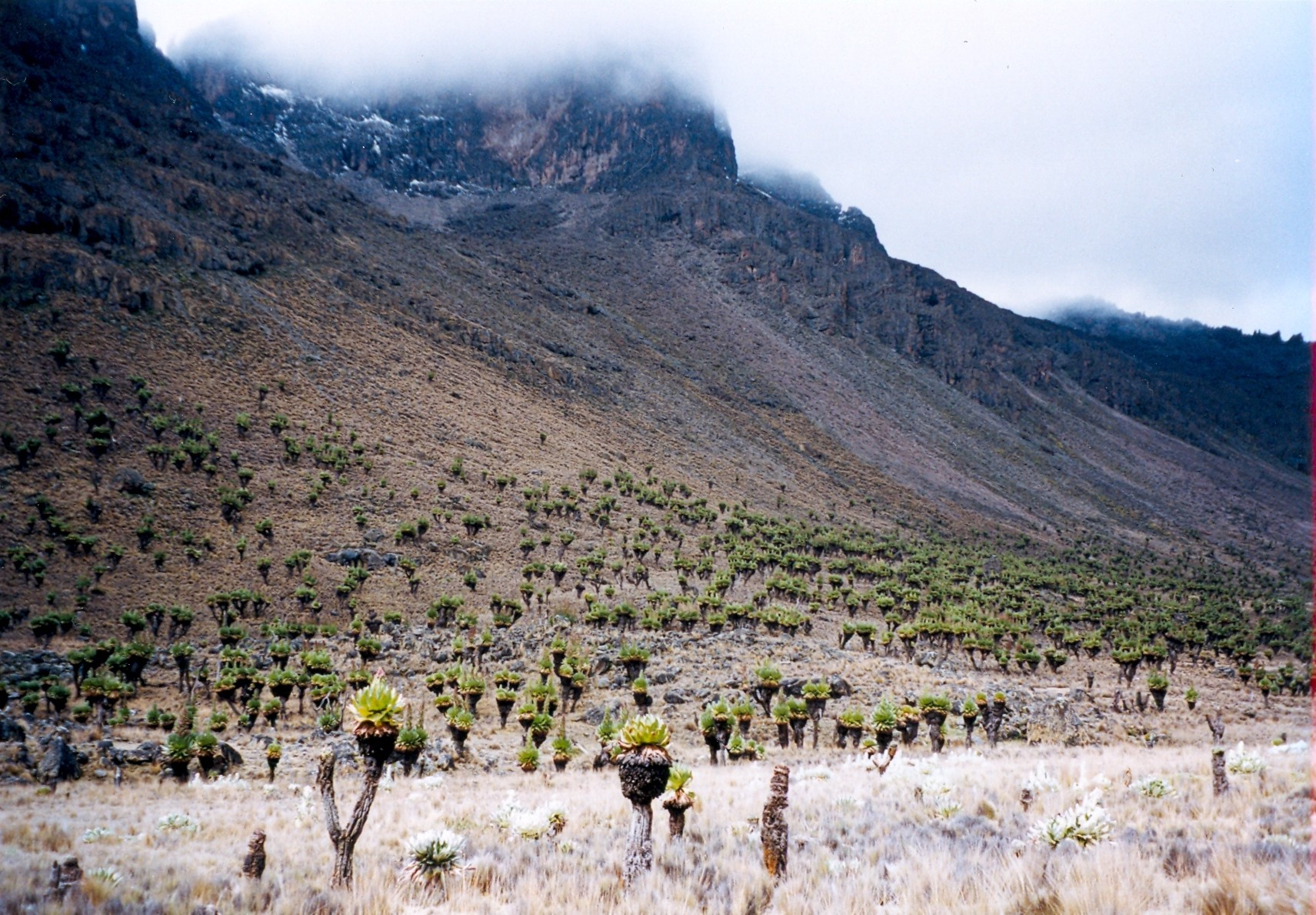
Des séneçons géants (Dendrosenecio keniodendron) dans la Mackinder Valley.
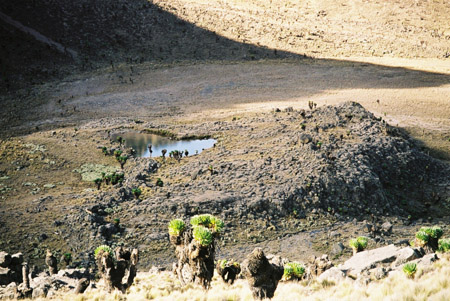
Des séneçons géants (Dendrosenecio keniodendron) dans un milieu particulièrement désolé.
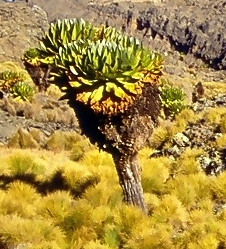
Certains séneçons conservent leurs pousses mortes autour de leur tronc pour se protéger du froid nocturne.
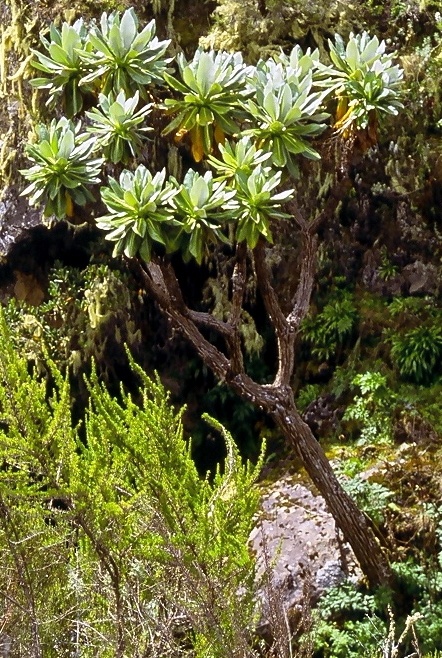
Dendrosenecio battiscombei a un tronc plus long avec moins de pousses isolantes que les autres espèces étant donné qu'il vit à plus faible altitude.

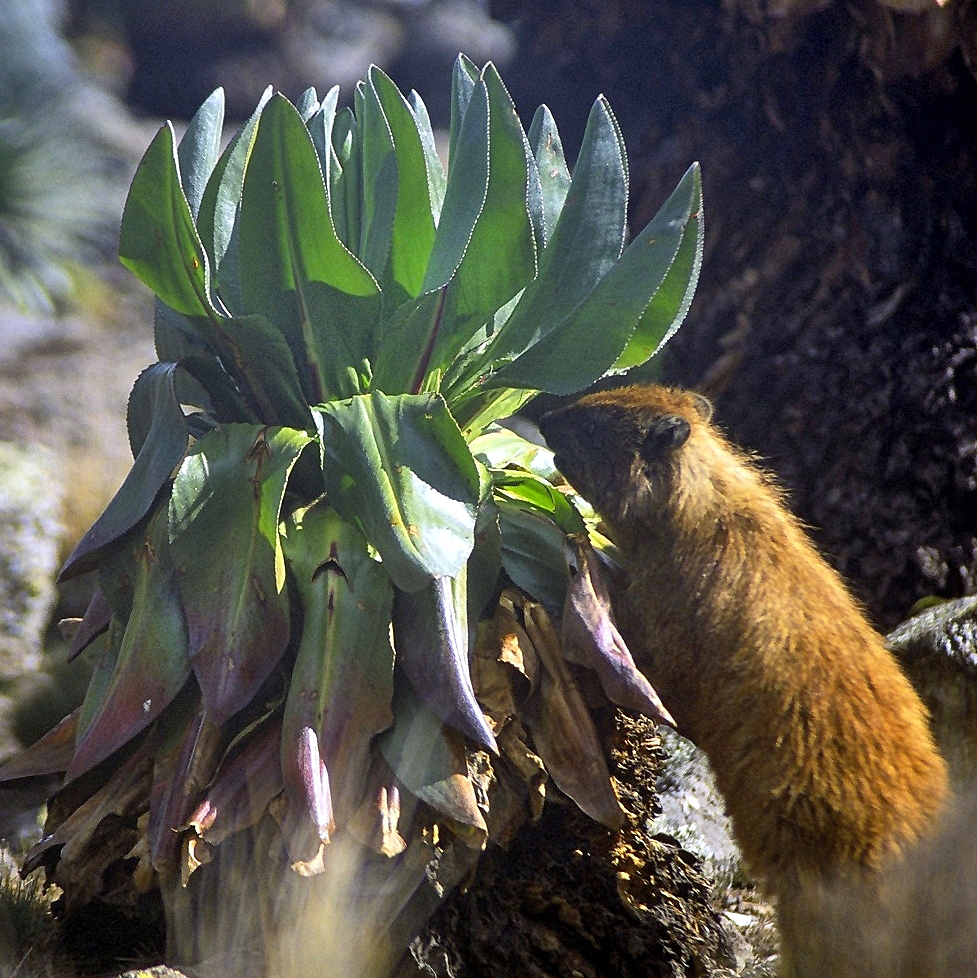
Les jeunes pousses de Dendrosenecio keniensis constituent une nourriture appréciée des damans du Cap.

Les trois espèces de mammifères dominantes dans l'étage afro-alpin sont le daman du Cap, un hyracoïde, l'Otomys orestes et le céphalophe de Grimm. Ils ont évolué de telle sorte qu'ils occupent différentes niches écologiques avec des sources de nourriture différentes et ne sont donc pas en concurrence, à moins que celle-ci ne fasse particulièrement défaut. Les seules fois où ces animaux se rencontrent sont lorsqu'ils se déplacent pour trouver de l'eau ou pour creuser le sol. Les damans vivent entre 3 500 et 4 700 mètres d'altitude dans des trous dans les rochers érodés et stables. Ces trous sont habituellement peu profonds et ne s'enfoncent pas dans le sol. Les damans se nourrissent d'herbes et de mousses et occasionnellement de jeunes pousses de lobelia. Contrairement aux autres espèces d'hyracoïdes, ils ont régulièrement besoin de boire et pratiquent la course entre leur terrier et les points d'eau même s'ils sont couverts par les touffes de fétuques. En effet, lorsqu'ils se trouvent loin de leur trou, ils sont une proie pour la buse rounoir. Les damans sont bien adaptés à cette altitude : leur fourrure fait au moins cinq centimètres de longueur, à comparer à celle des autres espèces du genre qui ne dépasse jamais 1,5 centimètre. C'est probablement le plus gros hyracoïde d'Afrique réduisant sa perte de chaleur corporelle relative ; ils s'activent principalement le matin pour se réchauffer en groupe au soleil, et enfin les femelles ne donnent naissance généralement qu'à une seule progéniture par saison permettant de lui porter plus d'attention et de le nourrir convenablement. Les otomys évoluent entre 3 300 et 4 300 mètres d'altitude dans les prairies de fétuques, les vallées et près des lacs. Ils vivent dans des trous sous les Dendrosenecio keniodendron. Le terrier mène à l'intérieur du plant du séneçon, où ils vivent près de la base des nouvelles pousses. En vivant ainsi au-dessus du niveau du sol, la température est légèrement plus chaude. Ils se nourrissent de graines et d'herbes. Les céphalophes évoluent entre la lisière supérieure de la forêt et 4 700 mètres d'altitude. Ils sont relativement rares et difficiles à observer car ils se cachent généralement dans les bois de séneçons ou les landes d'Erica. Ils broutent la journée, se nourrissant de petites plantes ligneuses, et n'ont pas de gros besoins en eau. Hormis ces trois espèces, on trouve également des Lophuromys aquilus qui sont omnivores et des Tachyoryctes rex qui se terrent et se nourrissent de racines et de tubercules. Les mammifères prédateurs ne font généralement que des incursions dans l'étage afro-alpin, retournant dans des régions plus basses la nuit. Le léopard, le lycaon, le lion et la mangouste rouge ont tous été aperçus dans cette zone. Les léopards vivent dans la plupart des vallées, jusqu'à 4 900 mètres d'altitude, et sont très territoriaux, se nourrissant de damans, d'otomys et de céphalophes. Les lycaons chassent en meute, tuant des proies plus grosses, y compris des céphalophes, occasionnellement des damans, des zèbres, des élands et des gazelles au nord de la montagne.

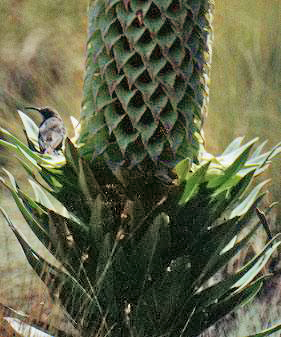
Un souimanga sur un lobelia.

De nombreux oiseaux vivent sur les versants alpins du mont Kenya comme des espèces de souimangas, de traquets afroalpins, de sturnidés, de bergeronnettes et de rapaces avec la buse rounoir, le gypaète barbu ou l'aigle de Verreaux. Les plus petits pollinisent certaines espèces de lobelias et de séneçons.
À la saison sèche, on trouve des papillons mais l'altitude est en revanche trop importante pour les abeilles, les guêpes, les puces et les moustiques. La truite a été introduite dans les cours d'eau et les petits lacs et se trouve désormais tout autour de la montagne. La grenouille subalpine, le lézard alpin, la vipère de Hind sont quelques-uns des reptiles et amphibiens à vivre à l'étage alpin. L'Algyroides alleni est un lézard des murs commun qui vit dans les fétuques et les broussailles. Il se nourrit de coléoptères et de leurs larves. Les pousses mortes des Dendrosenecio keniodendron constituent un habitat idéal pour les puces, les araignées et les gastéropodes.

#### Étage nival

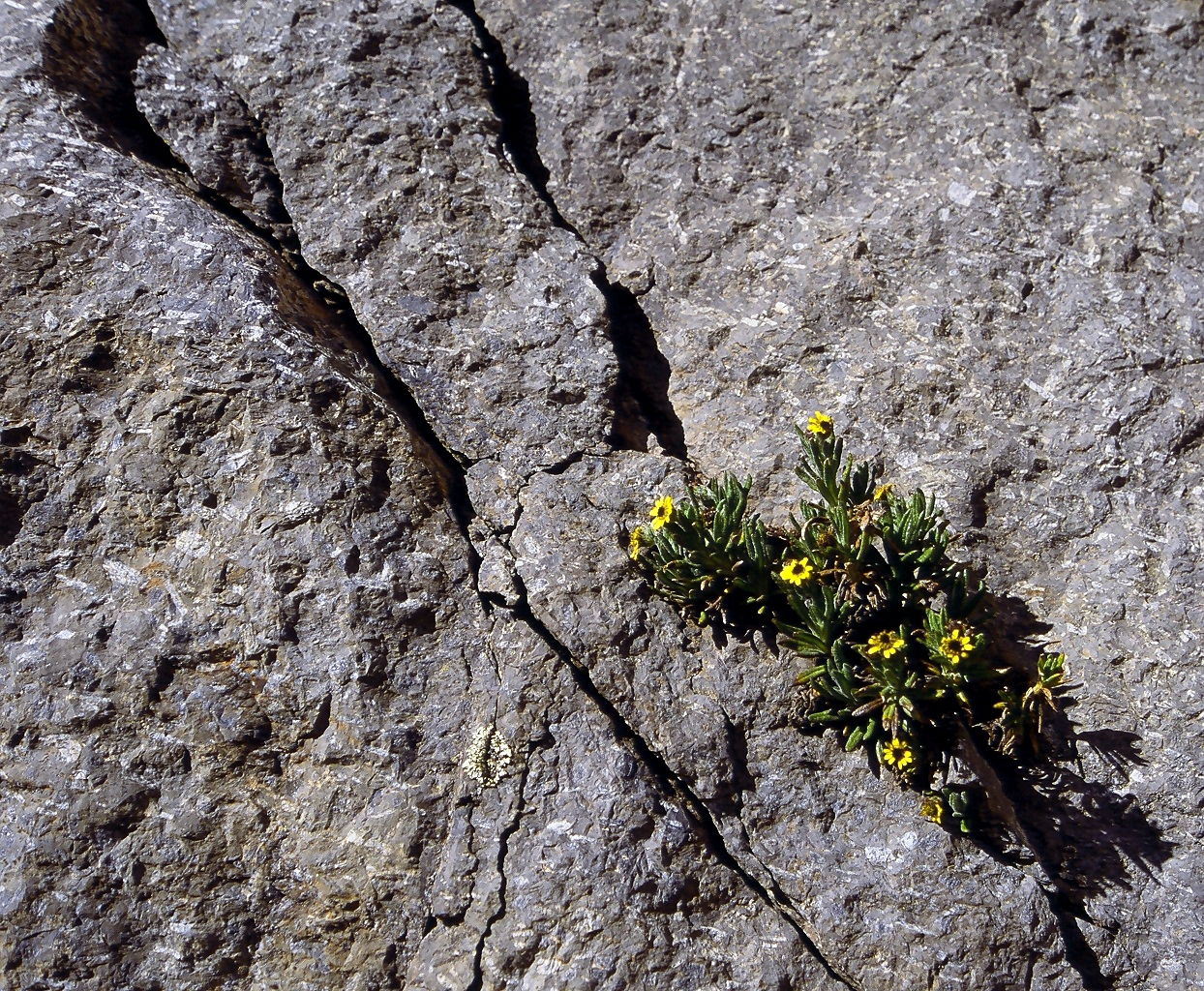
La flore de l'étage nival est pauvre. Les plantes doivent être petites pour supporter le climat, à l'instar de Senecio keniophytum.

L'étage nival est la zone d'où les glaciers se sont récemment retirés. Sur le mont Kenya elle se situe généralement au-dessus de 4 500 mètres d'altitude. Ce n'est pas une zone continue, car les glaciers ne s'écoulaient pas de manière parfaitement répartie. Il y a seulement deux glaciers assez larges sur la montagne mais en retrait significatif pour permettre à ce milieu de s'implanter et d'être étudié.
Comme ce milieu a, par définition, récemment émergé de sous les glaciers, les seules plantes à vivre ici sont de petites colonies. Elles ont besoin d'être protégées des vents soufflant des glaciers. Leur croissance est souvent très lente. Les plantes les plus communes dans cette zone sont des graminées, des chardons tels que Dipsacus pinnatifidus. On trouve plusieurs types de fleurs dans l'étage nival : Mackinder rapporte avoir vu des Helichrysum brownei au sommet du Batian en 1899. La colonisation du milieu est évidente autour des glaciers Lewis et Tyndall, plus protégé des vents froids et autorisant une croissance des plantes plus rapide. La première espèce à s'implanter est une petite fleur appelée Senecio keniophytum qui pousse à l'abri des rochers. Elle est très ramassée et possède des longs poils pour se prémunir du froid environnant. Les mousses et les lichens sont les suivantes à apparaître, car les moraines constituent un habitat adapté pour eux. Les lichens vivent sur les rochers érodés avec une surface rugueuse tandis que les mousses se développent dans les abris rocheux. Ils stabilisent les sols et permettent à d'autres plantes de s'installer par la suite.
Les damans du mont Kenya vivent jusqu'à la limite basse de l'étage nival, habituellement en dessous de 4 700 mètres d'altitude. Des lions et des léopards ont été aperçus en train de s'aventurer à cette altitude, mais c'est très inhabituel.
Le souimanga de Johnston (Nectarinia johnstoni) vit jusqu'aux limites de l'étage nival, dans les zones où certaines Protea se sont établies. À cet endroit, on trouve également le traquet afroalpin (Pinarochroa sordida). Le martinet à ventre blanc (Tachymarptis melba africanus), vit au-dessus de 4 900 mètres d'altitude. Il est résident et vit en groupes de plus de trente individus. Il se nourrit d'insectes, principalement attrapés au ras des cours d'eau et des lacs.

## Histoire

### Peuplement progressif
L'histoire des tribus vivant autour du mont Kenya est complexe. Elle n'a été documentée que récemment alors que leur mémoire était transmise oralement de génération en génération jusqu'à l'intervention des Européens.
La tribu Gumba est la première occupante connue du mont Kenya. Elle est composée de chasseurs-cueilleurs pygmées mais s'est finalement éteinte. Les pré-Kamba, ancêtres des Wakamba actuels, forment la première tribu à immigrer au pied de la montagne. Ils arrivent du sud avant la fin du XIIIe siècle. Ils sont suivis à l'aube du XIVe siècle par les Tharaka et les pré-Chuka puis au XVe siècle par les pré-Kikuyu originaires de la région de Mbéré. Ces derniers se séparent et forment la tribu des Embu d'une part et celle des Kikuyu d'autre part. Dans les années 1730, les pré-Meru, appelés par la suite Ngaa, commencent à arriver par la côte indienne et s'installent définitivement dans les années 1750.

### Découverte et exploration

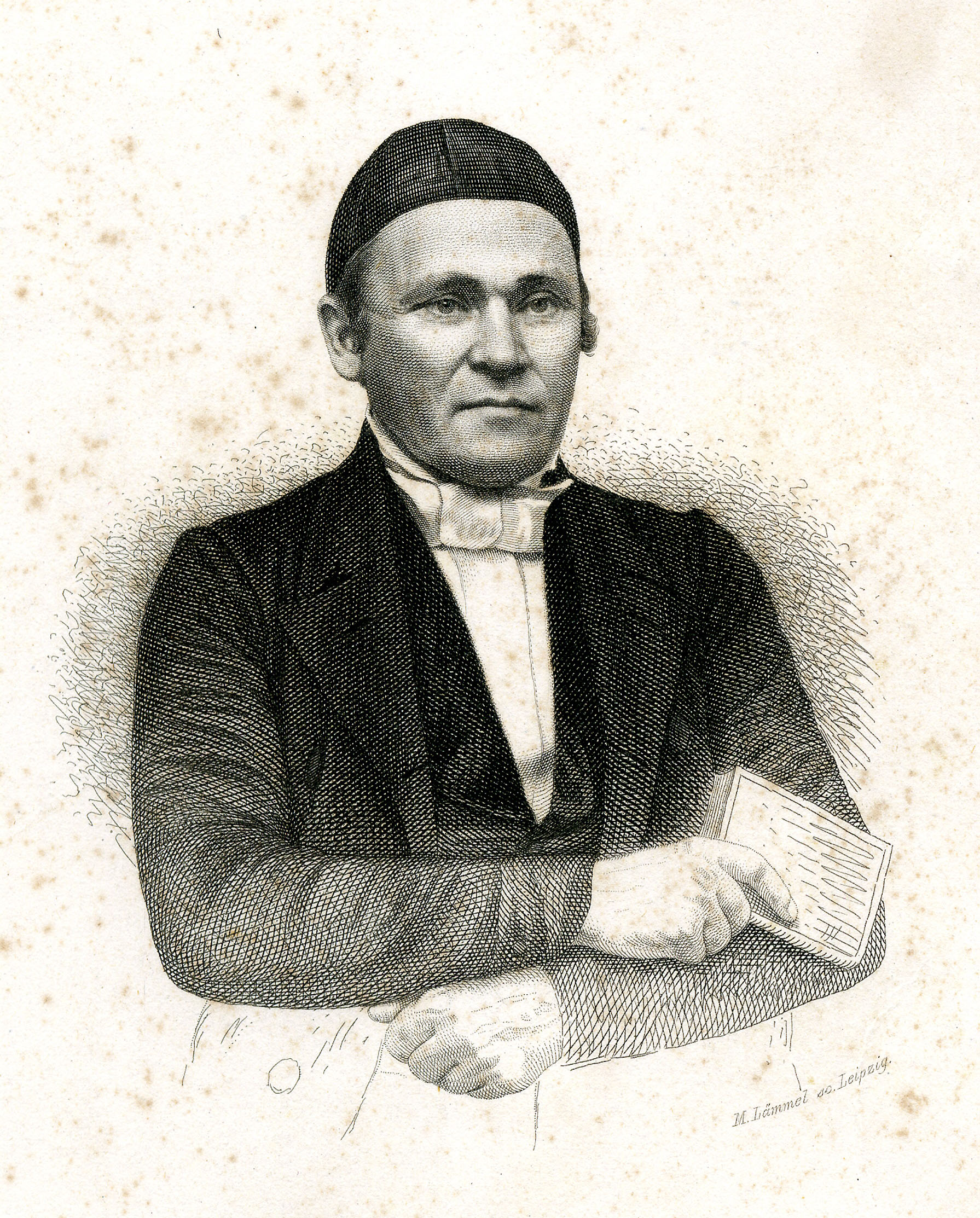
Le volcan est découvert par les Européens en 1849 avec Johann Ludwig Krapf.

Le mont Kenya est le second des trois sommets majeurs de l'Afrique à être découvert par les Européens, après le Kilimandjaro et avant le Rwenzori. Il est aperçu pour la première fois par le Dr Johann Ludwig Krapf, un missionnaire allemand de Kitui, une ville akamba à 160 kilomètres de la montagne. Sa découverte a lieu le 3 décembre 1849, un an après la découverte du Kilimandjaro. Krapf tient l'existence de la montagne des propos du chef Kitui et entreprend dans la journée de l'observer de ses yeux :

« Il existait une montagne encore plus élevée à six journées de Kitui, le Kimaja Kegnia, ajoutant que si je grimpais la colline un peu au-dessus de son village, si le ciel était dégagé je devrais être capable de voir la montagne. Comme la saison des pluies avait déjà commencé, la région de Kegnia était enveloppée de nuages… Pourtant, il advint qu'en quittant Kitui le 3 décembre 1849 je pus apercevoir le Kegnia plus distinctement et j'observai deux larges cornes ou piliers, pour ainsi dire, s'élevant au-dessus d'une énorme montagne au nord-ouest du Kilimandjaro, recouverte d'une substance blanche. »

— Johann Ludwig Krapf, Travels, Researches and Missionary Labours
La tribu Embu qui vit autour de la montagne raconte au Dr Krapf qu'ils ne sont jamais montés bien haut en raison du froid intense et de la chose blanche qui dévale les pentes avec un bruit sourd. Il en conclut que des glaciers existent sur la montagne. Les Kikuyu racontent à Krapf que le sommet est « recouvert d'une substance ressemblant à de la farine blanche », confirmant que de la neige a été découverte là-bas. Krapf note également que les rivières qui coulent depuis le mont Kenya et d'autres montagnes de la région telles que le Kilimandjaro ne sont jamais asséchées. Ce fait est très différent des rivières habituelles en Afrique de l'Est qui se remplissent durant la saison humide et s'assèchent complètement après la fin des pluies. Il en conclut qu'il doit y avoir une source d'eau en haut de la montagne, sous forme de glacier. Krapf, avec Rebmann, son compagnon missionnaire découvreur du Kilimandjaro, a déjà expérimenté d'autres régions montagneuses d'Afrique de l'Est.

« Que chacune de ces montagnes est recouverte de neiges éternelles est prouvé par la multitude de cours d'eau s'écoulant entre les deux. »

— Johann Ludwig Krapf, Travels, Researches and Missionary Labours
Il s'imagine alors que le mont Kenya est la source du Tana, du Jubba et du Nil Blanc.
Lorsque Krapf aperçoit pour la première fois le mont Kenya, les scientifiques en Europe ne reconnaissent toujours pas l'existence des neiges du Kilimandjaro. Aussi, ils accueillent avec beaucoup de doutes la nouvelle de la découverte par le missionnaire allemand d'une montagne semblable dans la même région. Il essaie alors de convaincre qu'il est possible à des sommets enneigés d'exister sur l'équateur en Afrique de l'Est en mentionnant qu'il est communément accepté qu'il y a de la neige à cette latitude en Amérique du Sud. Il fait également remarquer que la présence de neige a été confirmée au Cameroun et en Abyssinie (actuelle Éthiopie) qui sont très proches de l'équateur.
Krapf pense que le mont Kenya est plus élevé que le Kilimandjaro. En effet, il arrive à cette conclusion à travers les informations fournies par la population locale et d'après ses propres observations. Malgré cette erreur d'appréciation, ses descriptions de la forme des deux pics sont d'une grande précision.
En 1851, Krapf retourne à Kitui. Il s'approche de 65 kilomètres plus près de la montagne, sans jamais la revoir. En 1877, l'Allemand Johann Maria Hildebrandt établit des collections botaniques depuis plusieurs semaines dans la région de Kitui et entend parler du mont Kenya mais ne l'aperçoit pas non plus. Étant donné qu'aucune confirmation ne vient soutenir les propos de Krapf, des suspicions naissent.
Finalement, en 1883, soit trente-quatre ans après sa découverte, l'explorateur écossais Joseph Thomson passe près du versant ouest de la montagne et confirme son existence. Il compare alors sa forme à celle du Mawenzi au Kilimandjaro et conclut qu'il doit s'agir de la bouche d'un volcan éteint,. Il détourne son expédition et atteint l'altitude de 2 743 mètres sur les versants de la montagne mais doit faire demi-tour en raison de problèmes avec les Masaï,. Il réussit cependant à décrire la forme du volcan de loin.

« Comme au Kilimandjaro, la nature a tissé avec justesse pour sa tête sombre une douce couronne de neiges éternelles, dont la calme, paisible lumière est à la fois un merveilleux contraste et une étrange conclusion à la fière histoire de la montagne. Les faces des pics sont si abruptes et précipitées qu'en de nombreux endroits la neige est presque incapable de s'accrocher, et en conséquence, la roche apparaît ici comme autant de points noirs sur un manteau blanc. De là son nom Masaï de Donyo Egère (la montagne mouchetée ou grise). La neige couvre l'ensemble du sommet supérieur, et s'étend sur une certaine distance de chaque côté, atteignant, et de fait incluant la masse accidentée au nord. Le pic est extrêmement évocateur d'un énorme cristal blanc ou d'une stalagmite, fixé sur un socle de suie qui se dérobe peu à peu dans le vert émeraude sombre de la région forestière autour de la base. »

— Joseph Thomson, Through Masai Land

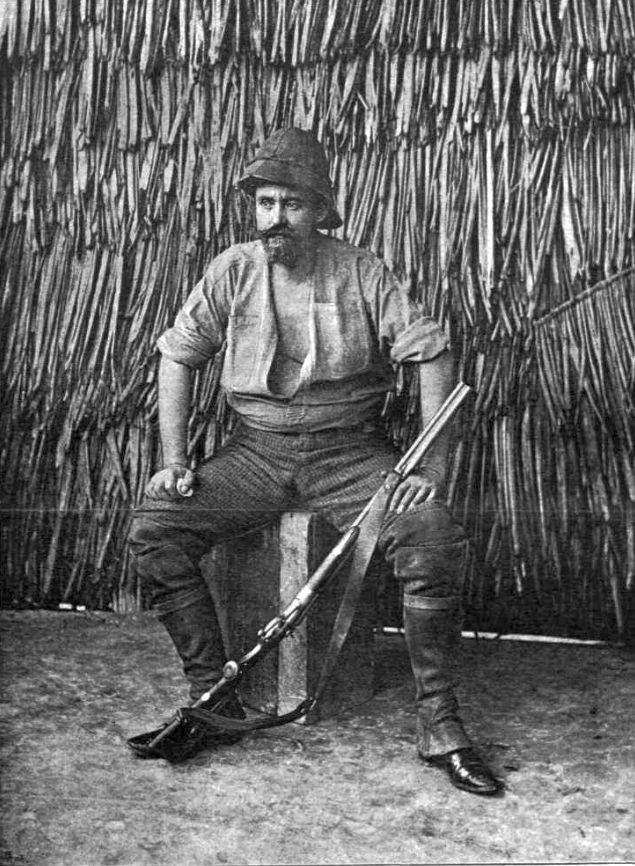
Sámuel Teleki est le premier Européen à poser le pied sur le mont Kenya. Son expédition atteint 4350 mètres d'altitude.

Pourtant, la première véritable exploration sur la montagne n'est entreprise qu'en 1887, par le comte hongrois Sámuel Teleki et l'Autrichien Ludwig von Höhnel. Après avoir pénétré les forêts basses, ils réussissent à atteindre 4 350 mètres d'altitude sur le versant sud-ouest, avant de devoir faire demi-tour en raison d'un manque de nourriture et des souffrances de leurs porteurs,. Durant cette expédition, ils pensent avoir trouvé le cratère du volcan, les pics étant selon eux un point élevé du bord de la caldeira. Cette théorie est acceptée davantage que la description de Thomson de la bouche volcanique, étant donné que Teleki et Höhnel sont effectivement allés sur la montagne. Pendant leur expédition, ils constituent une collection de plantes alpines du mont Kenya. Elles sont reconnues comme similaires à celles du Kilimandjaro, et l'idée d'îles montagneuses isolées débute. Teleki prélève des échantillons de roche et prouve que le mont Kenya est bel et bien d'origine volcanique.
En 1889, le versant oriental du mont Kenya est observé par Pigott. La même année, une expédition dirigée par Dundas, Thomson et Hobley tente de gravir le versant méridional mais ne réussit pas à traverser la forêt. En 1892, Teleki et Höhnel retournent sur le versant oriental mais se voient eux aussi incapables de franchir la forêt. Von Höhnel est mutilé par un rhinocéros blessé et les porteurs se mutinent, contraignant l'expédition à une retraite rapide. Enfin, en 1893, une expédition réussit à atteindre les glaciers à 4 730 mètres d'altitude. Cette expédition voyage depuis la côte jusqu'au lac Baringo dans la vallée du Grand Rift et est menée par le Dr John Walter Gregory, un géologue britannique. Pour accroître ses chances de succès, Gregory emploie des porteurs zanzibari qui ont déjà participé à des expéditions au mont Kenya. Il passe de nombreuses heures sur le glacier Lewis malgré le refus de son guide de marcher sur cette surface et de l'accompagner.

« Pas plus loin, maître ; c'est trop blanc. »

— Fundi, guide de John Walter Gregory, The Great Rift Valley
Gregory passe environ deux semaines à étudier la flore, la faune et la géologie du mont Kenya. Il confirme l'existence de glaciers et essaie d'établir le débit du glacier Lewis. Il nomme également de nombreux éléments de la montagne pour les décrire plus facilement. Il mentionne que la glace à l'équateur est bien plus dure que celle des Alpes, alors que la neige est beaucoup plus poudreuse. Il doit finalement se retirer en hâte alors que ses porteurs, très malades, désertent le camp de base. Ils souffrent du froid et de l'altitude, ce qui oblige Gregory à décider de retourner vers la côte le plus vite possible. À son retour en Grande-Bretagne, il publie des journaux académiques et un rapport narratif de ses découvertes.
George Kolb, un médecin allemand, effectue des expéditions en 1894 et en 1896 et devient le premier à atteindre les landes sur le versant oriental. Pourtant de nombreuses autres explorations sont accomplies après 1898 alors que la voie ferrée est complétée jusqu'à Nairobi. L'accès à la montagne devient beaucoup plus facile par là que par Mombasa sur la côte.

Esquisses réalisées par John Walter Gregory lors de son expédition en Afrique de l'Est en mars 1892
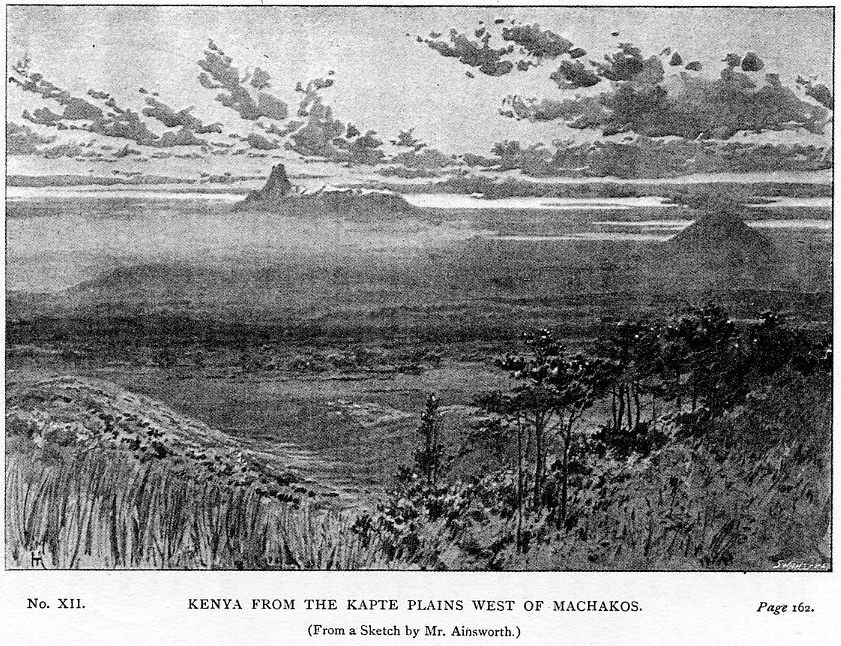
« [Le mont] Kenya depuis les plaines de Kapte à l'ouest de Machakos »
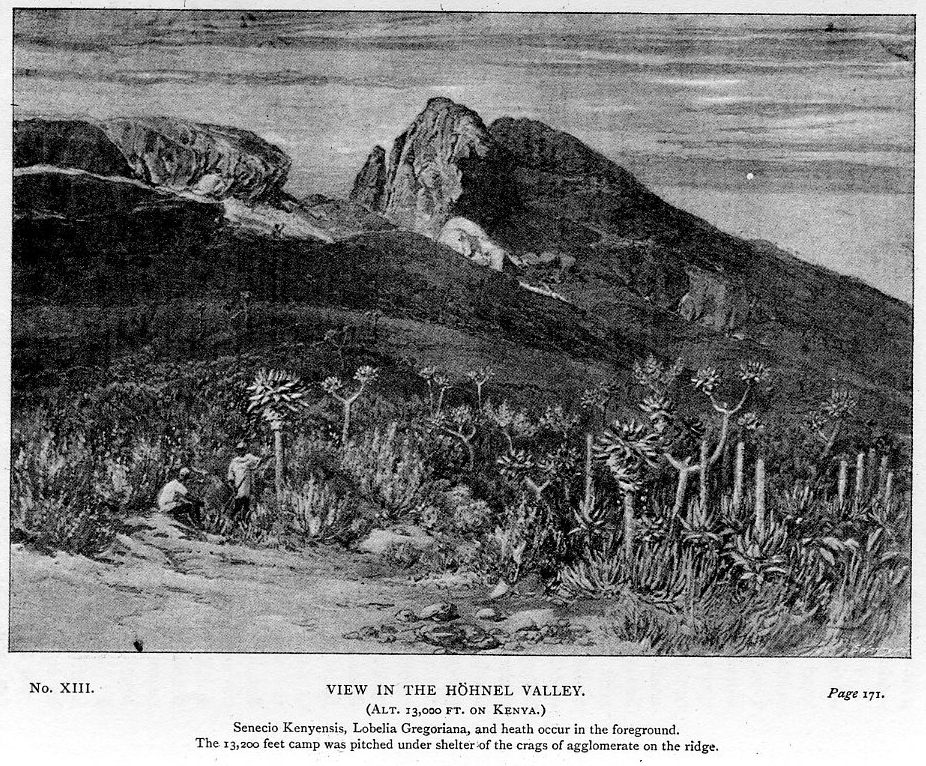
« Panorama dans la vallée de Höhnel »
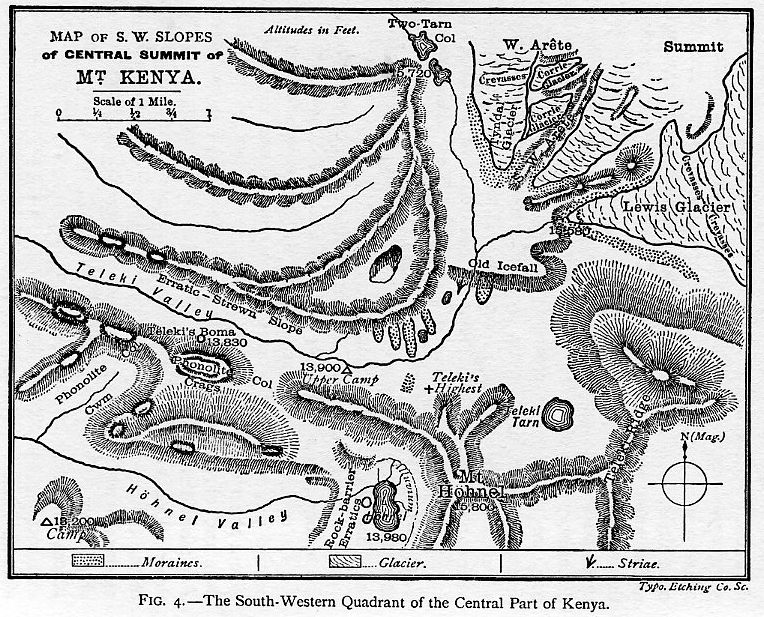
« Le quart sud-ouest de la partie centrale du [mont] Kenya »
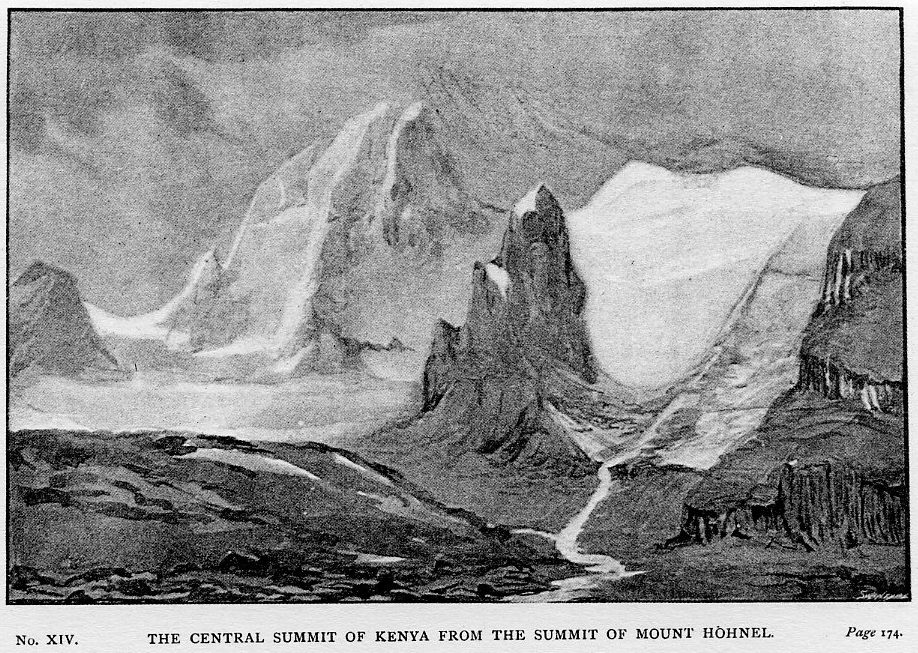
« Le sommet central du mont Kenya depuis le sommet du [mont] Höhnel »
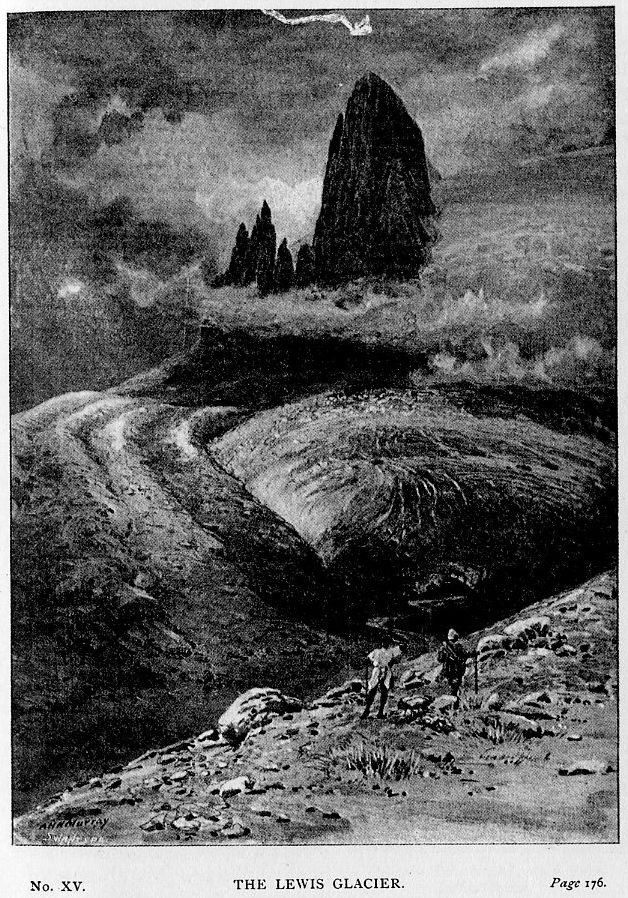
« Le glacier Lewis »
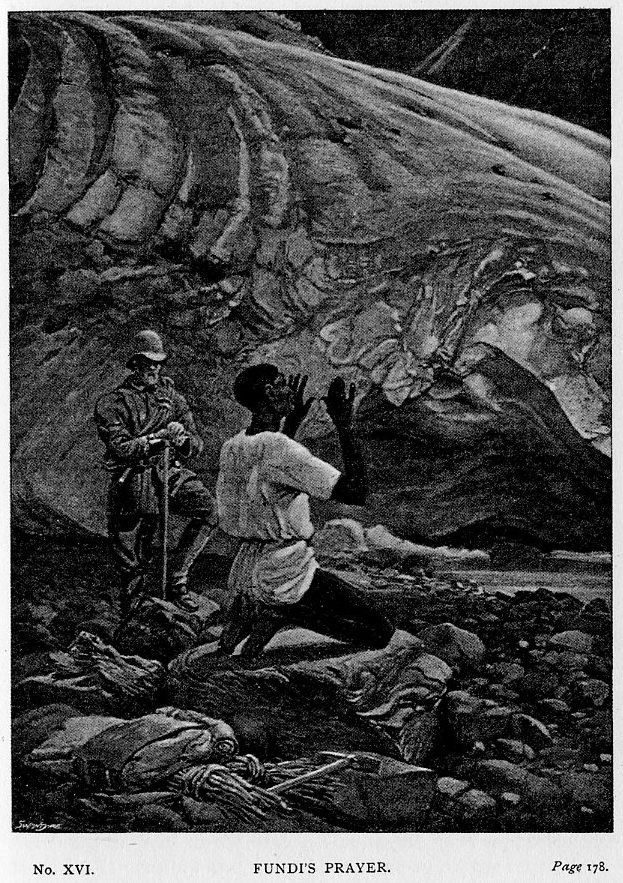
« La prière de Fundi »
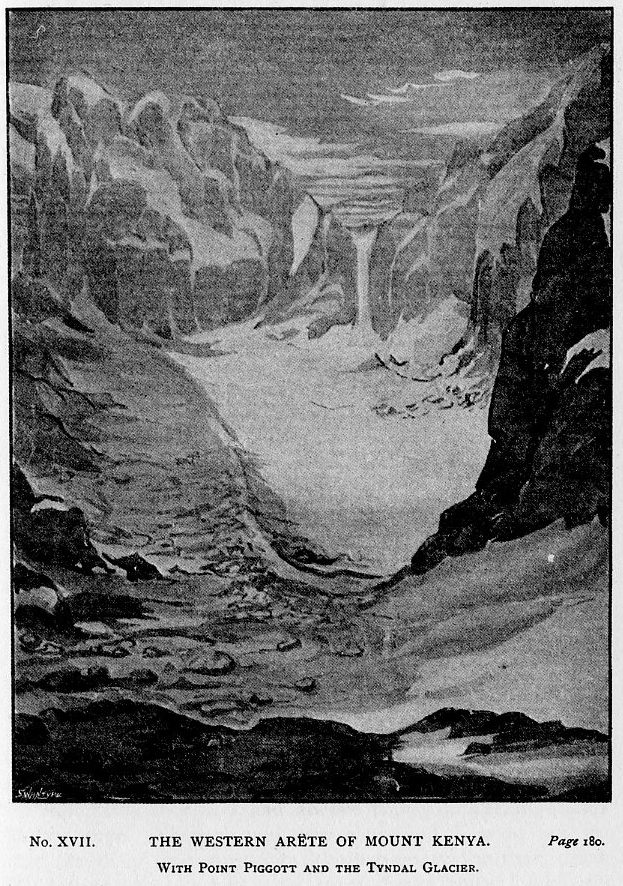
« L'arête occidentale du mont Kenya »

### Première ascension
Le 28 juillet 1899, le Britannique Sir Halford John Mackinder quitte le site de Nairobi pour une expédition au mont Kenya. Les membres de l'aventure se composent de six Européens, soixante-six Swahilis, deux grands guides masaï et quatre-vingt-seize Wakikuyu. Les Européens sont Campbell B. Hausberg, commandant en second et photographe, Douglas Saunders, botaniste, C.F. Camburn, taxidermiste, César Ollier, guide de haute montagne, et Josef Brocherel, guide et porteur, ces deux derniers étant originaires de Courmayeur, dans les Alpes.
L'expédition rencontre de nombreuses difficultés avant même d'atteindre la montagne. Lorsque Mackinder et ses collègues européens arrivent à Zanzibar, ils sont avertis que plusieurs autres expéditions recrutent actuellement des porteurs pour des parcours à l'intérieur des terres. Pour cette raison, Mackinder passe plus de temps à Zanzibar qu'il ne l'aurait fait en temps normal pour recruter les 66 porteurs. L'expédition prend enfin la route pour Mombasa, pour y découvrir qu'une épidémie de variole fait rage dans la ville. Les porteurs sont isolés pendant la nuit et envoyés à Nairobi par train, tôt le matin suivant. Avant même que l'expédition soit prête à quitter Nairobi, la ville est à son tour atteinte par l'épidémie. Mackinder quitte précipitamment avant que l'état de quarantaine soit déclaré, sans avoir le temps de compléter sa préparation.
Le périple jusqu'au mont Kenya prend trois semaines. L'expédition ne rencontre pas beaucoup de vie sauvage, bien qu'elle soit chargée par des rhinocéros et qu'elle ait à éviter des hippopotames lorsqu'elle traverse les rivières. Elle aperçoit des empreintes de lion sans jamais en rencontrer. La population locale rencontrée sur son passage leur fait un accueil variable dépendant de l'attitude du chef envers l'expédition. Durant le voyage depuis Nairobi, les porteurs essaient de déserter et les Masaï disparaissent une nuit, laissant l'expédition sans guide. Lorsqu'ils atteignent finalement la montagne, il leur devient impossible de se procurer de la nourriture pour tous les porteurs. Le chef local avait promis de leur en fournir mais change d'avis. Deux Swahilis sont assassinés alors qu'ils tentent une médiation auprès de lui. Une équipe de secours, dirigée par Saunders, est envoyée à Naivasha pour acheter de la nourriture à l'officier du gouvernement stationné dans la ville.
Mackinder continue sa progression en entrant dans la forêt par le versant sud-ouest, au même point que Gregory. Ils parviennent à la traverser en une journée, principalement grâce à Ollier et Brocherel qui tracent « la grande route du mont Kenya », un important chemin vers la lande. Dans cette zone située à une altitude de 3 142 mètres, ils dressent le camp dans la Höhnel Valley. Lors de leur première excursion vers les pics, un membre lâche une allumette et ils doivent combattre le feu qui s'étend et menace de brûler leur camp.
Ollier et Brocherel continuent vers la Teleki Valley, où ils construisent un refuge en pierre qui doit devenir le camp supérieur. Mackinder entreprend sa première tentative vers le sommet le 30 août avec Ollier et Brocherel sur la face sud-est. Ils passent la nuit dehors encordés à la falaise et doivent faire demi-tour le lendemain en raison d'une brèche qu'ils ne peuvent franchir. Ils étaient alors à cent mètres du sommet du Nelion.
Le jour suivant, le 2 septembre, Hausberg, Ollier et Brocherel font un circuit autour des principaux pics afin de prendre des photographies et rechercher une voie accessible vers le sommet. Cet objectif est un échec. Le 5 septembre, Ollier et Brocherel effectuent une ascension du glacier Darwin mais sont contraints de rebrousser chemin à cause du blizzard. La nourriture s'épuise et l'équipe de secours n'est pas revenue. Le même jour, Mackinder donne l'ordre à Hausberg de lever le camp supérieur et de redescendre au camp de base afin de préparer le retour à Naivasha pour le surlendemain. Mais deux heures avant que Hausberg n'atteigne le camp, Saunders fait son apparition accompagné du capitaine Gorges, l'officier du gouvernement, et chargé de vivres. Hausberg, Gorges et la plupart des porteurs retournent à Naivasha alors que Mackinder gravit la montagne pour s'attaquer une nouvelle fois au sommet.
De leur côté, Saunders et Campbell déplacent le camp de base dans la forêt afin d'étudier une nouvelle zone. À cause du départ de plusieurs porteurs, le déménagement doit s'effectuer en deux étapes et à leur retour au site originel, ils tombent nez à nez avec des Andorobbo essayant de s'emparer de ce qu'ils peuvent. Heureusement, ils s'avèrent incapables de voler la nourriture car elle est emballée dans des boîtes en étain et l'expédition peut continuer.
Le 12 septembre, Mackinder lance une nouvelle tentative avec Ollier et Brocherel. Ils franchissent le glacier Lewis et escaladent la face sud-est du Nelion. Ils passent la nuit près du Gendarme, cette fois équipés d'une tente, puis traversent le névé en surplomb du glacier Darwin à l'aube avant de tailler des marches en haut du glacier jusqu'à l'arête sommitale. La progression leur demande trois heures, là où ils espéraient passer vingt minutes, tellement la glace est dure. Pour cette raison, ils l'appellent le glacier Diamant. Ils atteignent finalement le sommet du Batian à midi du 13 septembre. Les nuages descendent déjà sur les pics. Ne voulant pas être pris dans la tempête de l'après-midi, après quarante minutes au sommet à faire des observations et à prendre des photographies, ils redescendent par le même itinéraire.
Avant de quitter définitivement le mont Kenya, Mackinder, Ollier et Brocherel effectuent un dernier circuit autour de la zone des pics principaux, cette fois à plus grande distance. Ils y passent trois jours et descendent dans chaque vallée, excepté Höhnel Valley, afin de faire des observations. À cette occasion, ils aperçoivent Ithanguni, « la montagne de l'est ». Ils retournent au camp de base le 20 septembre après avoir passé trente-trois jours sur le mont Kenya. Mackinder fait son arrivée à Londres le 30 octobre 1899 pour rapporter son expédition.

### Chronologie desXXeetXXIesiècles
En 1902, le mont Kenya est déclaré Terre de la Couronne [britannique].
En 1912, la première grande entreprise de bois s'installe sur le versant nord-est et dans les années 1920, des plantations sont créées pour fournir des espèces végétales à croissance rapide.
Après la première ascension du mont Kenya, plusieurs expéditions sont lancées en quelque temps. La majorité d'entre elles, du moins jusqu'à la Première Guerre mondiale, sont l'œuvre de colons du Kenya et n'ont aucun aspect scientifique. Une mission de l'Église d'Écosse s'installe à Chogoria, et plusieurs missionnaires écossais tentent l'ascension vers les pics, notamment le Révérend John W. Arthur, G. Dennis et A. R. Barlow. D'autres encore sont entreprises mais aucune ne réussit à atteindre le Batian ou le Nelion.
De nouveaux itinéraires d'approche sont tracés à travers la forêt, qui rendent l'accès à la zone des pics beaucoup plus aisé. En 1920, Arthur et Fowell Buxton dégagent un itinéraire depuis le sud, alors que d'autres encore sont tracés depuis Nanyuki au nord, mais le plus fréquemment emprunté est celui depuis la mission Chogoria à l'est, construit par Ernest Carr qui supervise la construction des refuges Urumandi et Top Hut, sur des plans fournis par Arthur et Melhuish.

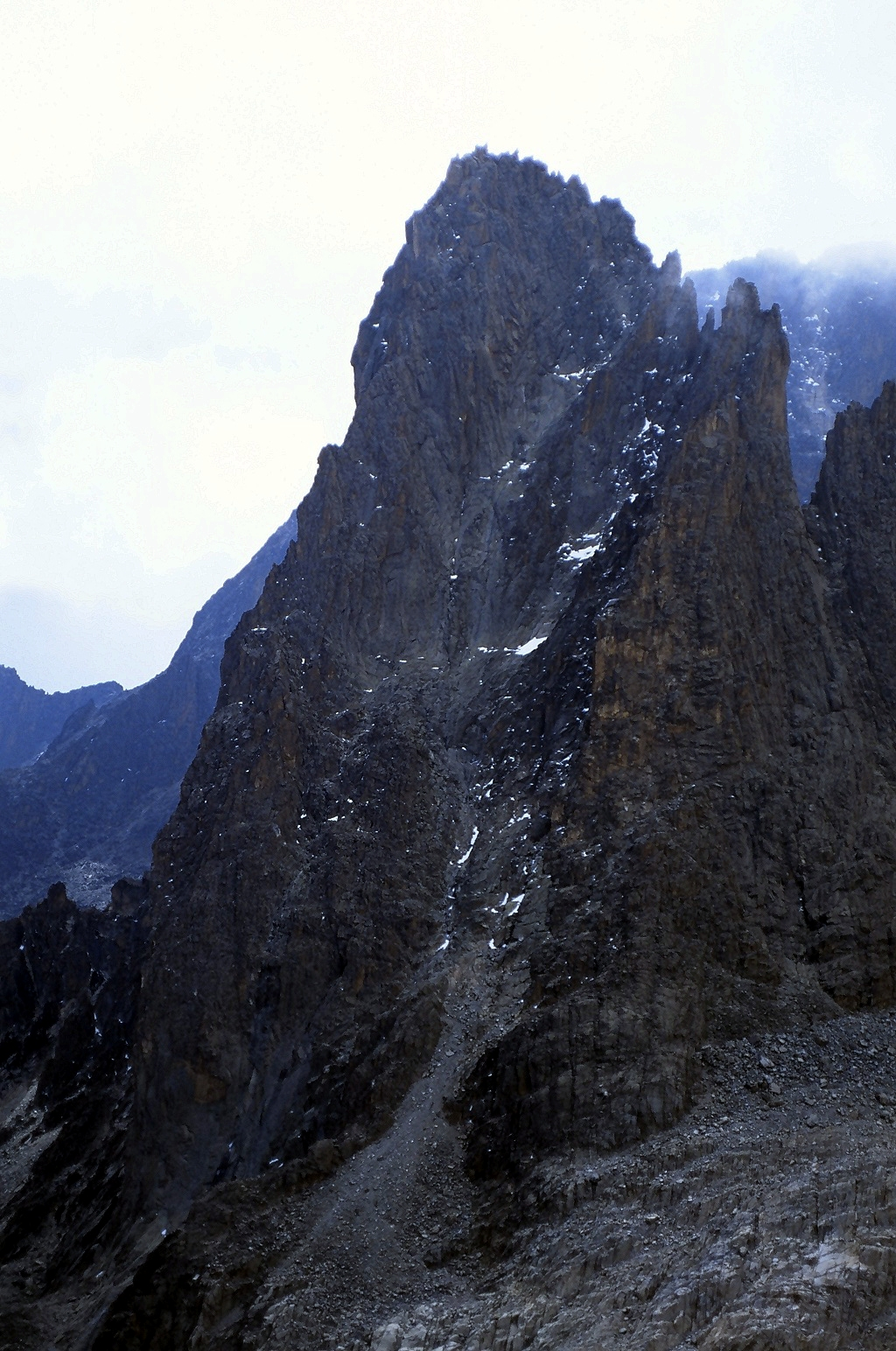
Shipton et Russel réalisent la première de la pointe John par le couloir sud-est, en 1929.

Le 6 janvier 1929, la première ascension du Nelion est réalisée par Percy Wyn-Harris et Eric Shipton. Ils escaladent la voie normale puis descendent la « Porte du Brouillard » avant de gravir le Batian. Le 8 janvier, ils renouvellent leur exploit avec G. A. Sommerfelt et en décembre, Shipton réalise une nouvelle ascension avec R. E. G. Russell en réussissant notamment la première de la pointe John. Au cours de l'année 1929, le Mountain Club of East Africa est créé. À la fin juillet 1930, Shipton, accompagné de Bill Tilman, refait la traversée des pics, cette fois dans le sens Batian - Nelion. Ils en profitent pour réussir les premières de nombreux autres pics, y compris la pointe Peter, la pointe Dutton, le pic Midget, la pointe Pigott et soit le Terere, soit le Sendeyo.
Au début des années 1930, plusieurs explorations ont lieu dans les landes autour du mont Kenya et plus éloignées des pics. Raymond Hook et Humphrey Slade entreprennent de cartographier la montagne et d'implanter la truite dans plusieurs cours d'eau.
En 1932, la Mount Kenya Forest Reserve est établie.
Pendant la Seconde Guerre mondiale, un nouvel élan d'ascensions se déroule au mont Kenya. Sans doute la plus notable est celle où trois prisonniers de guerre italiens, retenus à Nanyuki, s'échappent pour gravir la montagne avant de retourner se faire interner au camp. No Picnic on Mount Kenya raconte l'aventure de ces prisonniers.
En 1942, le Forest Act est adopté.
En 1949, le Mountain Club of Kenya se sépare du Mountain Club of East Africa et la zone au-dessus de 3 400 mètres d'altitude est classée en parc national. Une route est construite depuis Naro Moru vers les landes, permettant un accès plus facile.
Au début des années 1950, le mont Kenya devient un bastion important du soulèvement Mau Mau, une rébellion kikuyu contre l'Empire colonial britannique. L'altitude et les faibles températures avec lesquelles ils vivent font qu'ils sont beaucoup mieux acclimatés que les opposants qui tentent de les attaquer, et la forêt est un excellent endroit pour se dissimuler. Il est aussi possible d'y trouver de quoi s'alimenter, comme de la viande de brousse et des plantes, ainsi les Mau Mau ne sont ni affamés, ni assoiffés puisque l'eau est partout présente grâce aux précipitations importantes.
En 1959, le premier guide du mont Kenya est édité par le Mountain Club of Kenya.
Au début des années 1970, le groupe de secours en montagne du parc national du mont Kenya est formé.
En 1978, le mont Kenya est classé réserve de biosphère par l'UNESCO.
En 1980, une zone tampon est établie entre la forêt et les terres agricoles pour empêcher l'empiètement progressif des fermiers. Cette zone tampon est transformée en plantations de thé. En 1982, le Forest Act est révisé, interdisant l'exploitation de la forêt à tout usage quel qu'il soit.
En 1997, la montagne est finalement classée au patrimoine mondial de l'UNESCO.
Le 21 juillet 2003, un avion immatriculé en Afrique du Sud et transportant douze passagers et deux membres d'équipage s'écrase sur le mont Kenya à la pointe Lenana sans laisser de survivants,. Toutefois, ce n'est pas le premier accident aérien sur la montagne : il existe au moins une épave d'un hélicoptère écrasé avant 1972.

## Population et traditions

Carte de la répartition ethnique des tribus autour du mont Kenya.

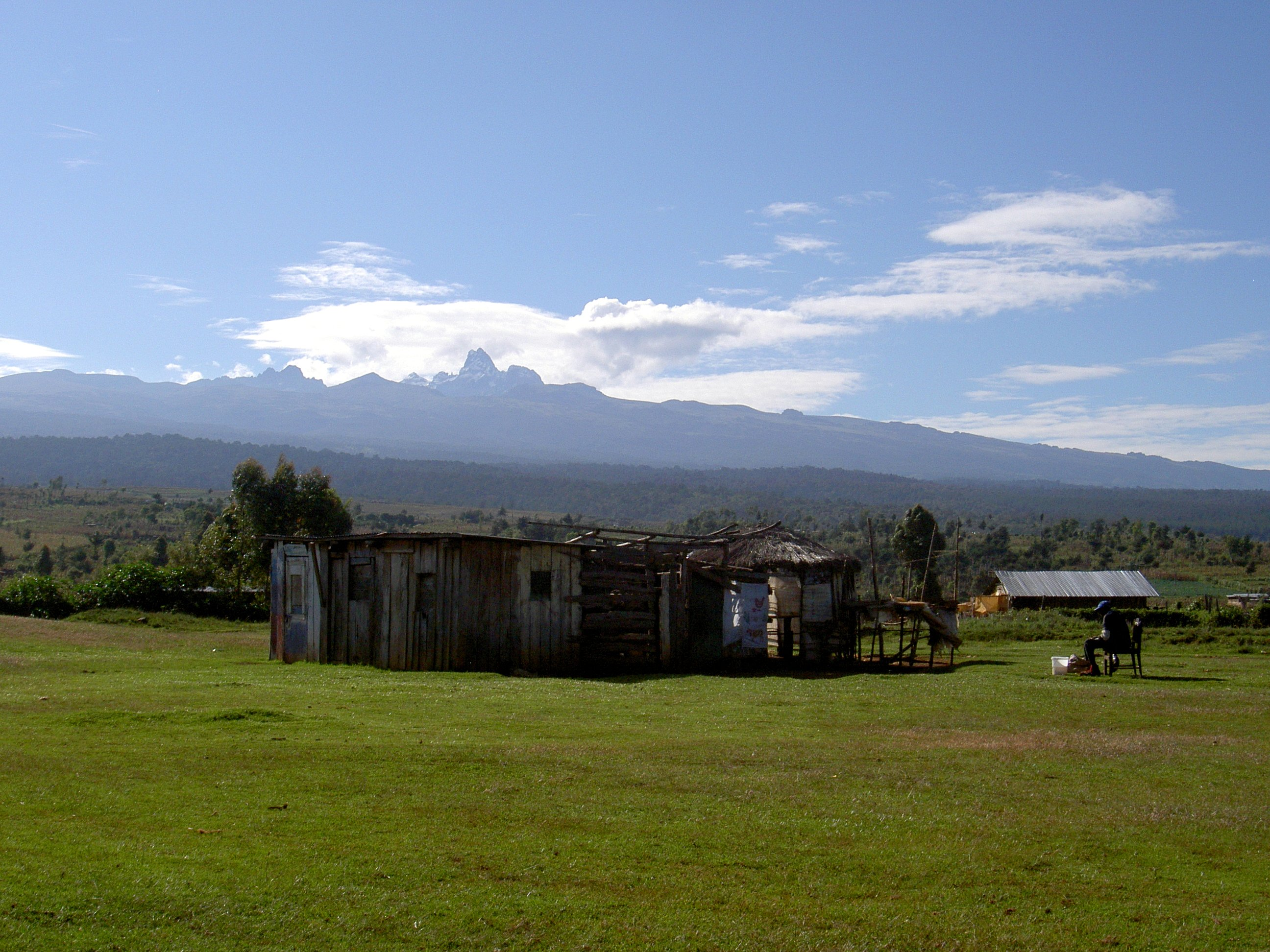
Plusieurs tribus vivant autour du mont Kenya considèrent que c'est une montagne sacrée. Pour cette raison, ils construisent leurs maisons avec la porte face à la montagne.

Les principales tribus vivant autour du mont Kenya sont les Kikuyu, les Embu, les Masaï et les Wakamba. La montagne revêt un aspect important dans la culture de chacune d'entre elles. Pour beaucoup d'entre eux, elle constitue encore aujourd'hui une source de revenus dans le cadre de l'activité touristique. Ils travaillent en tant que guides, porteurs, gardiens de refuge, employés d'hôtel ou au sein des autorités du parc national du mont Kenya. Traditionnellement, les membres des tribus se cachent dans la montagne afin d'échapper aux percepteurs de taxes.
Les Kikuyu
Ils vivent dans le district de Kirinyaga, sur les versants sud et est de la montagne,. Ce sont des agriculteurs qui travaillent la terre fertile mélangée aux cendres volcaniques des pentes basses. Les Kikuyu croient que leur dieu, Ngai, vit sur le mont Kenya. Ils construisent leurs maisons avec la porte face à la montagne, qu'ils appellent Kirinyaga ou Kilinyaga comme John Walter Gregory l'a mentionné ce qui signifie « la montagne blanche »,. Les soigneurs Kikuyu partent souvent à l'assaut du mont Kenya afin de trouver des conseils pour des remèdes auprès de Ngai. Dans la tradition Kikuyu, « Lorsque la terre fut formée, un homme appelé Mogai créa une grande montagne appelée Kere-Nyaga. Une poudre blanche appelée Ira recouvrit le sommet, qui était le lit pour le dieu Ngai. » D'importantes cérémonies tribales comme le mariage ou le rite d'initiation se déroulent face à la montagne.
Les Embu
Ils vivent sur le versant sud-est de la montagne. Ils partagent les mêmes croyances et les mêmes pratiques architecturales que les Kikuyu au sujet du dieu Ngai. Le nom Embu pour le mont Kenya est Kirenia ce qui signifie « la montagne de la blancheur »,,. Ils ne s'aventurent que rarement sur les hauteurs en raison du froid bien qu'ils les aient explorées jusqu'à l'étage afro-alpin. En effet, ils ont appris à Johann Ludwig Krapf que les eaux de la montagne coulent dans un large lac alimentant le fleuve Tana, les deux seuls lacs pouvant correspondre à la description étant les lacs Michaelson et Ellis, tous deux dans l'étage afro-alpin.
Les Masaï
Ils vivaient auparavant sur les versants nord et nord-ouest mais ont été déplacés par les Européens dans des réserves au sud afin que leurs terres soient colonisées. Ce sont des tribus nomades qui utilisaient les zones au nord pour faire paître leur bétail. Ils croient que leurs ancêtres sont descendus de la montagne à l'aube des temps,. Les noms Masaï pour le mont Kenya sont Ol Donyo Eibor et Ol Donyo Egere qui signifient respectivement « la montagne blanche » et « la montagne tachetée »,,. En 1899, quand Halford John Mackinder effectue sa première ascension, la montagne est considérée par les Masaï comme leur territoire. Il pense que le nom Kenya est une déformation du mot masaï signifiant « brouillard » et il appelle donc la brèche entre le Batian et le Nelion la « Porte du Brouillard ».
Les Wakamba
Ils appellent la montagne Kima Ja Kegnia,, ou Kiinyaa signifiant respectivement « la montagne de la blancheur » et « la montagne de l'autruche ». Ce dernier nom renvoie à la couleur des pics qui sont blancs avec la neige et noirs avec les rochers, ressemblant ainsi au plumage du mâle. Les Wakamba utilisaient également le nom Njalo, « brillant », qui a la même racine que Kilima Njaro, le Kilimandjaro. Lorsque Krapf aperçoit le mont Kenya pour la première fois en 1849, il se trouve dans le village wakamba de Kitui. Il est généralement accepté que le nom moderne Kenya provient de Kiinyaa,.
Les autres tribus
Les premiers Européens à explorer le mont Kenya emmènent souvent avec eux des membres d'autres tribus comme guides et porteurs. La plupart n'ont jamais connu l'expérience du froid ou vu de neige ni de glace auparavant. Leurs réactions expriment fréquemment la peur et la défiance. Les Meru croient que la montagne est la demeure de leur dieu Ngai. Ils vivent sur le versant nord-est et appellent la montagne Kirimaara, « la montagne qui brille ». Les Wakuafi vivent sur le versant sud du mont Kenya qu'ils appellent Orldoinio eibor signifiant « montagne blanche ». Les Wadaicho vivent quant à eux sur le versant est, dans les forêts. À l'époque des premières expéditions par les Européens, aucune tribu ne vivait entre le mont Kenya et le lac Baringo ; la tribu Wasuk vivait au nord de la montagne avec les Masaï. Les Andorobbo vivent sur le versant ouest, près de la base du mont Kenya, dans les forêts. Ils chassent le buffle et l'éléphant pour la nourriture et pour vendre l'ivoire. Ils appellent la montagne Doinyo Egeri qui signifie « montagne noire », ce qui contraste avec les Masaï et les Kikuyu et qui s'explique par le fait qu'ils habitent sur un versant différent où les rochers sont plus présents et les glaciers moins nombreux. Ils avaient l'habitude d'explorer et parfois de vivre à l'étage afro-alpin mais ils s'aventurent désormais rarement au-delà de la forêt. L'expédition de Mackinder, en 1899, rencontre des hommes de la tribu Wanderobo à environ 3 600 mètres d'altitude. Ils sont un exemple de tribu parfaitement adaptée à vivre dans ce milieu. Le nom zanzibari pour le mont Kenya est Meru.

## Activités

### Protection environnementale

Carte des zones protégées du mont Kenya.

La protection environnementale du mont Kenya s'est faite très progressivement. Une réserve est tout d'abord établie en 1932, la Mount Kenya Forest Reserve. En 1942, la protection de la forêt entourant le volcan est renforcée avec l'adoption du Forest Act. En 1949, la zone au-dessus de 3 400 mètres d'altitude, soit une surface de 620 km2, est classée au sein du parc national du mont Kenya. Une route est construite depuis Naro Moru vers les landes permettant un accès plus facile. En 1978, le mont Kenya est classé réserve de biosphère par l'UNESCO. En 1980, une zone tampon est établie entre la forêt et les terres agricoles pour empêcher l'empiètement progressif des fermiers, étendant les limites du parc national à 3 200 mètres d'altitude et augmentant sa superficie à 715 km2. Cette zone tampon est transformée en plantations de thé. En 1982, le Forest Act est révisé, interdisant l'exploitation de la forêt à tout usage quel qu'il soit. La réserve naturelle entoure et prolonge les limites du parc sur 705 km2. En 1997, le site comprenant le parc et la réserve, soit 1 420 km2, est finalement classée au patrimoine mondial de l'UNESCO avec comme justification « l'un des paysages les plus imposants d'Afrique de l'Est avec ses sommets accidentés couronnés de glaciers, ses landes afro-alpines et ses forêts d'une grande diversité, qui illustrent des processus écologiques exceptionnels. ». En 1998, un nettoyage majeur des détritus se déroule dans le parc. Aujourd'hui, le parc reçoit plus de 15 000 visiteurs par an.
La décision de classement en parc national a été décidée par le gouvernement kényan pour quatre raisons : l'importance du tourisme pour les économies locale et nationale, la préservation d'un site d'une grande beauté naturelle, la conservation de la biodiversité et la préservation des sources aquifères pour les régions alentour.

### Randonnée et alpinisme

#### Itinéraires de randonnée

Carte des itinéraires de randonnée et des refuges.

Il existe huit itinéraires de randonnée menant aux pics principaux. Il s'agit (dans le sens horaire à partir du nord) des itinéraires Meru, Chogoria, Kamweti, Naro Moru, Burguret, Sirimon et Timau auxquels vient s'ajouter le circuit des pics. Parmi ceux-ci, Chogoria, Naro Moru et Sirimon sont les plus fréquentés et par conséquent sont dotés de points d'entrée. Les autres itinéraires requièrent une permission spéciale du Kenya Wildlife Service.
Sirimon Route
Cet itinéraire commence à quinze kilomètres à l'est autour de la Mount Kenya Ring Road depuis Nanyuki. Le point d'entrée se situe dix kilomètres plus loin le long de la piste qui peut être empruntée à pied ou par des véhicules à deux roues. Le chemin s'élève à travers la forêt. Il n'y a aucune zone des bambous sur le versant nord de la montagne et la forêt laisse peu à peu la place à des landes couvertes de bruyère callune géante. La piste se termine au Old Moses Hut et se transforme en un sentier qui continue jusqu'au sommet de la colline avant de se séparer en deux itinéraires. À gauche, le moins emprunté fait le tour du côté du Barrow jusqu'au Liki North Hut. La végétation se fait plus rare, caractérisée par des lobelias géants et des séneçons. Le sentier grimpe le long d'une crête avant de rejoindre le chemin principal qui remonte la Mackinder Valley. On peut découvrir la grotte de Shipton dans la barre rocheuse sur la gauche de l'escarpement juste avant d'atteindre le camp Shipton. Depuis celui-ci, il est possible de gravir la crête directement en face du camp vers le site du Kami Hut, qui n'existe plus désormais, ou de suivre la rivière jusqu'au Lower Simba Tarn et éventuellement le col Simba. Ils se situent chacun sur le circuit des pics.
Timau Route
Il s'agit d'un itinéraire restreint. Il démarre très près du Sirimon Route au village de Timau et contourne la lisière de la forêt sur une distance considérable. Il a été utilisé pour se rendre en véhicule au point le plus haut possible de la montagne, mais il a été abandonné depuis de nombreuses années. Depuis l'extrémité de la piste, il est possible d'atteindre les Hall Tarns en quelques heures puis de suivre le Chogoria Route vers le circuit des pics.

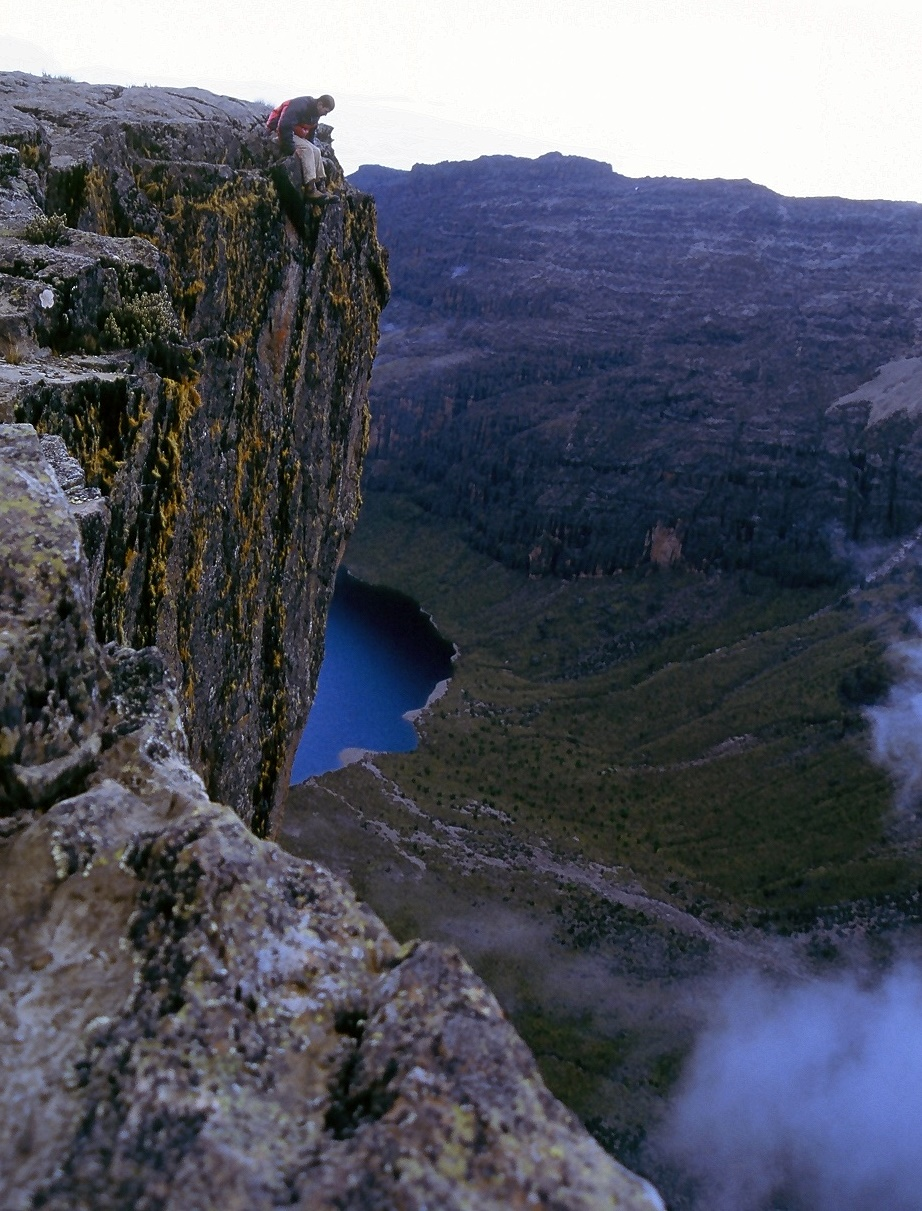
Le Temple est un vaste surplomb rocheux dominant le lac Michaelson, près des Hall Tarns.

Meru Route
Cet itinéraire mène de Katheri, au sud de Meru, au lac Rutundu en suivant la rivière Kathita Munyi. Il n'atteint pas les pics mais les landes alpines sur les versants de la montagne.
Chogoria Route
Cet itinéraire mène de Chogoria au circuit des pics. Les 32 kilomètres du point d'entrée de la forêt au point d'entrée du parc sont souvent parcourus en véhicule. Une vie sauvage abondante est présente dans la forêt avec des colonnes de dorylus traversant la piste, des singes arboricoles et potentiellement des éléphants, des buffles et des léopards. La piste n'est pas en bonne condition et demande de l'attention pour celui qui l'emprunte. Près du point d'entrée du parc, la zone des bambous commence avec des spécimens poussant jusqu'à douze mètres de hauteur. Une fois dans le parc, la piste serpente entre les forêts de palissandre avec des lichens suspendus aux branches. À un point précis, l'itinéraire se sépare en deux sentiers dont le plus petit mène à un chemin jusqu'aux environs de Mugi Hill et le long du lac Ellis.
Près de l'extrémité de l'itinéraire, un petit pont traverse le ruisseau Nithi. Après quelques centaines de mètres, il aboutit à la Gates Waterfall. Le sentier atteint une crête au-dessus de la Gorges Valley avec un panorama sur les pics, le lac Michaelson, le Temple et à l'autre bout de la vallée sur le Delamere et les pics Macmillan. Les Hall Tarns sont des petits lacs de montagne situés à la droite du chemin, au-dessus du Temple, une barre rocheuse de 300 mètres de hauteur surplombant le lac Michaelson. Le sentier continue et croise les sources du Nithi, la pente devient alors abrupte. Il se sépare en deux pour déboucher à l'ouest sur le col Simba et au sud-ouest sur le Square Tarn, tous deux sur le circuit des pics.

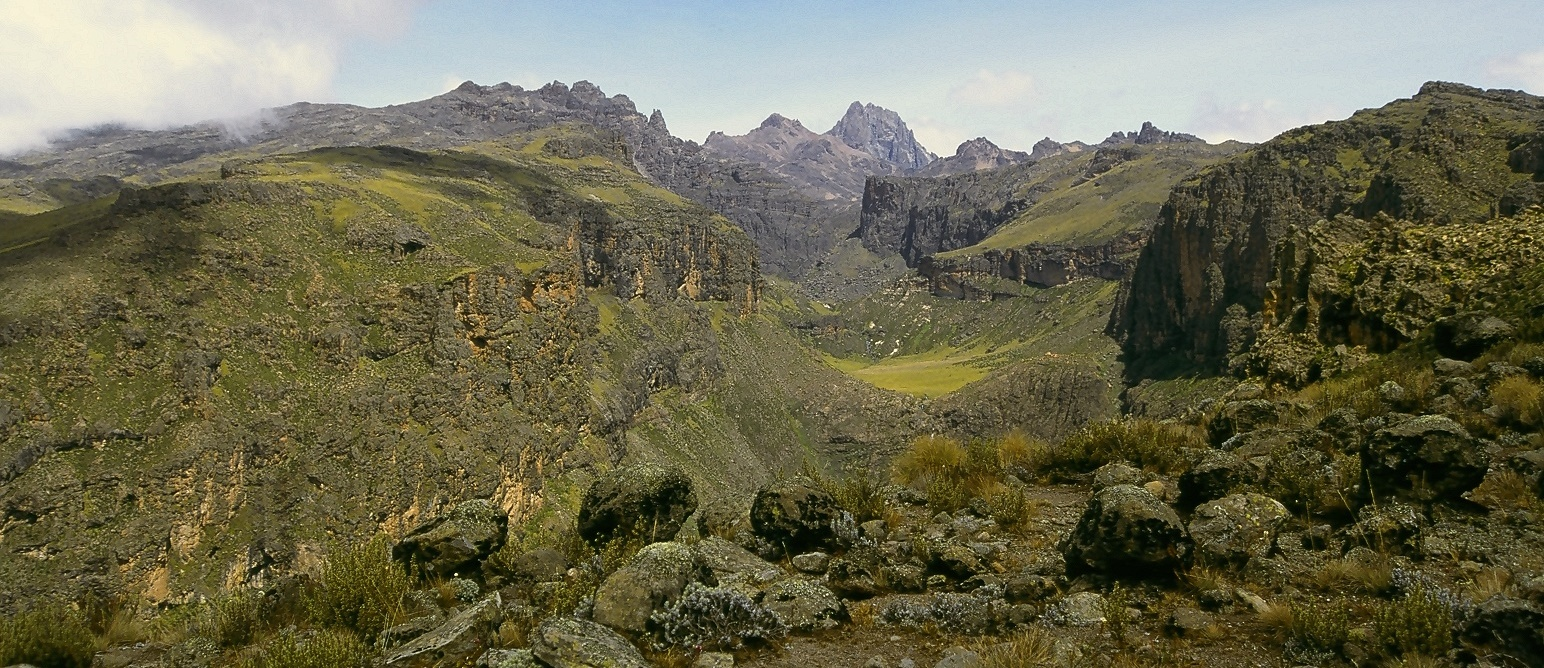
La Gorges Valley est un site remarquable sur l'itinéraire Chogoria.

Kamweti Route
Cet itinéraire suit la Nyamindi West River. Son accès est réglementé, sous réserve qu'il existe encore : il n'est plus mentionné dans le guide officiel publié par le Kenya Wildlife Service et sa praticabilité n'est plus garantie.

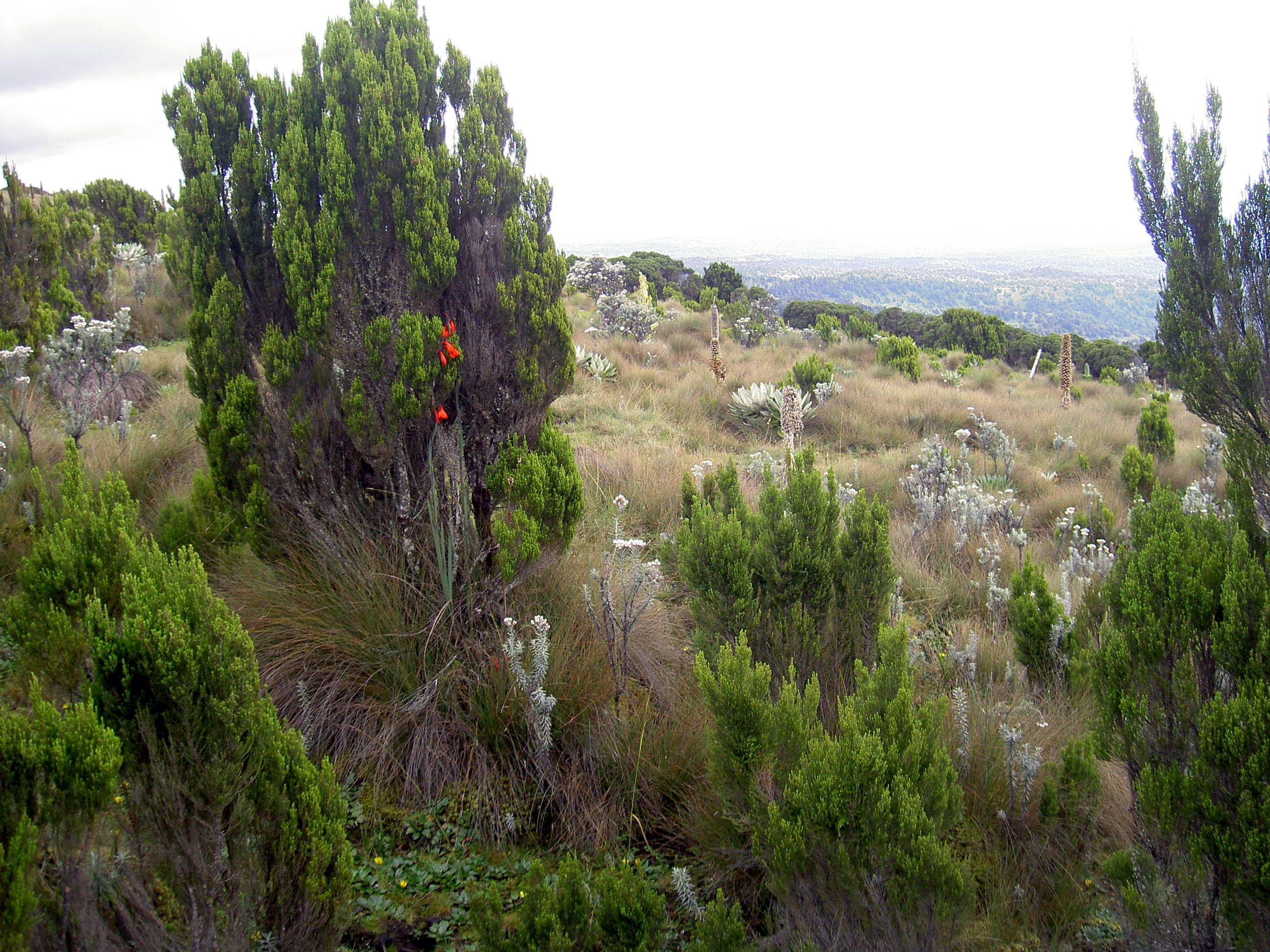
The Vertical Bog sur le Naro Moru Route

Naro Moru Route
Cet itinéraire est emprunté par beaucoup de randonneurs souhaitant atteindre la pointe Lenana. Il peut être gravi en seulement trois jours et possède des dortoirs à chaque camp, épargnant ainsi un bivouac. Le terrain est habituellement bon, bien qu'une portion soit appelée the Vertical Bog (« la tourbière verticale »). La piste commence à Naro Moru et se dirige via le quartier général du parc vers la crête entre les Northern et Southern Naro Rivers. À son extrémité se trouve la station météorologique jusqu'à laquelle il est possible de se rendre en véhicule en saison sèche. L'itinéraire redescend dans la Northern Naro Moru Valley jusqu'au camp Mackinder sur le circuit des pics.
Burguret Route
Cet itinéraire a un accès réglementé. Il commence à Gathiuru et suit principalement la North Burguret River puis continue jusqu'au Hut Tarn sur le circuit des pics.
Peak Circuit Path
Le circuit des pics serpente autour des pics principaux et se caractérise par une distance d'environ dix kilomètres et un dénivelé absolu de plus de 2 000 mètres. Il peut être parcouru en une journée, plus couramment en deux ou trois jours. Il peut aussi servir pour rejoindre différents itinéraires. Il ne nécessite pas d'escalade technique.

#### Voies d'escalade
La plupart des pics du mont Kenya ont été vaincus. La majorité d'entre eux impliquent de l'escalade en rocher comme voie la plus facile. Les cotations indiquées se réfèrent à l'échelle d'Afrique de l'Est.
| Pic ou paroi    | Altitude | Nom de la voie               | Cotation | Saison d'escalade | Première                                             |
| --------------- | -------- | ---------------------------- | -------- | ----------------- | ---------------------------------------------------- |
| Batian          | 5 199 m  | Voie Normale de la face Nord | IV+      | Été               | A.H. Firmin et P. Hicks, 31 juillet 1944             |
| Batian          | 5 199 m  | Voie de la crête Sud-Ouest   | IV       | Hiver             | A.H. Firmin et J.W. Howard, 8 janvier 1946           |
| Nelion          | 5 188 m  | Voie Normale                 | IV-      | Été / hiver       | E.E. Shipton et P. Wyn-Harris, 6 janvier 1929        |
| Batian - Nelion | -        | Ice Window Route             | V-       | Été               | P. Snyder, Y. Laulan et B. LeDain, 20 août 1974      |
| Batian - Nelion | -        | Diamond Couloir              | VI       | Été               | P. Snyder et T. Mathenge, 4-5 octobre 1973           |
| Pointe Pigott   | 4 957 m  | Crête Sud                    | III+     | Été / hiver       | W.M. et R.J.H. Chambers, février 1959                |
| Thomson's Flake | 4 947 m  | Thomson's Flake              | VI       |                   | L. Hernacarek, W. Welsch et B. Cliff, septembre 1962 |
| Pointe Dutton   | 4 885 m  | Face et crête Nord-Est       | IV       |                   | S. Barusso et R.D. Metcalf, 4 août 1966              |
| Pointe John     | 4 883 m  | Couloir Sud-Est              | III      | Été               | E.E. Shipton et R.E.G. Russel, 18 décembre 1929      |
| Pointe Melhuish | 4 880 m  | Face Sud-Est                 | IV+      |                   | R.M.Kamke et W.M. Boyes, décembre 1960               |
| Pointe Peter    | 4 757 m  | Couloir et crête Nord-Est    | III      |                   | E.E. Shipton et H.W. Tilman, juillet 1930            |
| Pointe Peter    | 4 757 m  | Window Ridge                 | VI, A1   |                   | F.A. Wedgewood et H.G. Nicol, 8 août 1963            |
| Pic Midget      | 4 700 m  | Couloir Sud                  | IV       |                   | E.E. Shipton et H.W. Tilman, août 1930               |

Selon les estimations, aujourd'hui deux cents personnes gravissent chaque année le Nelion, et cinquante le Batian.

#### Refuges
Des gardiens sont présents dans la plupart des refuges. Ces abris se présentent du plus basique (Liki North) avec à peine plus qu'un toit, au plus luxueux avec feu de cheminée et eau courante (Meru Mt Kenya Lodge). La plupart des refuges n'ont ni chauffage ni lumière, mais sont spacieux avec des dortoirs et des pièces communes. Ils offrent également des hébergements séparés pour les porteurs et les guides. Les pièces communes peuvent être utilisées par les campeurs qui souhaitent se mettre à l'abri du mauvais temps, ou stocker des vivres hors de portée des hyènes ou des damans du Cap.

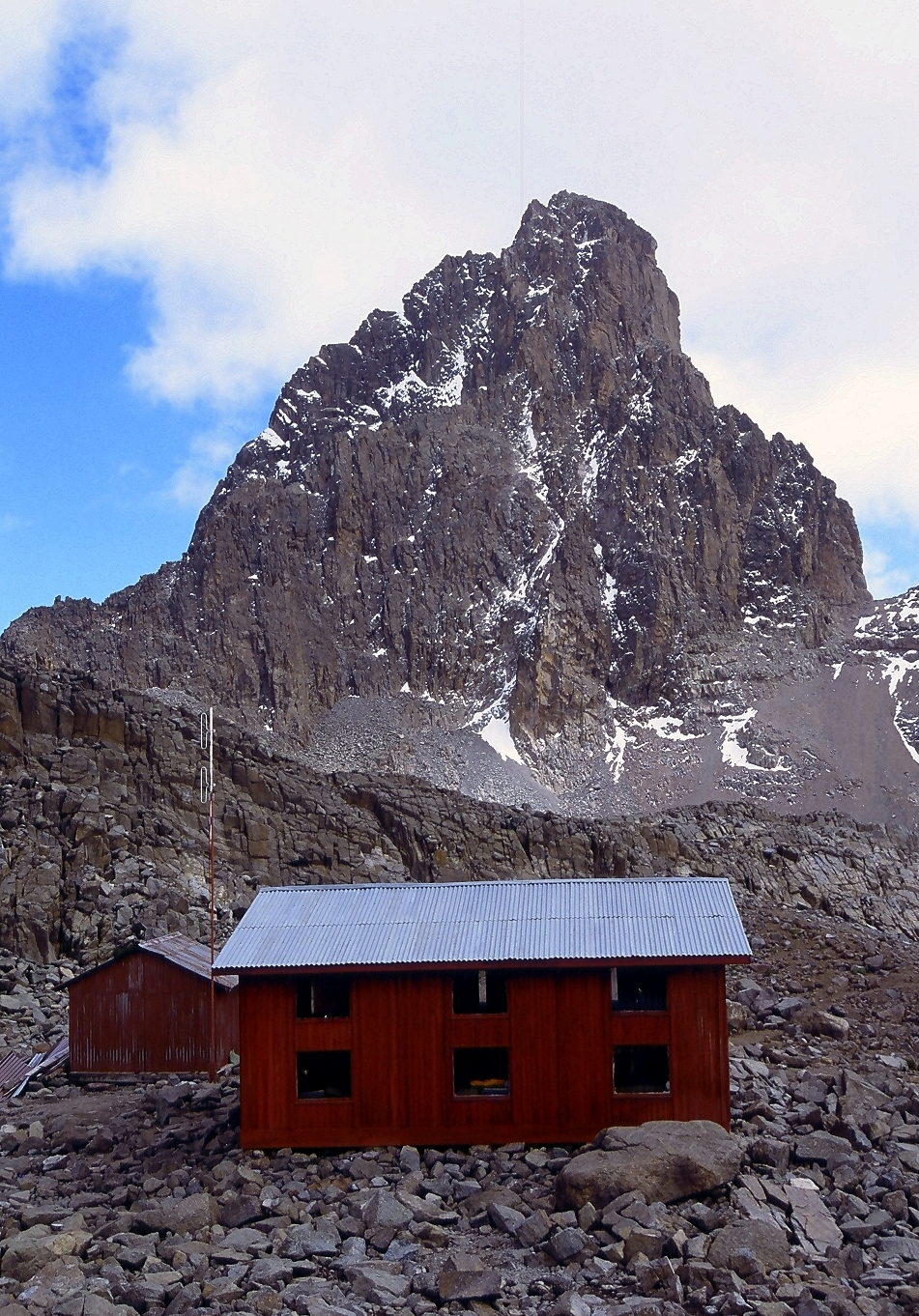
L'Austrian Hut avec le Nelion (5188 mètres d'altitude) en arrière-plan.

Austrian Hut / Top Hut (4 790 m)
Ce refuge, situé sur le circuit des pics, est le second plus haut du mont Kenya, après celui du Howell Hut au sommet du Nelion. C'est un bon point de départ pour l'ascension du Lenana, mais aussi pour la pointe Thomson, la pointe Melhuish et la pointe John, ou pour l'exploration de la zone environnante. Enfin, c'est l'étape obligatoire avant d'entamer la Voie Normale du Nelion.
La crête où se trouve le refuge offre de nombreuses formations de lave. La faune est pauvre car la crête est recouverte d'éboulis qui gèlent chaque nuit et cuisent le jour, mais de petites fleurs arrivent à pousser. Aucun mammifère ni oiseau n'est présent à cette altitude.
Two Tarn Hut (4 490 m)
Ce refuge se trouve sur le circuit des pics.
Kami Hut (4 439 m)
Ce site se trouve également sur le circuit des pics. Aujourd'hui, le refuge n'existe plus.
Meru Mt Kenya Lodge (3 017 m)
Il s'agit d'un gîte privé en bordure du parc national, sur l'itinéraire Chogoria. Des taxes doivent être acquittées au parc. Le gîte se situe à environ 500 mètres du point d'entrée du parc et consiste en plusieurs cabanes en rondins avec chacune une chambre, une cuisine, une salle de bain et un salon avec une cheminée. Il possède l'eau chaude courante et des lits pour trois ou quatre personnes.
Urumandi Hut (3 063 m)
Ce refuge, sur l'itinéraire Chogoria, a été construit en 1923 et n'est plus en usage aujourd'hui.
Minto's Hut (4 290 m)
Ce refuge, également sur l'itinéraire Chogoria à proximité des Hall Tarns, d'une capacité de huit personnes, est réservé à l'accueil des porteurs. Il y a un espace de campement à proximité. L'eau est puisée directement dans ces lacs de montagne mais en l'absence d'exutoire, l'eau stagne et doit être filtrée ou bouillie avant usage.
Warden's Cottage (2 400 m)
Il s'agit de l'ancienne maison des gardiens vétérans du parc jusqu'en 1998, sur l'itinéraire Naro Moru. Elle possède deux chambres, une salle de bain, une cuisine et un salon avec véranda et cheminée avec l'eau chaude courante. La maison se situe à l'intérieur du parc et par conséquent il est nécessaire de s'acquitter des taxes.
La station météorologique (3 050 m)
Elle est administrée par le Naro Moru Lodge et propose plusieurs dortoirs et un espace de campement.
Mackinder's Camp (4 200 m)
Il est également administré par le Naro Moru Lodge et propose un grand dortoir et beaucoup d'espace pour camper.
Liki North Hut (3 993 m)

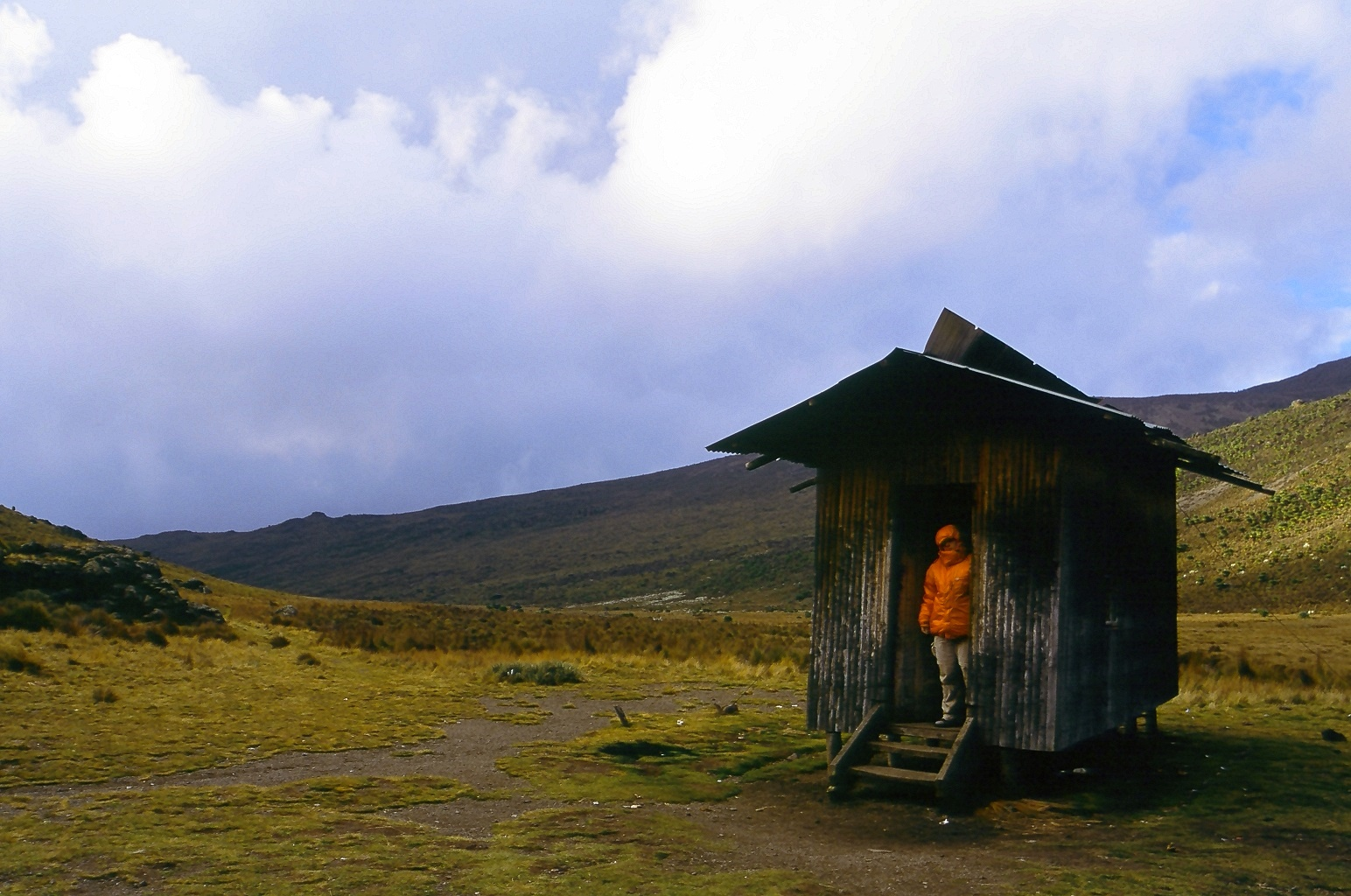
Liki North Hut est un petit abri qui peut accueillir huit personnes pour la nuit.

Il s'agit d'un abri sur l'itinéraire Sirimon permettant de se prémunir du mauvais temps. Il y a un espace pour camper et une rivière à proximité pour l'eau. L'abri peut accueillir huit personnes. Il est situé sur le sentier le moins fréquenté entre le Old Moses Camp et le Shipton's Camp et peut servir comme point de départ pour l'ascension du Terere et du Sendeyo ou comme halte sur le chemin du Shipton's Camp.
Sirimon Bandas (2 650 m)
Ces refuges se situent au point d'entrée de Sirimon, immédiatement à l'intérieur du parc national du mont Kenya. Les bandas ont chacun deux chambres, une cuisine, une salle à manger, une salle de bain et une véranda. Ils possèdent l'eau chaude courante. Les environs abritent une vie sauvage importante, notamment des hyènes, des zèbres, de nombreuses antilopes, des babouins et beaucoup d'espèces d'oiseaux. Des taxes doivent être acquittées au parc. Il y a un espace de campement proche des bandas avec l'eau courante.
Old Moses Camp (3 400 m)

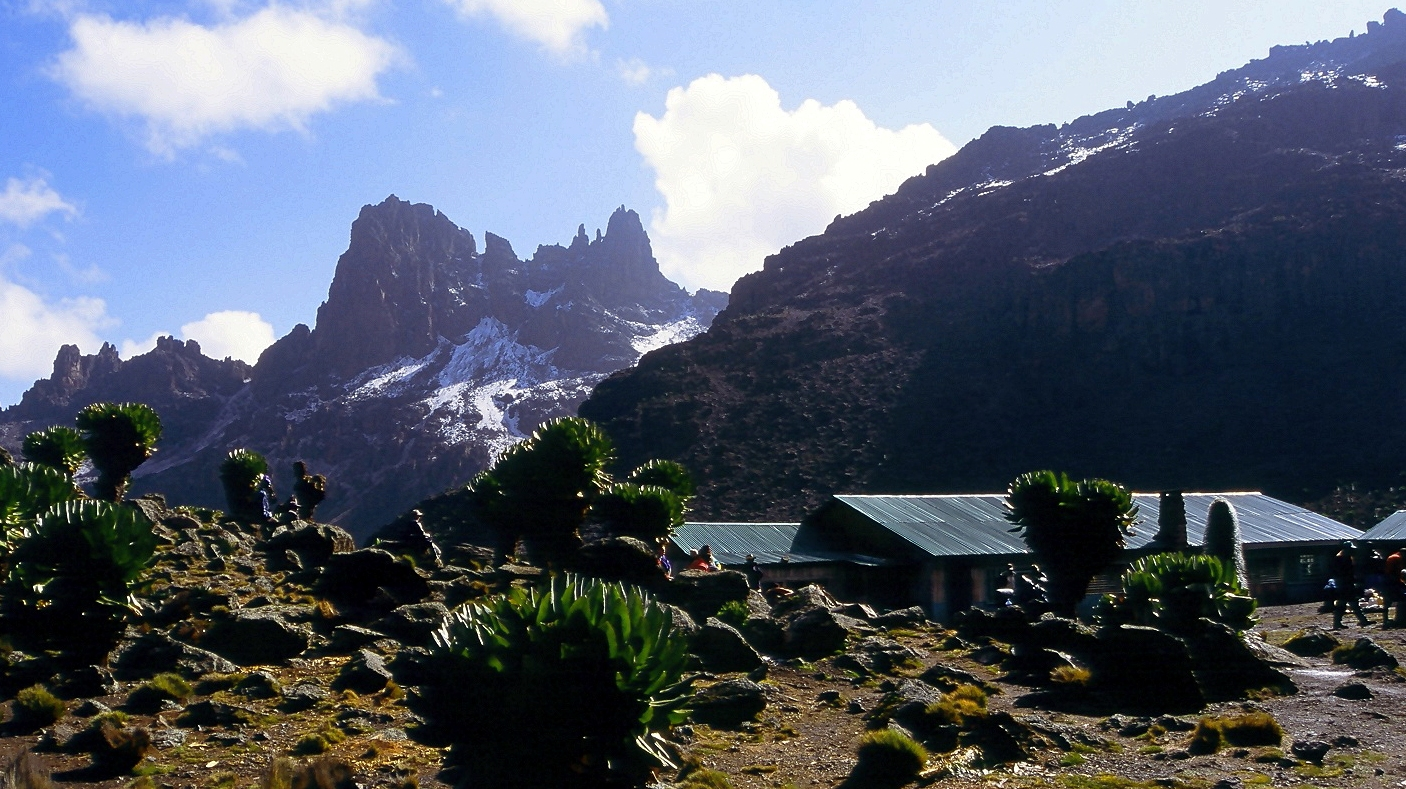
Shipton's Camp est l'un des plus grands refuges du mont Kenya. Il est proche du Terere et du Sendeyo, visibles en arrière-plan.

Ce campement sur l'itinéraire Sirimon est administré par le Mountain Rock Bantu Lodge. Il possède des dortoirs et un vaste espace de campement ainsi que des hébergements pour les guides et les porteurs.
Shipton's Camp (4 236 m)
Ce campement sur l'itinéraire Sirimon est administré par le Mountain Rock Bantu Lodge. Il est le refuge de nombreux damans des rochers ainsi que de lemniscomys, toutes sortes de nectariniidés et de cercomela. La végétation est dominée par des séneçons géants mais offre de nombreuses fleurs et également des lobelias. À l'horizon se profilent la pointe Peter et la pointe Dutton, éclipsés par le Batian. La pointe Lenana s'élève de l'autre côté du glacier Gregory avec le Thomson's Flake et la pointe Thomson. Face aux pics principaux se situe le Krapf Rognon avec le glacier Krapf en contrebas.
Howell Hut (4 236 m)
Ce refuge, au sommet du Nelion, a été construit par Ian Howell en février 1970. La tôle ondulée fut transportée par hélicoptère jusqu'au glacier Lewis et Howell se chargea de la hisser au sommet au cours de treize ascensions en solitaire et de bâtir le refuge.
Mountain Rock Bantu Lodge
Ce gîte est situé au nord de Naro Moru et offre des chambres, des tentes et un espace de campement. Il administre le Old Moses Camp et le Shipton's Camp sur l'itinéraire Sirimon.
Naro Moru River Lodge
Ce gîte est situé près de Naro Moru et offre des services allant de l'observation des oiseaux à la location d'équipements et l'organisation d'ascensions guidées. Il administre les dortoirs de la station météorologique et du Mackinder's Camp sur l'itinéraire Naro Moru.
Serena Mountain Lodge (2 200 m)
Ce luxueux hôtel se trouve sur les pentes occidentales de la montagne. Il a sa propre source d'eau et organise des randonnées guidées, des pêches à la truite et des conférences.
Naro Moru Youth Hostel
Cette auberge de jeunesse consistant en une ferme rénovée est située entre Naro Moru et son point d'entrée. Elle possède des dortoirs et un espace de campement, avec l'eau chaude, une cuisine et de la location d'équipements.
Castle Forest Lodge (2 100 m)
Ce gîte a été construit par les britanniques à la fin des années 1920 comme refuge pour la famille royale. Il se situe sur le versant méridional, dans la forêt.
Rutundu Log Cabins (3 100 m)
Ce luxueux gîte se situe sur le versant septentrional de la montagne.